# Großer Garten Hannover-Herrenhausen

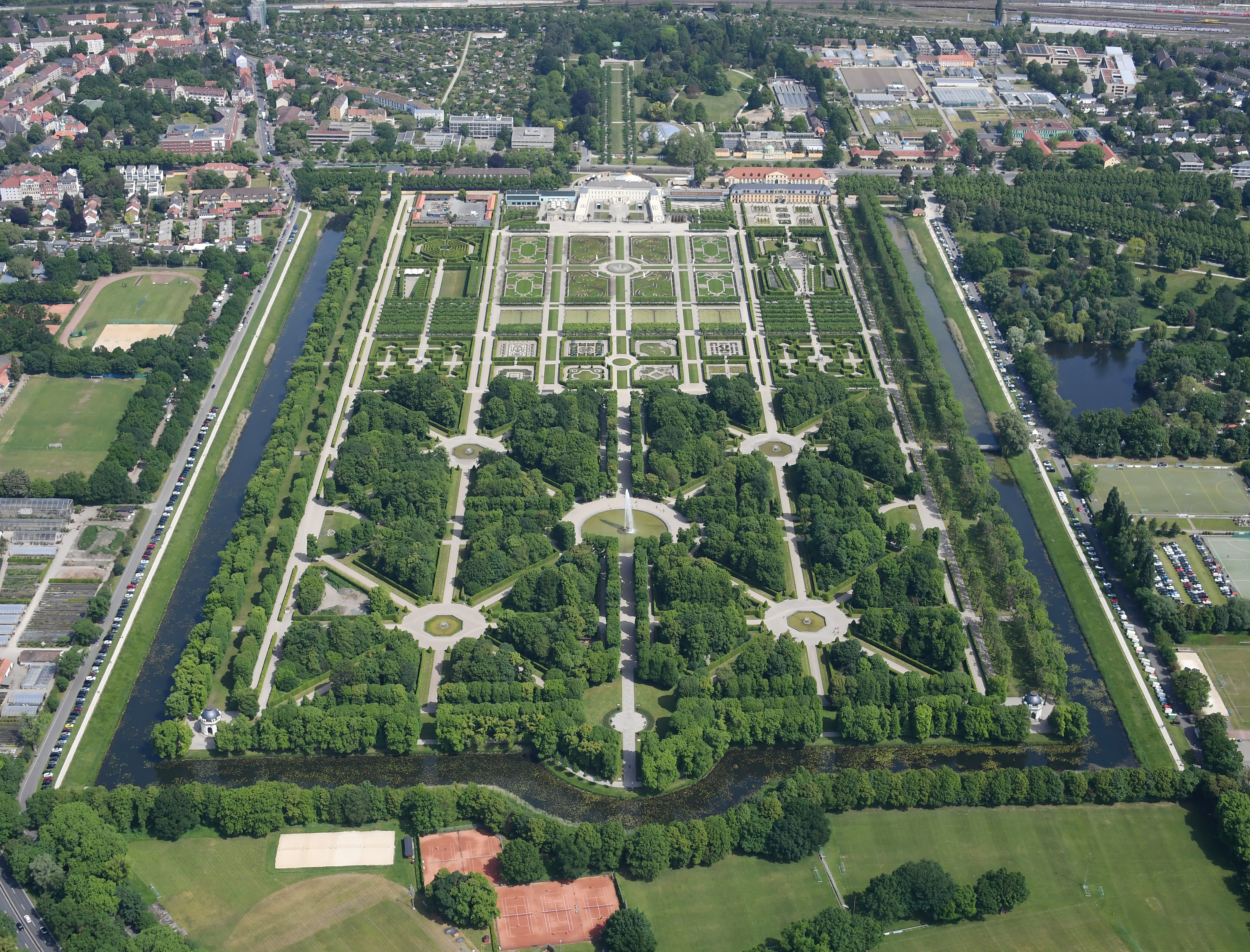
Luftbild des Großen Gartens

Der Große Garten im hannoverschen Stadtteil Herrenhausen zählt zu den bedeutendsten Barockgärten in Europa. Die von einer Graft umschlossene Gartenfläche stellt das historische Kernstück der Herrenhäuser Gärten dar, zu denen außerdem der Berggarten, der Georgengarten und der Welfengarten gehören. Die rechteckige Anlage hat eine Fläche von 50,2 Hektar (905 m × 555 m). Ausgangspunkt der Planungen war das im 17. Jahrhundert errichtete Schloss Herrenhausen.

## Geschichte

### Anlage des Gartens

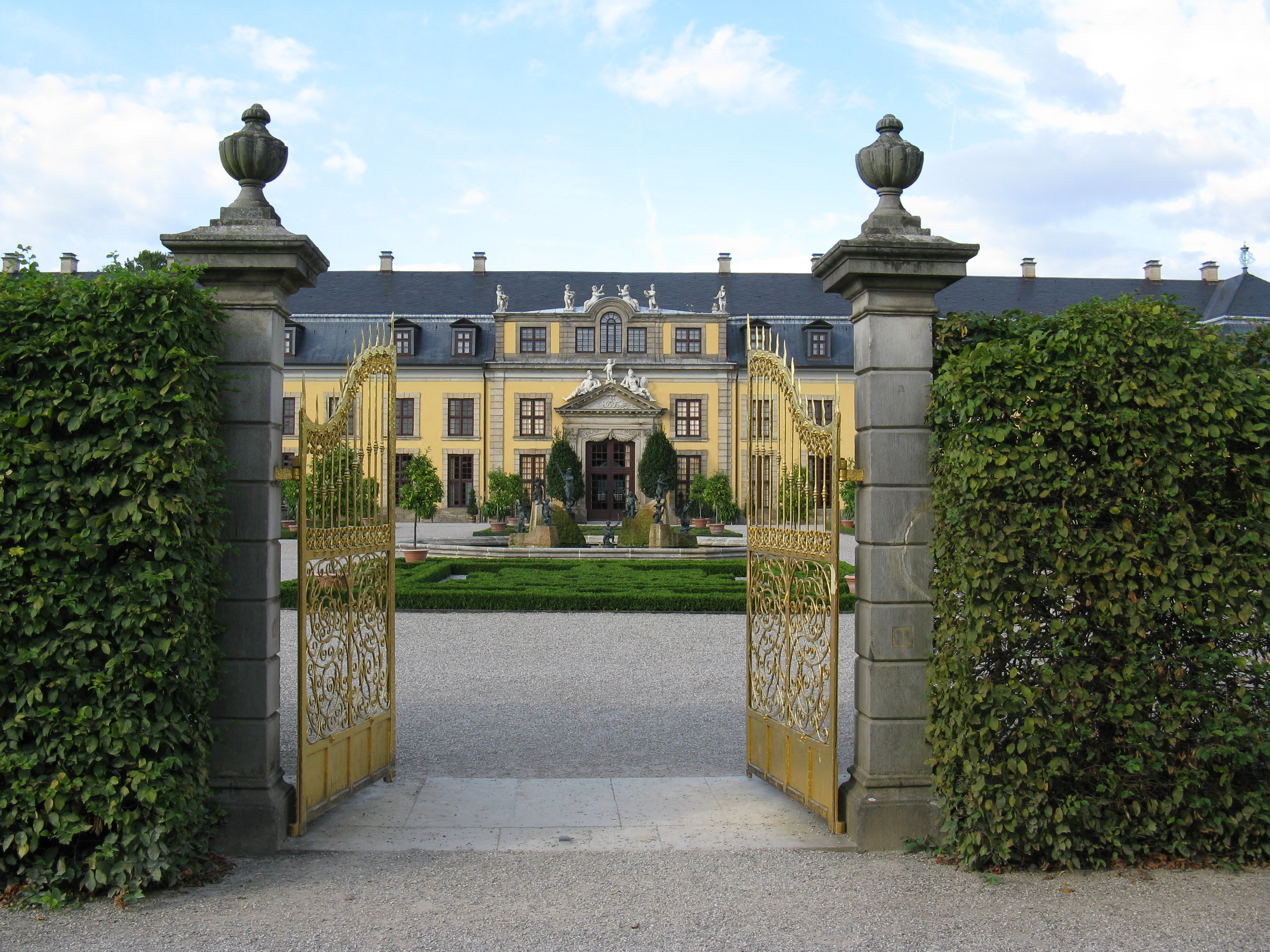
Goldenes Tor und Galeriegebäude

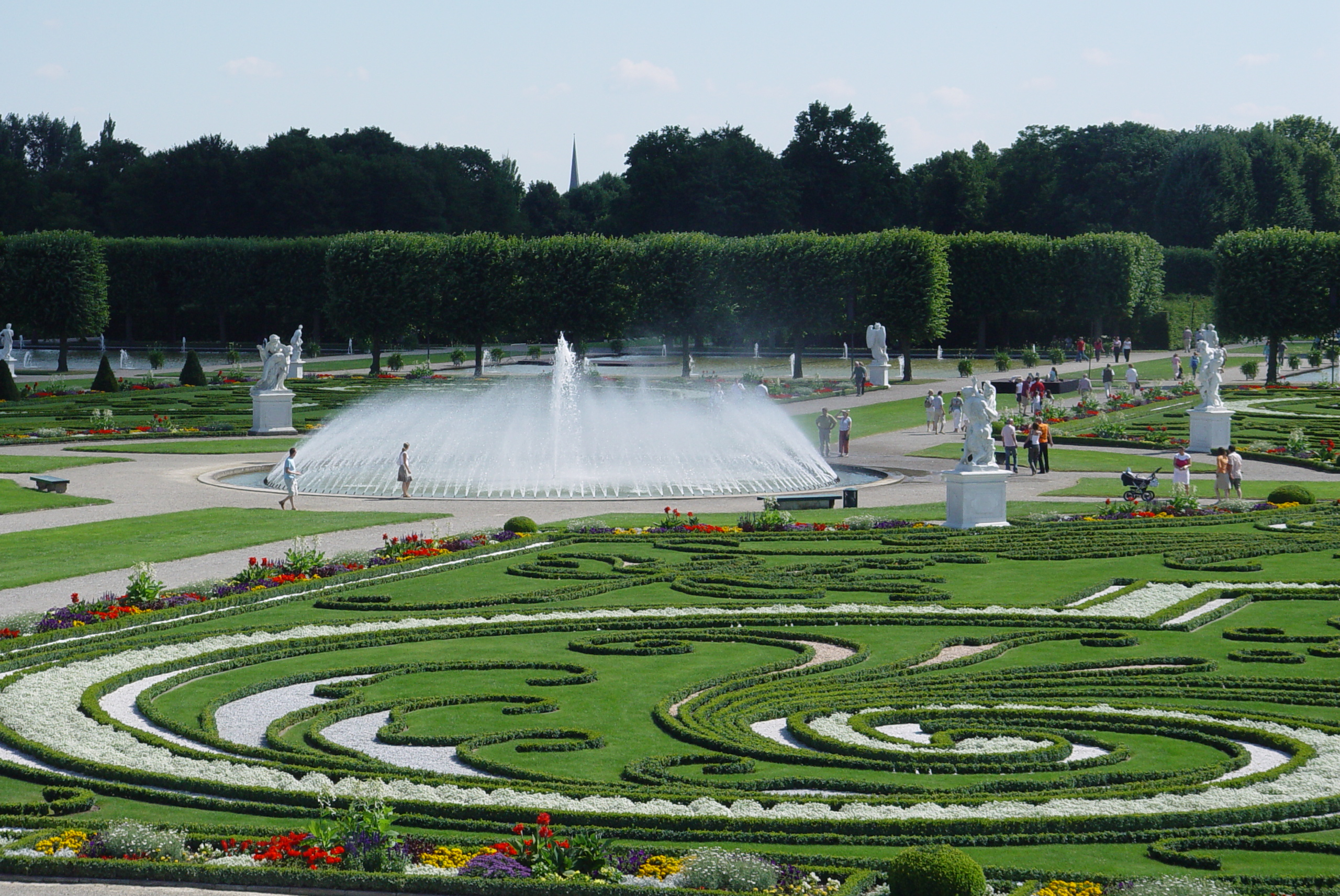
Glockenfontäne, im Vordergrund Broderiemuster

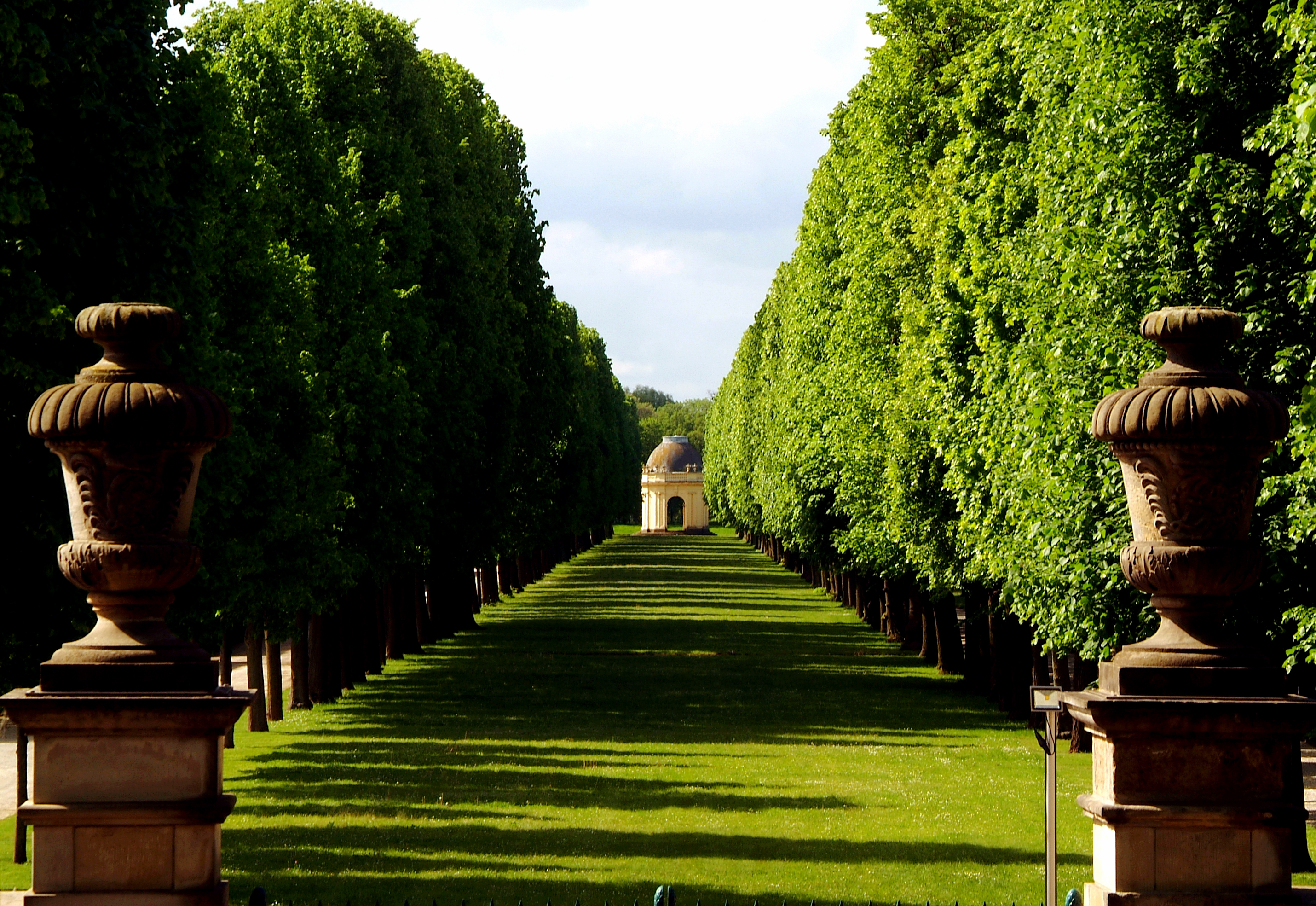
Blick vom Hardenbergschen Haus in die Lindenallee an der Graft

Herzog Georg von Calenberg ließ 1638 bei dem Dorf Höringehusen einen Küchengarten mit Gebäuden anlegen. Als Georgs Sohn Johann Friedrich 1665 an die Macht kam, benannte er das Dorf um in Herrenhausen und ließ sich hier ein Lusthaus, den Vorgängerbau des Schlosses Herrenhausen, erbauen. Seinen Gärtner Michael Grosse beauftragte er mit der Anlage eines Lustgartens, der in etwa die Größe des heutigen Großen Parterres besaß.
Ab 1674 konkretisierten sich die Planungen für den Lustgarten unter der vermutlichen Beteiligung des italienischen Architekten Girolamo Sartorio. Die Bauaufsicht unterlag dem Hofbaumeister Brand Westermann. 1675 wurde der Fontänenmeister Marinus Cadart (Cattare) engagiert. Er entwarf die Grotte und die Große Kaskade. Als Gärtner war der in Celle und Osnabrück für die Welfen beschäftigte Henry Perronet († 1690) beratend tätig. Die Ausführung unterlag dem 1675 eingestellten Hofgärtner Anton Heinrich Bauer. Außerdem stand von 1673 bis Herbst 1675 der italienische Gärtner Pietro Meccage im Dienst von Herzog Johann Friedrich. 1676 begannen die wesentlichen Arbeiten im Garten, dessen Aussehen sich mangels Quellen nur noch vage rekonstruieren lässt. Vermutlich haben die beteiligten Gärtner eine weite Skala an Gestaltungselementen des Renaissance- und frühen Barockgartens eingebracht. Das Gartenareal umfasste nun 14 Hektar und entsprach damit in etwa der Größe der heutigen nördlichen Gartenhälfte ohne die seitlichen Alleen. Als Johann Friedrich 1679 starb, war der Garten noch nicht vollendet.

### Ausbau und Glanzzeit der barocken Gartenanlage (1680–1755)
Der Ausbau des Herrenhäuser Gartens ist auf das Engste mit dem Aufstieg der hannoverschen Linie der Welfen verbunden. Die Erschaffung und Pflege großer Gartenanlagen besaßen einen hohen Rang im System der fürstlichen Repräsentation. Drei Regenten prägten die Glanzzeit des Großen Gartens zwischen 1680 und 1755: Ernst August (1679–1698), der 1692 zum Kurfürsten von Braunschweig-Lüneburg ernannt wurde, sein Sohn Georg Ludwig, der 1714 als Georg I. zum König von England gekrönt wurde, und Georg II, der 1683 in Schloss Herrenhausen geboren wurde. Er machte bis zu seinem letzten Besuch 1755 die Sommerresidenz zum Ort von glanzvollen Festen und diplomatischen Begegnungen, wozu er den Garten in bestem Zustand erhielt.

#### Erweiterung durch Ernst August und Sophie von der Pfalz
Ernst August setzte nach 1680 zunächst den von seinem Bruder begonnenen Ausbau des Lustgartens fort. Sein Geschmack war wie der Johann Friedrichs durch die italienische Kultur geprägt. Von mehrmaligen Besuchen in Italien hatten beide eindrückliche Gartenerlebnisse vor allem aus dem Veneto mitgebracht. Weiterhin hatten Ernst August und seine Frau Sophie von der Pfalz 1664 römische Villen besucht. Ernst August erwartete die im Kreis der anderen deutschen Regenten nicht unumstrittene Ernennung zum Kurfürsten. Sein Bestreben erforderte neben diplomatischem Geschick auch eine den politischen Ambitionen entsprechende prachtvolle Gestaltung seiner Residenz. Das vor deren Toren gelegene Sommerschloss sollte die kulturelle Bildung und finanzielle Potenz des Regenten widerspiegeln. 1683 holten Ernst August und Sophie den Gärtner Martin Charbonnier nach Herrenhausen, der ihnen bereits den Park von Schloss Osnabrück angelegt hatte. Er stellte die nördliche Gartenhälfte fertig. Die Sommerresidenz erlangte erste beeindruckende Wirkung.
In besonderer Konkurrenz stand Ernst August mit den Herzögen aus der Vetternlinie der Welfen, dem Neuen Haus Braunschweig mit ihrer Residenz in Wolfenbüttel. Auch sie erhoben Anspruch auf den Kurfürstentitel. Nach 1687 begann Herzog Anton Ulrich im Wettstreit mit Herzog Ernst August das Lusthaus Salzdahlum zur Sommerresidenz auszubauen. In der Folge kam es zu einer Neukonzeption und einem verstärkten Ausbau der Gartenanlage in Herrenhausen. Auch jetzt schöpfte das Herzogspaar aus seiner Kenntnis europäischer Gärten. Insbesondere soll Sophie die Gartengestaltung prägend beeinflusst haben. Aus eigener Anschauung kannte sie neben den maßgebenden französischen Anlagen, die sie 1679 besucht hatte, vor allem Barockgärten in den Niederlanden, wo sie mit ihrer Familie die Jugend im Exil verbracht hatte. Zu Beginn der neuen Ausbauphase entstanden 1689–1694 das Gartentheater und 1694–1696 das Galeriegebäude als zweiter wichtiger Bezugspunkt der Anlage. Ab 1696 begann Martin Charbonnier den Garten auf die doppelte Größe zu erweitern und die Anlage mit der Graft einzufassen.

#### Ausbau der Fontänenanlagen
Im August 1689 entließ Ernst August den Fontänenmeister Cadart, der über dreizehn Jahre die Konzeption der zahlreichen Wasserspiele bestimmt hatte. An der Hauptaufgabe, diese für einen dauerhaften Betrieb mit ausreichend Wasser und Druck für das Betreiben auch höherer Springstrahlen zu versorgen, scheiterte er, trotz zahlreicher Anläufe. Zuletzt reiste Cadart 1686 mit Hofbaumeister Westermann und dem Zimmermeister Heimsohn nach Bremen, um die dort bereits 1393 errichtete Bremer Wasserkunst zu besichtigen. Die drei schlugen vor, auch im Fluss Leine bei Herrenhausen ein Schöpfrad wie in Bremen zu erbauen. Man konnte sich aber zunächst nicht darüber einigen, wo das Rad aufgestellt werden sollte. 1687 begann man, vom Benther Berg Wasser nach Herrenhausen zu leiten.
An Stelle des erfolglosen Cadart beauftragte Ernst August 1690 den Celler Hofbauarchitekten Johann Friedrich de Münter, Sohn des Fasanenmeisters Benedictus de Münter, mit der Verbesserung der Wasserspiele. Unter anderem erneuerte er die von Cadart angelegten, nordwestlich des Schlosses im Bereich der 1962–1965 erbauten ehemaligen Werkkunstschule gelegenen Wasserreservoirs, die bis 1956 in Betrieb blieben. Nach einer Erkrankung im Vorjahr starb De Münter im August 1693. Nun holte man den Kunstmeister Pierre Dénis aus Paris, der 1694 seinen Dienst in Herrenhausen antrat. Er führte die begonnenen Vorhaben weiter. Im Frühjahr 1696 nahm sich der für Ernst August tätige Universalgelehrte Gottfried Wilhelm Leibniz des Fontänenprojekts an. Seine nicht realisierte Planung für den Betrieb der Wasserspiele bezog sich noch auf den alten Lustgarten. Sie lieferte eine Antwort auf die beiden grundlegenden Probleme, die auch nach der Erweiterung des Gartens Gültigkeit besaß. Leibniz schlug als Erster den Einsatz einer Wassermaschine unter Nutzung von Göpelwerken und Druckpumpen sowie eine Aufstauung der Leine vor.
Während seiner Regentschaft gab Ernst August zirka 65000 Reichstaler für die architektonische Ausgestaltung von Schloss, Garten und der höfischen Bauten in deren Umfeld aus. 16000 Reichstaler gingen in die Vergrößerung des Gartens. Im Verhältnis dazu erwiesen sich Betrieb und Ausbau der Wasserspiele als besonders kostspielig. In das Herrenhäuser Fontänenprojekt flossen ungefähr 46000 Reichstaler, ohne eine grundlegende Steigerung der Leistung zu erreichen.

#### Fortführung der Arbeiten unter Kurfürst Georg Ludwig

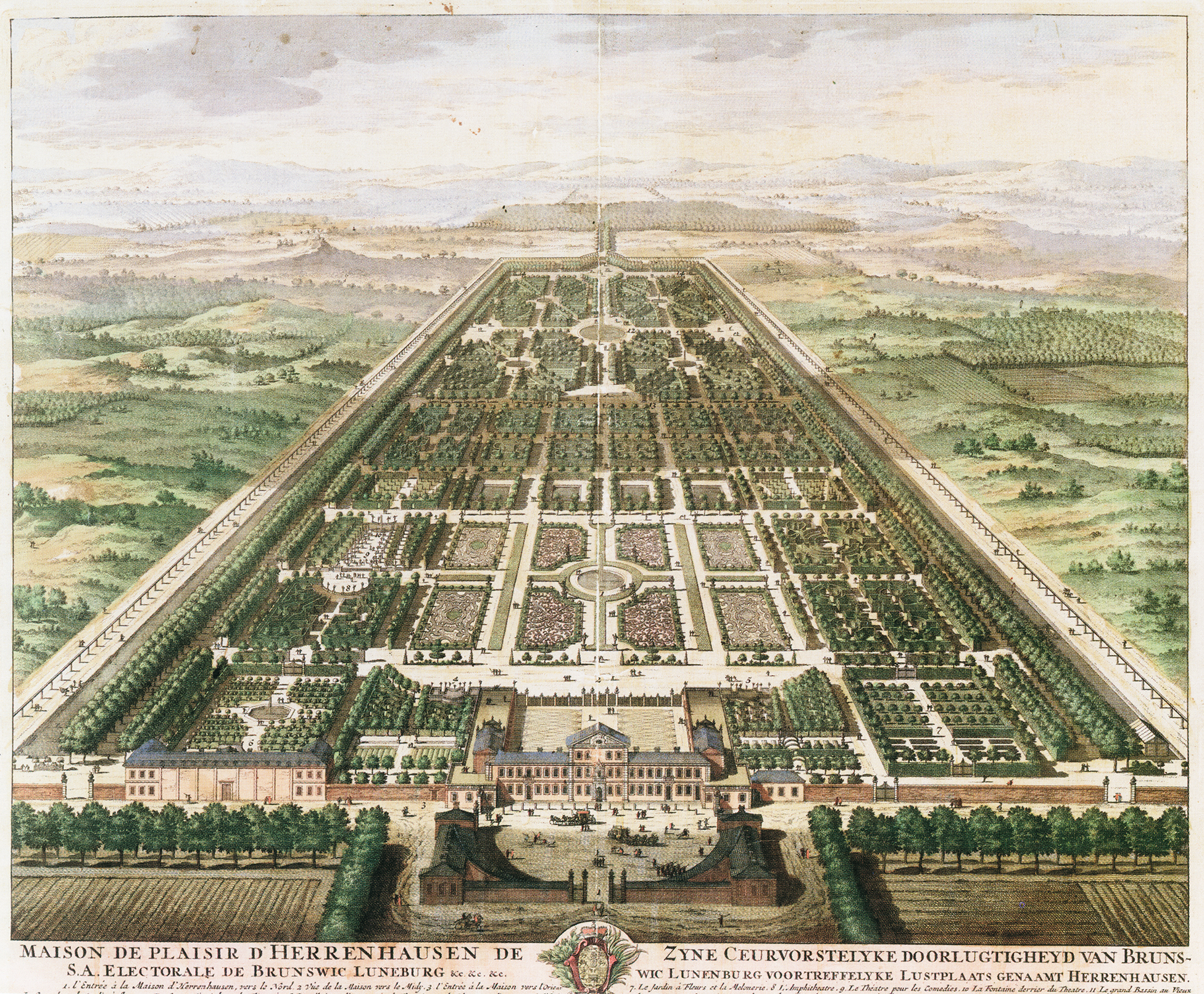
Vogelschauplan (Prospekt) der kurfürstlichen Sommerresidenz Herrenhausen (Großer Garten) von Norden, im Vordergrund das Schloss, Kupferstich, 1708

Mit dem Tod Ernst Augusts bekam Kurfürstin Sophie 1698 Herrenhausen als Witwensitz einschließlich eines Betrags für den Unterhalt des Gartens und der Wasserspiele zugesprochen. Da die finanziellen Mittel nicht ausreichten, die begonnenen Arbeiten fortzuführen, übergab sie den Garten ihrem Sohn Kurfürst Georg Ludwig, residierte aber weiterhin in Herrenhausen. Georg Ludwig ließ das Große Parterre anlegen und schloss die Erweiterung um die südliche Gartenhälfte mit dem Bau der beiden von Louis Remy de la Fosse entworfenen Rundpavillons in den südlichen Ecken ab. Um 1708, nachdem Georg Ludwig mit dem Act of Settlement (1701) die Anwärterschaft auf den englischen Thron erworben und das Fürstentum Lüneburg von seinem Onkel geerbt hatte, erfolgte die Fertigstellung des Gartens. Der Garten nahm nun eine Fläche von 36 Hektar ein, einschließlich der Graft und dem äußeren Wall waren es zirka 50 Hektar. Somit entsprach er fast der Fläche der Altstadt von Hannover, in der über 7000 Menschen in etwa 1000 Häusern lebten. Das von Georg Ludwig bevorzugte Bauprojekt war die Anlage der Großen Fontäne, mit der um 1700 begonnen und die 1720 beendet wurde.
Im Umfeld des Großen Gartens ließ Georg Ludwig weitere Vorhaben realisieren, die großenteils im Zusammenhang mit der aufwendiger gewordenen Hofhaltung standen. Zu den noch existenten Bauten gehören das 1706 errichtete Meiereigebäude, das 1708 von de la Fosse entworfene Pagenhaus und die 1723 fertiggestellte Orangerie. 1726–1727 schuf der Gartenkünstler Ernst August Charbonnier, der 1717 die Nachfolge seines Vaters Martin Charbonnier angetreten hatte, die vierreihig mit Linden bestandene Herrenhäuser Allee als repräsentative Zufahrt von Hannover zum Großen Garten. Gleichzeitig entstand die vom Schloss nach Norden in die damals noch freie Landschaft führende Lindenallee.
1748–1751, unter Georg II., wurde das alte Hofgärtnerhaus für den ersten Direktor der nun eigenständigen Behörde für Bau- und Gartenwesen Friedrich Karl von Hardenberg abgerissen und durch einen von ihm selbst in Zusammenarbeit mit dem Hofarchitekten Johann Paul Heumann 1747 entworfenen massiven Neubau ersetzt. Das Hardenbergsche Haus zeigt Züge des französischen Klassizismus und passt sich in die Achse der westlichen Seitenallee des Großen Gartens ein. Es setzt einen Endpunkt für den Ausbau des Großen Gartens. Etwa zeitgleich übernahm ab 1747 der Gartenkünstler Matthias Charbonnier die Nachfolge seines Vaters Ernst August Charbonnier.

### Mitte 18. Jahrhundert bis 19. Jahrhundert

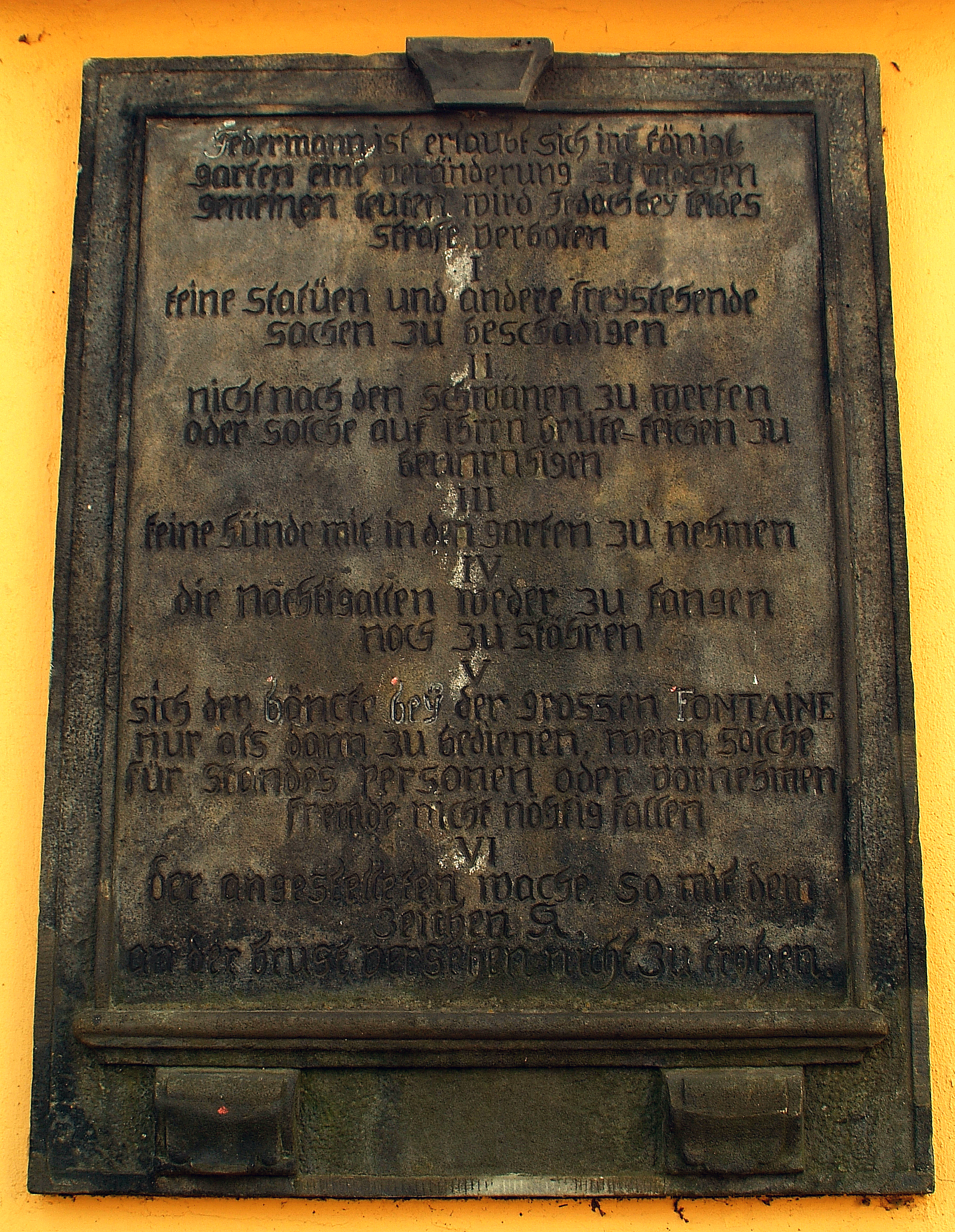
Parkordnung, Steintafel von 1777

Georg III. und Georg IV. residierten als Könige von England in London, von wo aus sie in das Kurfürstentum Hannover regierten. Während der zweiten Hälfte des 18. Jahrhunderts verblasste das Interesse des Herrscherhauses an Schloss Herrenhausen und seinem Garten, so dass größere Investitionen und Veränderungen unterblieben. Aus diesem Grund entging der Große Garten dem Schicksal vieler anderer Barockgärten, die in Landschaftsgärten umgestaltet wurden. Durch pflegerische Maßnahmen blieb der Bestand an Linden und Hainbuchen, die das Grundgerüst des Gartens bildeten, langfristig erhalten. Wichtige Ziergartenelemente gingen hingegen verloren, nicht zuletzt weil der Große Garten den eher botanisch interessierten Gartenmeistern des Berggartens und der Orangerie unterstellt wurde.
Nach dem Siebenjährigen Krieg (1756–1763) wurde der Große Garten für die Allgemeinheit zugänglich. Im Gegensatz zu anderen Residenzen, in denen zur gleichen Zeit Gärten zum Spaziergang freigegeben wurden, bestanden in Herrenhausen keine Standesschranken für den Zugang. Es entstand eine der ältesten erhaltenen Parkordnungen in Deutschland. Sie wurde auf einer noch heute erhaltenen Steintafel niedergelegt und 1777 am Prinzentor angebracht. Der Große Garten entwickelte sich zum beliebten Spazierort der hannoverschen Bevölkerung. Die Hauptattraktion des Gartens war die Große Fontäne.
Auch nach der Erhebung Hannovers zum Königreich (1814) und nach dem Ende der Personalunion (1837) bevorzugten die Welfenfamilie vor allem das stadtnahe Schloss Monbrillant als Sommersitz. Von 1819 bis 1821 erneuerte der Hofbaumeister Georg Ludwig Friedrich Laves das Schloss Herrenhausen und zwei Jahre später die Orangerie. Nachdem König Ernst August die Residenz wieder nach Hannover verlegt hatte, änderte sich Haltung gegenüber dem Großen Garten. Er wurde als ein Denkmal der Geschichte des Welfenhauses begriffen. Außerdem nahm ab Mitte des 19. Jahrhunderts der ästhetische Vorbehalt gegenüber formal gestalteten Gärten wieder ab. In den 1840er Jahren trat neben die Erhaltung der regelmäßigen Struktur der Anlage, die Instandsetzung von Bauwerken, Skulpturen und Fontänen. Ab 1857 nutzte Georg V. Herrenhausen als Sommerresidenz, während der Bauzeit des Welfenschlosses 1862–1866 sogar als ständige Residenz. Die räumliche Gliederung des Großen Gartens erlaubte das Nebeneinander von privater, ökonomischer und öffentlicher Nutzung.
Nach der Annexion des Königreichs Hannover durch Preußen im Jahr 1866 kam der Große Garten in preußische Verwaltung. Der Unterhalt des Gartens wurde aus den Zinsen des beschlagnahmten Privatvermögens der Welfen, dem Welfenfonds, finanziert. Dieser reichte bis ins 20. Jahrhundert aus, um die Attraktivität des Gartens aufrechtzuerhalten. Das in den Nutzgartenquartieren gezogene Obst und Gemüse wurde fortan vor Ort verkauft. Um 1900 waren das üppig bepflanzte Parterre, das 1878 aufgestellte Sophiendenkmal und die Große Fontäne beliebte Motive für Ansichtskarten.

### 20. Jahrhundert bis zur Gegenwart

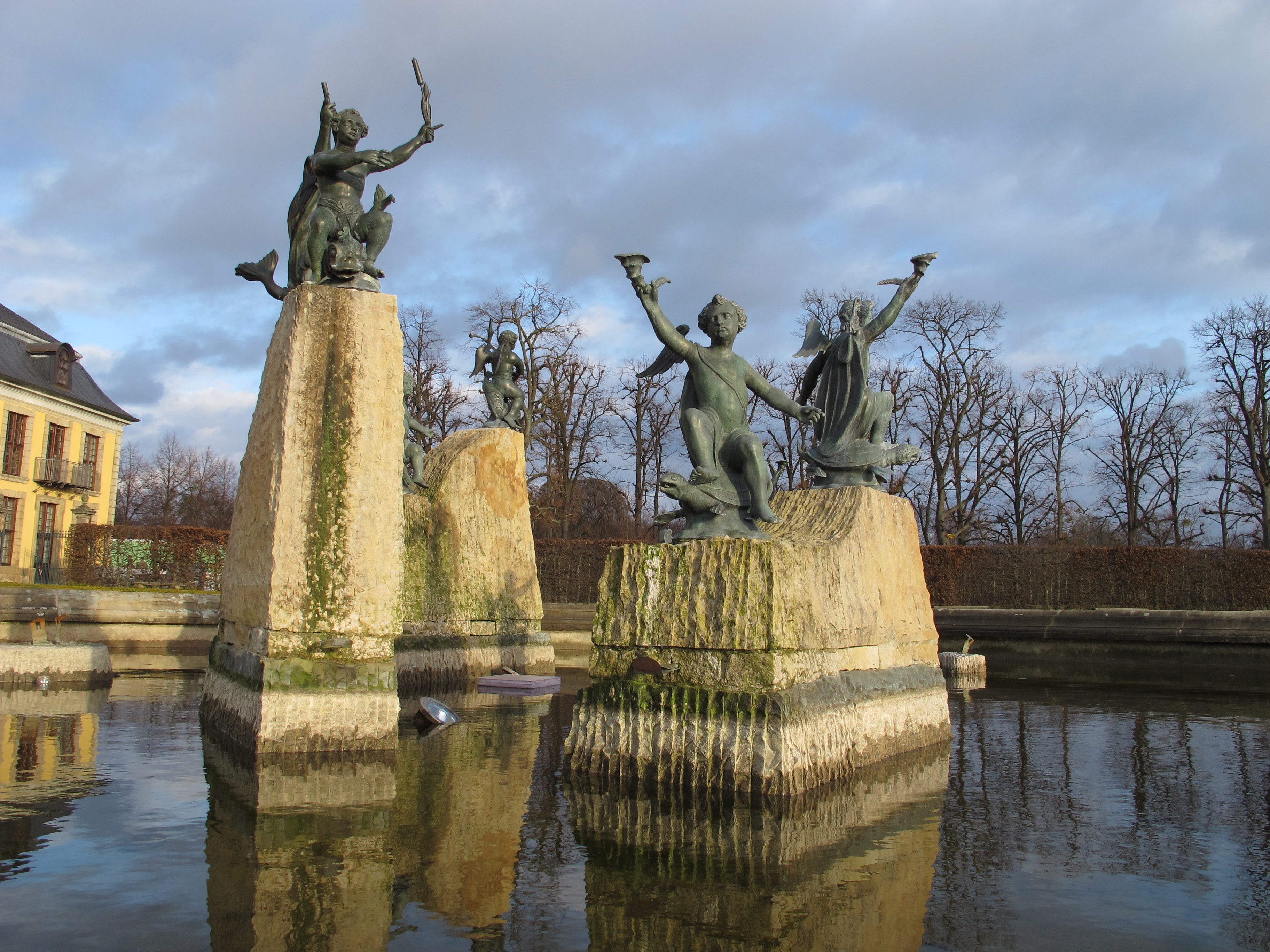
Neptunbrunnen (2008) im Orangenparterre

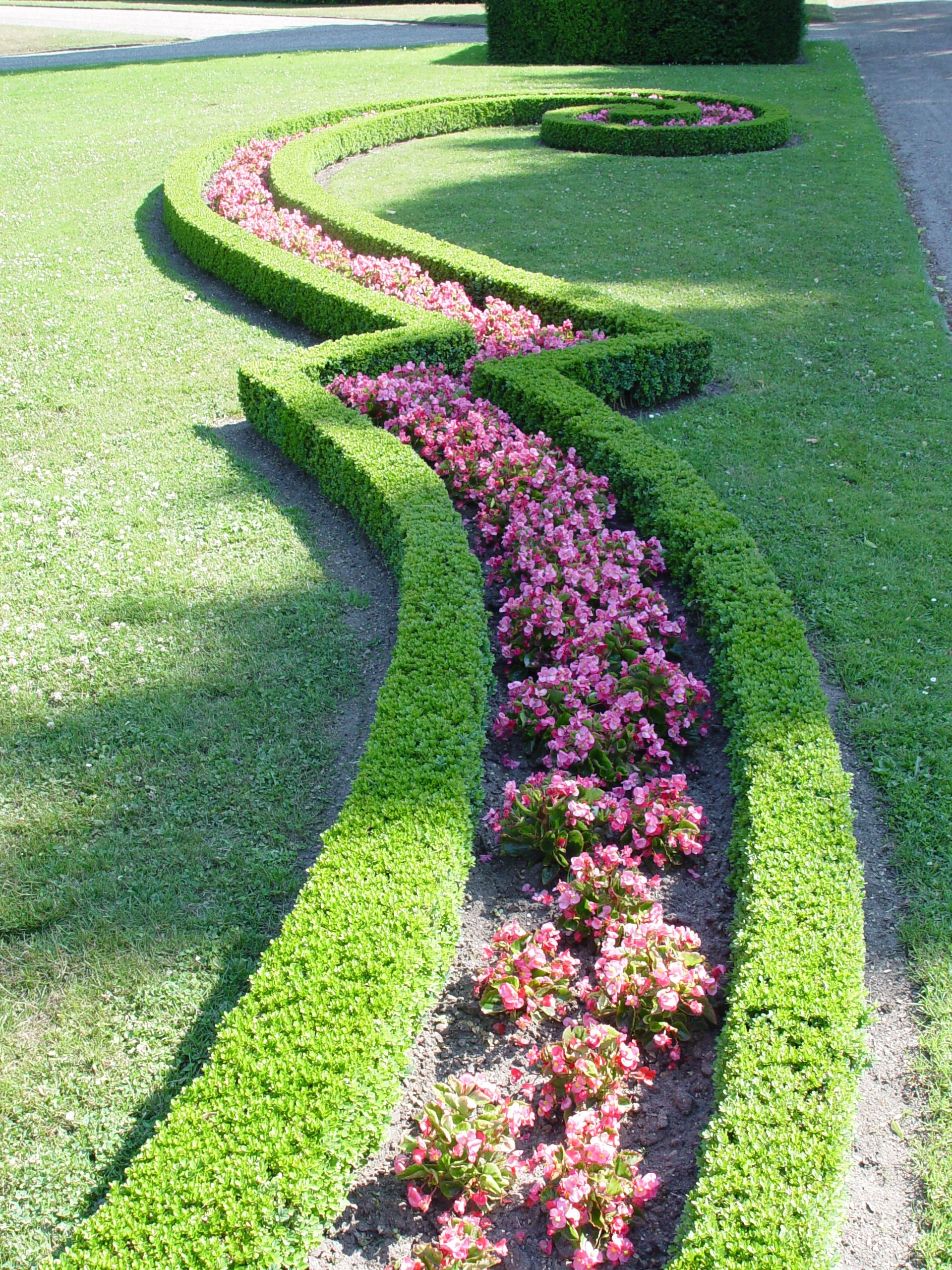
Detail eines Broderiemusters

Nach Ende des Ersten Weltkriegs standen durch den Wertverfall des Welfenfonds während der Inflationsjahre keine Mittel mehr für eine angemessene Pflege des Gartens zur Verfügung. Als das Haus Braunschweig-Lüneburg 1934 seinen Besitz zurückerhielt, war der Garten verwahrlost, ein Jahr später drohte die Schließung. 1936 kaufte die Stadt Hannover den Großen Garten. Das Schloss, die Orangerie, das Galeriegebäude sowie der unmittelbar anschließende Gartenbereich blieben im Besitz des Welfenhauses. Nach dem Prinzip der zeittypischen „schöpferischen Denkmalpflege“ fand eine Umgestaltung zu einem idealen Barockgarten statt, für welche auch die Dissertation des Kunsthistorikers Udo von Alvensleben aus dem Jahre 1927 herangezogen wurde. Sie wurde durch das städtische Gartenamt unter Leitung des Stadtgartendirektors Hermann Wernicke und Einflussnahme des Oberbürgermeisters Arthur Menge durchgeführt. Teilbereiche entwarf der Gartenarchitekt Wilhelm Siepen. Für die Arbeiten setzte die Stadt hauptsächlich Arbeitslose im Rahmen von durch das Arbeitsamt bezahlten „Notstandsarbeiten“ ein.
Die barocke Grundstruktur der Anlage blieb erhalten. Die Renovierung setzte dabei auf den Schauwert des Gartens, der Aspekt des Nutzgartens wurde nicht berücksichtigt. Neu entstanden acht Sondergärten, die Aussichtsterrasse und der Irrgarten. Zu den neuen Attraktionen gehörte die elektrische Beleuchtungsanlage, mit der fortan die Skulpturen, Heckenwände und Wasserspiele illuminiert werden konnten. Die Fontänenanlagen wurden renoviert und erweitert. Am 13. Juni 1937 fand die Eröffnungsfeier der erneuerten, als grüner Erholungsraum gedachten Gartenanlage statt.
Nach Beginn des Zweiten Weltkriegs wurde die Pflege der Gartenanlage nach und nach eingeschränkt. Damit der Große Garten keine Orientierungshilfe für die britischen Fliegerstaffeln bot, ließ man ihn verwildern. In den letzten Kriegs- und ersten Nachkriegsjahren dienten die Beete zum Anbau von Gemüse, wodurch die Broderiemuster verschwanden. Der Garten war nicht mehr öffentlich zugänglich. 1943 wurde bei einem Luftangriff auf Hannover das Schloss zerstört, nur die Grotte, die Große Kaskade und die Freitreppe des Schlosses blieben erhalten. Das Galeriegebäude erlitt nur geringe Schäden. Der Garten war mit Bombenkratern überzogen. Kurz nach Kriegsende begannen die Aufräumarbeiten, ab dem 26. August 1945 waren wieder Besucher zugelassen. Die Bepflanzung insbesondere des Großen Parterres wurde bis in die 1950er Jahre hinein vereinfacht wiederhergestellt. Es gab verschiedene Vorschläge zur Umgestaltung des Großen Gartens. Besonders der freie Platz, auf dem das Schloss gestanden hatte, war Gegenstand verschiedener Vorschläge.
In den 1950er Jahren wurde der Große Garten als Veranstaltungsort etabliert. Zwischen 1943 und 1950 hatte das Galeriegebäude bereits als Ersatzbühne für das zerstörte Opernhaus gedient. Im Sommer 1952 fanden die ersten Festwochen Musik in Herrenhausen statt, die ab 1956 den Zusatz und Theater erhielten und ein umfangreiches Programm boten, dessen Schwerpunkt auf der Inszenierung barocker Werke lag.
Die Vorbereitungen zum dreihundertjährigen Jubiläums des Großen Gartens ab 1959 hatten das Ziel, den Garten in der Form von 1937 wiederherzustellen. Dazu kamen Restaurierungen und teilweise Neugestaltungen. Am 1. Januar 1962 gingen das Trümmergrundstück des Schlosses sowie Galerie, Orangerie und die angrenzenden Gartenbereiche durch Ankauf in das Eigentum der Stadt Hannover über. Mit der provisorischen Herrichtung des Schlossbereichs, bei der die Freitreppe an den südwestlichen Rand des Parterres versetzt wurde, hielt sich die Stadt alle zukünftigen Gestaltungsmöglichkeiten für das Areal offen. Im Bereich hinter der Kaskade eröffnete ein Cafégarten. 1965 wurde westlich der Aussichtsterrasse eine Probebühne für das Gartentheater eingerichtet. Die Gartenanlage war 1966 annähernd wiederhergestellt. Mit den Feierlichkeiten wurde das Jahr 1666 als Gründungsdatum der Herrenhäuser Gartens festgeschrieben.
Erhaltungs- und Restaurierungsarbeiten prägten die Zeit nach 1966. Es wurde jedoch deutlich, dass der Stadt Hannover finanzielle Mittel für notwendige Schadensbehebungen an den Fresken im Galeriegebäude, den Sandsteinfiguren, dem Goldenen Tor und anderen historischen Gartenelementen fehlten. Mit dem Appell „Rettet Herrenhausen“ trat eine hannoversche Tageszeitung an die Öffentlichkeit. In der Folge gründete sich im Denkmalschutzjahr 1975 der Verein „Freunde der Herrenhäuser Gärten“ unter dem Namen „Aktionsauschuß Rettet Herrenhausen“, der seitdem den Erhalt des Gartens ideell wie finanziell unterstützt.
Im Vorfeld der Expo 2000 in Hannover entstand 1998 als Schenkung der Rut- und Klaus-Bahlsen-Stiftung an der nordöstlichen Ecke der Umfassungsmauer ein Informationspavillon nach einem Entwurf von Thilo Mucke. Westlich neben dem Schlossgrundstück wurde 1999–2000 ein Restaurant errichtet.

## Gebäude

### Schloss Herrenhausen

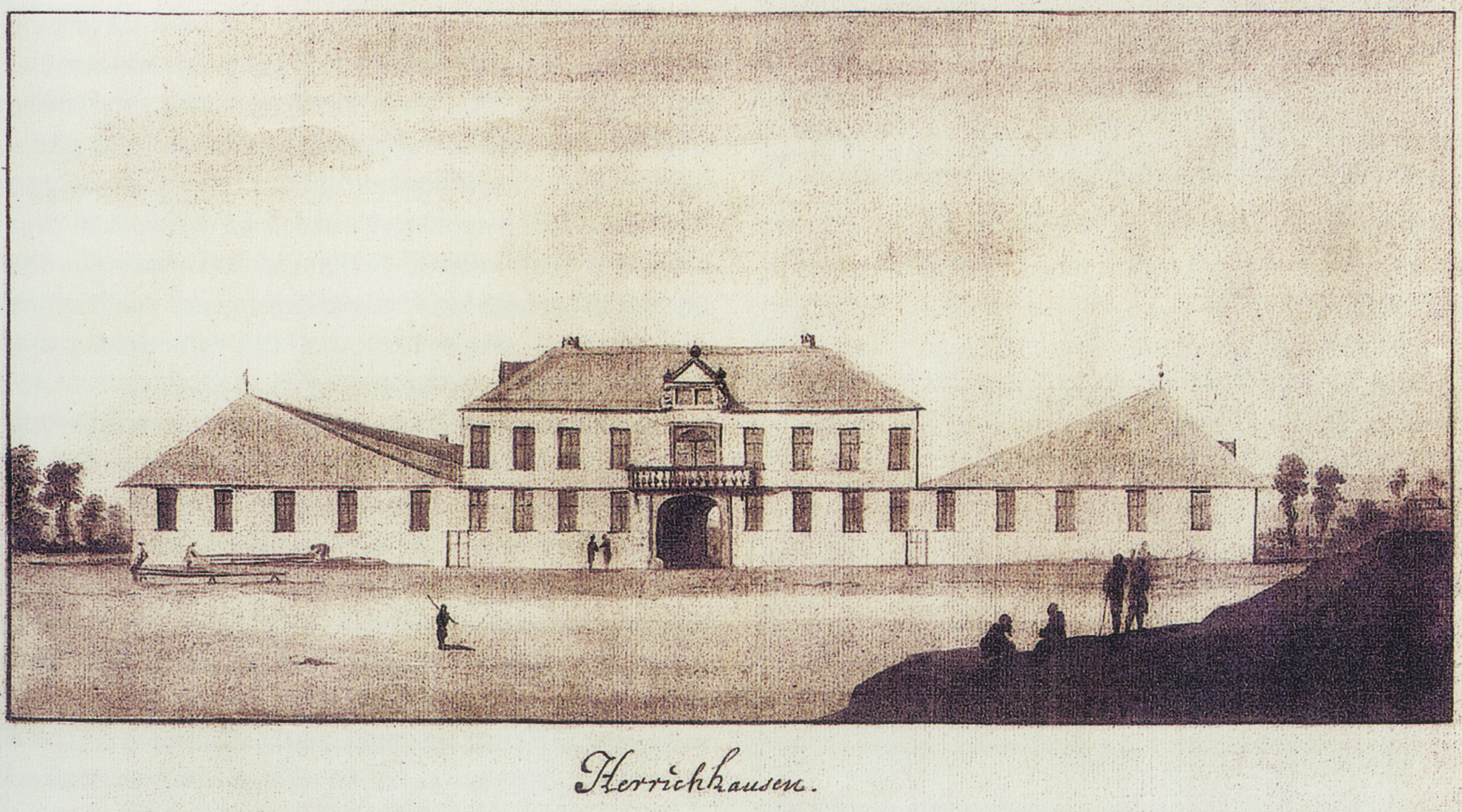
Schloss Herrenhausen um 1670

Das Schloss Herrenhausen entstand ab 1640 durch schrittweisen Um- und Ausbau des welfischen Gutshofs zum Lusthaus. Die Anfänge lassen sich nur vage bestimmen. Unter Herzog Johann Friedrich erfolgte ab 1676 der Ausbau zum Sommerschloss. Um 1688 begann Herzog Ernst August, in Konkurrenz zum Schloss Salzdahlum, mit der Planung einer neuen Schlossanlage für Herrenhausen. Im ersten Ausbauschritt entstand das Galeriegebäude.
Während seiner Regentschaft verfolgte Kurfürst Georg Ludwig ab 1698 mit dem Ausbau der Wasserspiele ein anderes Bauziel. Der Ausbau der großen Schlossanlage unterblieb. Georg Ludwig begnügte sich damit, das Schloss grundlegend instand zu setzen. 1725 wurde die Fassade des alten Fachwerkschlosses erneuert. Trotz weiterer Neu- und Umbaupläne der späteren Hofarchitekten blieb unter Georg II. die bauliche Situation des Schlosses unverändert. Unter Georg III. wurden sämtliche barocken Fassadendekorationen vom Schloss entfernt. Der Unterhaltungsaufwand für einen aufwendigen Verputz des Fachwerks war zu hoch. Ab 1818 gab Hofbaurat Georg Ludwig Friedrich Laves dem Schloss ein klassizistisches Aussehen.
Ab 1837 wurde das Schloss wieder zunehmend für repräsentative Dîners und Empfänge genutzt. Ab 1857 nutzte Georg V. Herrenhausen auch als Residenz. Bis zu seiner Zerstörung bei einem Luftangriff am Abend des 18. Oktober 1943 blieb das Schloss in seiner von Laves geschaffenen Erscheinung erhalten.

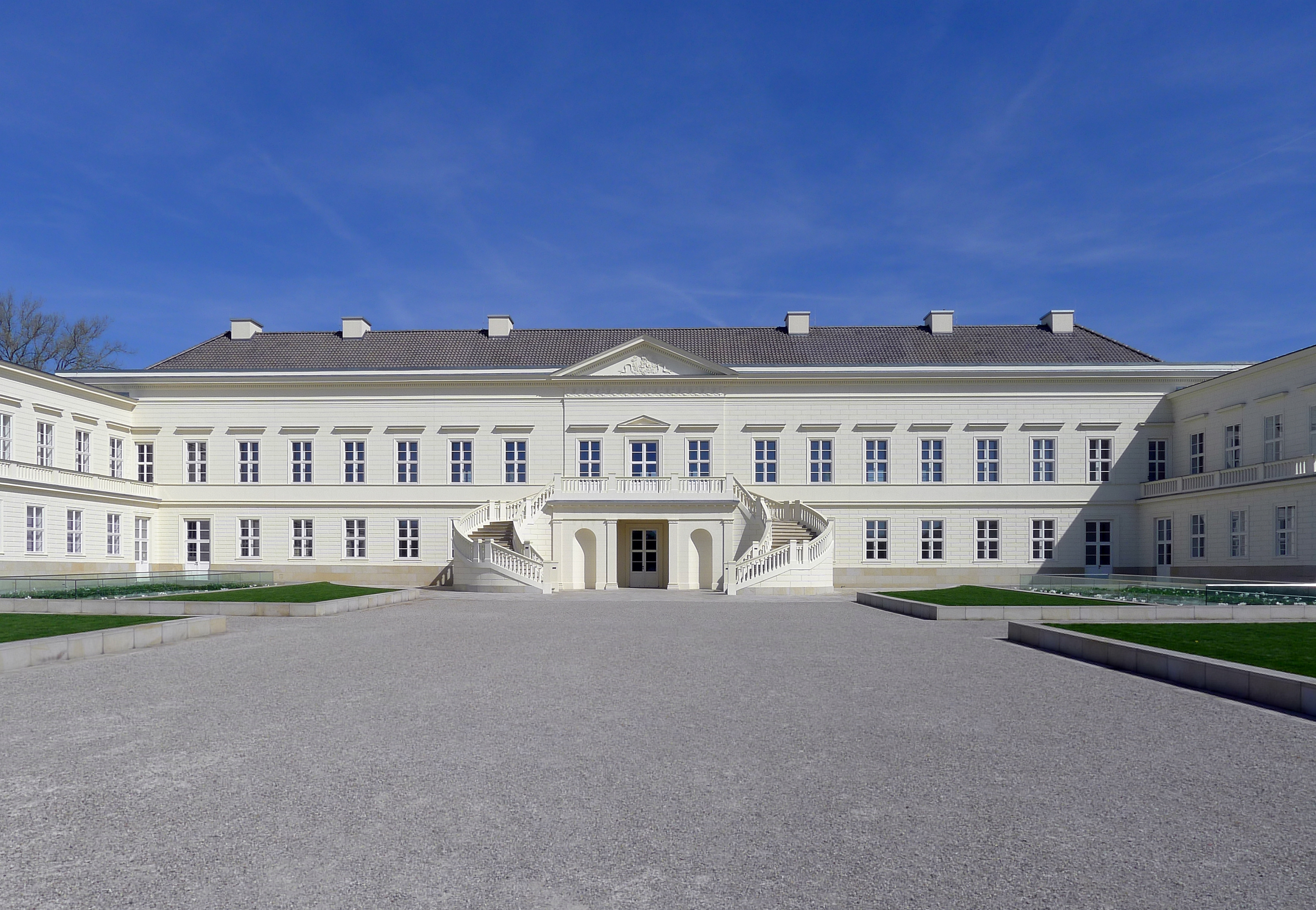
Das wiederaufgebaute Schloss von der Gartenseite aus gesehen

Nach dem Zweiten Weltkrieg gab es verschiedene nicht umgesetzte Vorschläge zum teilweisen oder vollständigen Wiederaufbau des Schlosses. 1986 schrieb der zwischen der Stadt Hannover und dem Land Niedersachsen geschlossene Kulturvertrag eine bauliche, auf den Großen Garten abgestimmte Rekonstruktion fest.
Mit Hilfe der VolkswagenStiftung wurde das klassizistische Laves-Schloss rekonstruiert. Der Grundstein wurde am 6. Juni 2011 gelegt, die Eröffnung wurde am 18. Januar 2013 gefeiert.

### Galeriegebäude

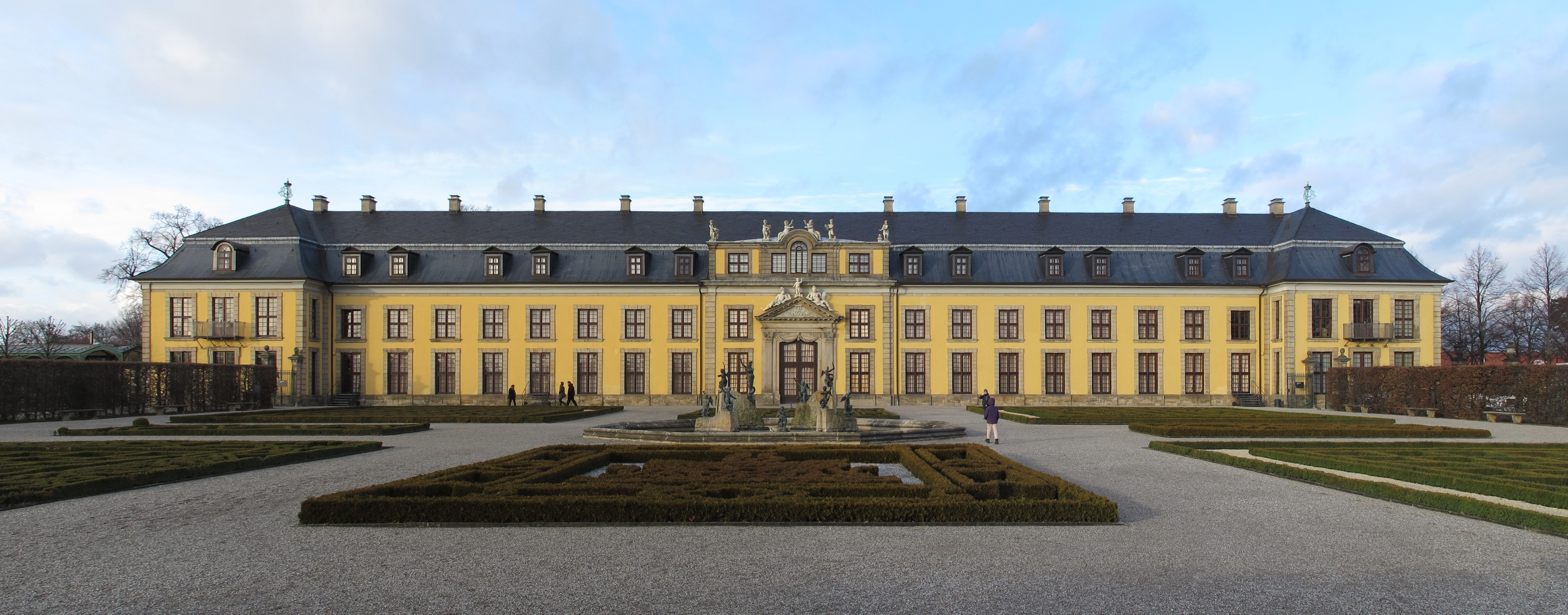
Galeriegebäude Gartenseite

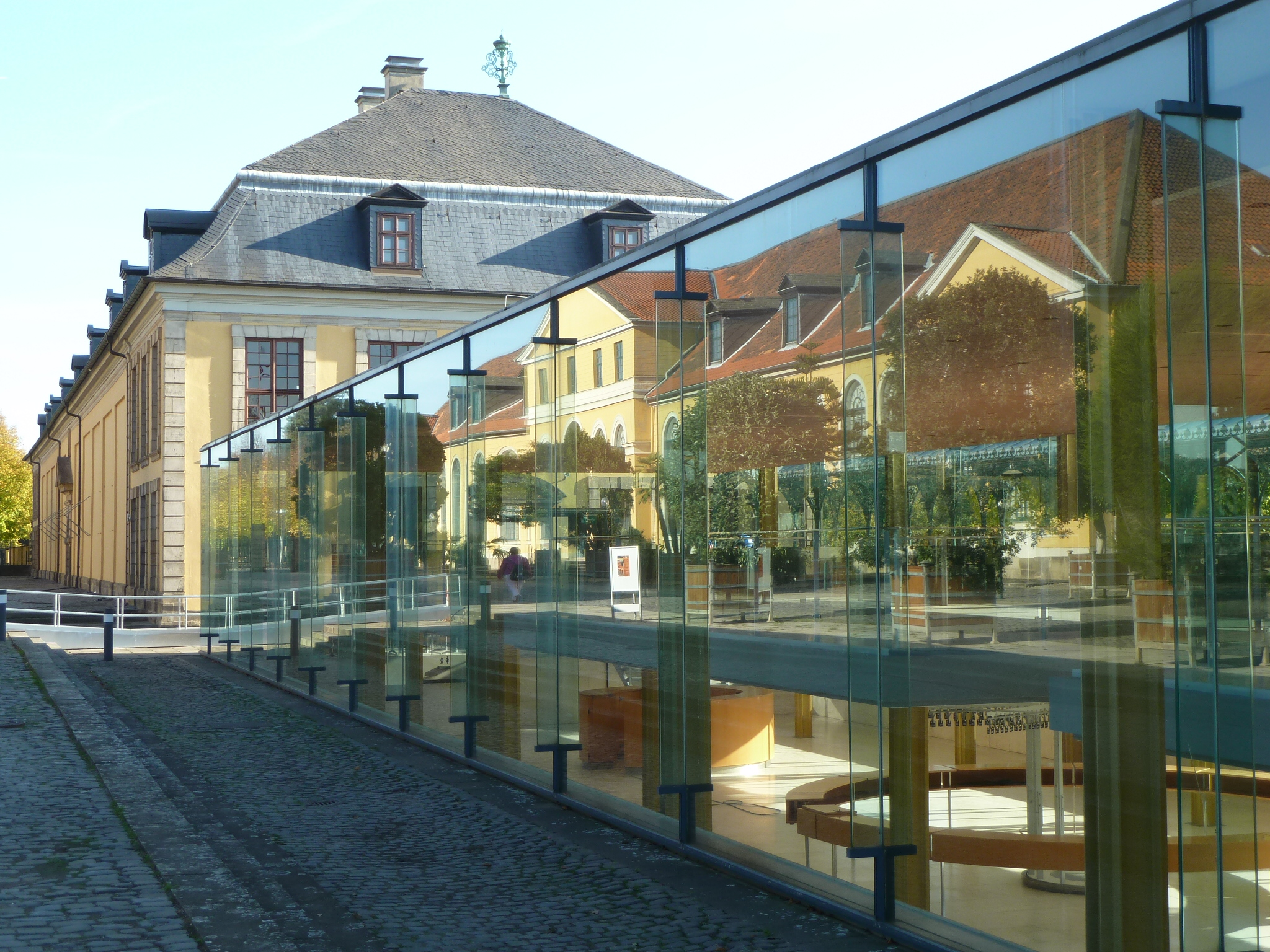
Arne-Jacobsen-Foyer

Das Galeriegebäude wurde zwischen 1694 und 1698 errichtet. Der anfängliche Entwurf entstand bereits um 1690 und geht auf Johann Peter Wachter zurück. Die weitere Planung entwickelte sich im Zusammenspiel von Bauherrenschaft, Architekten, Künstlern und Handwerkern. Die Bauleitung lag in der Verantwortung des aus Venedig stammenden Architekten und Malers Tommaso Giusti. Zunächst vorrangig als Orangerie zur winterlichen Unterbringung empfindlicher Kübelpflanzen begonnen, wurde das Gebäude bereits während des Baus immer deutlicher an die Nutzung als Galerie und Festsaal für die Sommermonate angepasst. Durch den Ausbau der seitlichen Pavillons zur Aufnahme von privaten Empfangs- und Wohnräumen für das Kurfürstenpaar, den Kurfürstin Sophie vorantrieb, erhielt das Gebäude den Charakter einer ‚maison de plaisance‘ (Lustschloss). Mit dem Galeriegebäude sollte so der Mangel an einer Abfolge von künstlerisch aufwendig ausgestatteter Repräsentationsräume im Herrenhäuser Schloss aufgehoben werden. Sie war für das maßgebende, vom französischen Königshof geprägte Zeremoniell unverzichtbar. Nach Anlage des Gartentheaters ließ Kurfürst Ernst August als ersten Bauschritt der von ihm geplanten großen Schlossanlage daher das Galeriegebäude als angemessenen Ort für den Kontakt des Landesherren mit dem Hof, mit auswärtigen Gesandten und hochrangigen Gästen verwirklichen. Die Ausführung als massiver Backsteinbau, die unter anderem die Freskoausmalung des Saals ermöglichte, bestätigt den von Beginn an beabsichtigten repräsentativen Anspruch des Gebäudes. In seiner architektonischen Gestaltung orientiert es sich aber nicht am französischen Schlossbau, sondern an italienischen Villen- und Palastbauten.
Mit dem Galeriegebäude wurde die Nutzung Herrenhausens als Sommerresidenz herausgehoben. Seine Architektur und Innenräume verweisen ausdrücklich auf die von den Welfen gepflegte Vorliebe für die herrschaftliche Lebenskunst Italiens. Vor allem dort diente der Rückzug auf das ländliche Anwesen mit seinen prachtvoll gestalteten Bauten und Gartenräumen der vielfältigen Zerstreuung, die mit einer Lockerung des Zeremoniells einherging. Bei Festlichkeiten diente die Galerie vor allem während der Glanzzeit der Sommerresidenz bis 1755, aber auch später immer wieder als variabler Bankett-, Fest- oder Ballsaal. Heute dient das Gebäude als Spielstätte, Ausstellungs- und Veranstaltungsraum unter anderem für die „KunstFestSpiele Herrenhausen“. Für diese Funktion wurde zwischen 1964 und 1966 das Galeriegebäude um das Arne-Jacobsen-Foyer ergänzt. Auf zwei Ebenen dient das von Arne Jacobsen entworfene Gebäude als Garderobe und Foyer. Nach Außen tritt es als langgestreckter Glaskubus in Erscheinung, der sich durch seine Modernität deutlich vom barocken Galeriegebäude abhebt, sich diesem aber gleichzeitig unterordnet.

#### Architektur

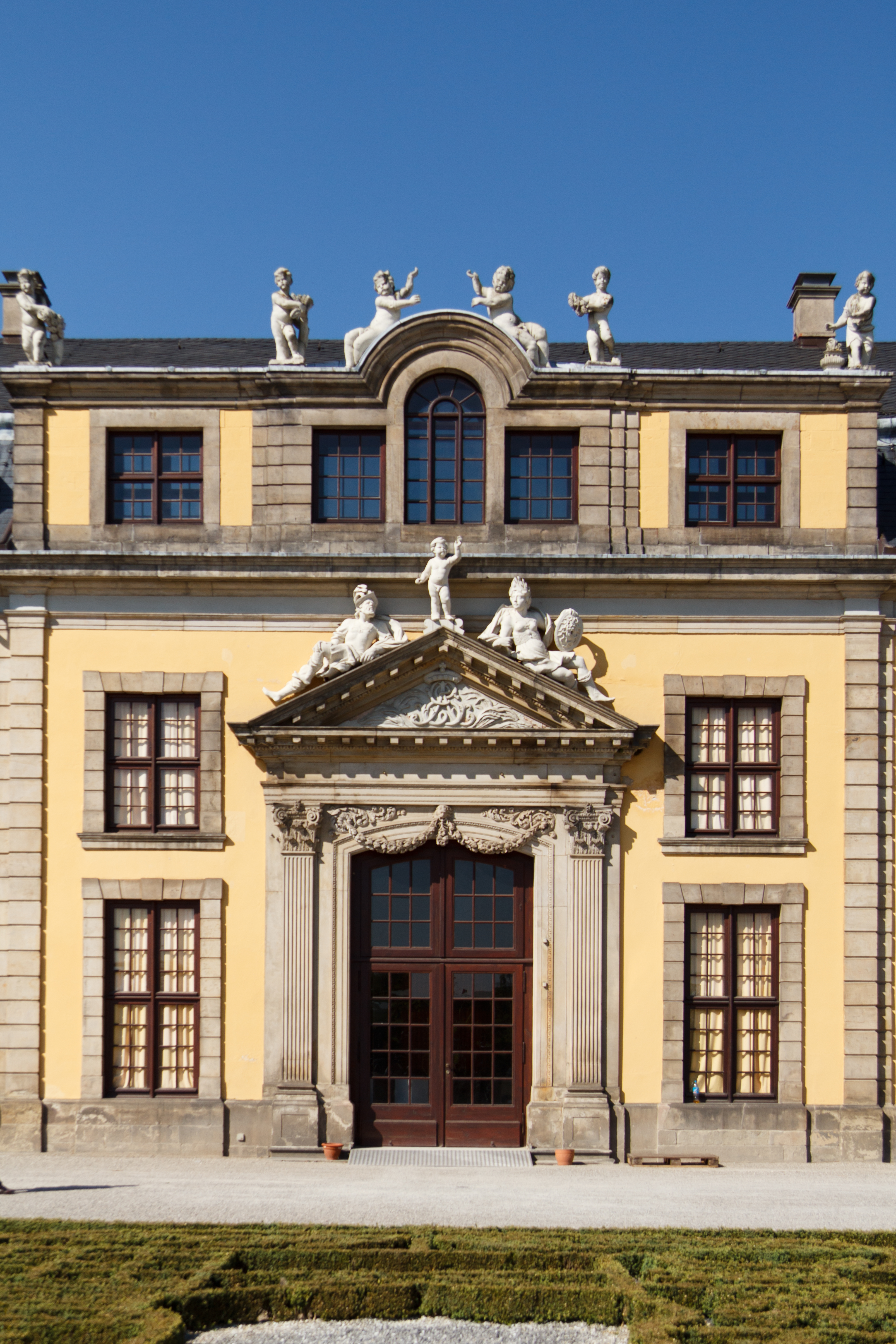
Gartenfassade (Mittelrisalit) des Galeriegebäudes

Das langgestreckte, zweigeschossige Galeriegebäude präsentiert sich mit der Hauptfassade zum südlich vorgelagerten Orangenparterre und Garten. Der Mittelrisalit und die seitlichen Pavillons sind auf die Nebenachsen des Gartens ausgerichtet. Auffälligstes Merkmal der zurückhaltend, in Anklang an italienische Architektur des 17. Jahrhunderts gestalteten Putzfassade sind die zahlreichen gleichmäßig gereihten Fensterachsen. Gequaderte Lisenen und Fenstergewände sowie der einfache Sockel und das Kranzgesims aus Sandstein sind die hervorstechenden Schmuckelemente der Fassade. Umso stärker wirkt davor der Mittelrisalit mit dem plastisch gerahmten Hauptportal. Korinthische Pilaster tragen – über dem mit einem Feston geschmückten Türsturz – das Gebälk sowie einen Dreiecksgiebel. Sein Tympanonfeld ist mit dem Monogramm des Kurfürstenpaares gefüllt. Die auf den Giebelschrägen liegenden Statuen von Mars und Minerva lassen, in Vorwegnahme des im Inneren des Gebäudes entwickelten Bildprogramms, das fürstliche Regiment unter dem Vorzeichen von Kriegskunst, Wissenschaft und Kunst sowie Weisheit, Recht und Tugend erscheinen. Im Giebelfeld des Mittelrisaliten deutet die mittlere Dreifenstergruppe eine Serliana an. Die Putti über ihr hielten einmal eine Kartusche mit dem Wappen des Kurfürstentums Braunschweig-Lüneburg. Mit den Attributen der Jahreszeiten weisen die vier anderen Putti auf die ländliche Situation des Sommerschlosses hin. Die leicht vergrößerten Fenster im Obergeschoss der Pavillons gehen auf den Ausbau der Wohnräume zurück. Einfache Balkone schmücken die mittleren Fenster. Das Mansarddach, eine Übernahme aus der französischen Baukunst, die es ermöglichte zusätzliche Räume für Bedienstete zu schaffen, schließt das Gebäude ab. Geschmiedete Wetterfahnen zieren die Eckpavillons, während eine Folge von Schornsteinen den First des Mitteltrakts belebt.
Die fünfachsigen Seitenfassaden zeigen eine der Hauptfassade entsprechende, zurückhaltende Gestaltung. An der Nordfassade fassen die durchfensterten Eckpavillons eine einfach durch Lisenen gegliederte, geschlossene Wandfläche ein. Hinter ihr liegt die Galerie, die über das schlicht gestaltete, in der Mitte gelegene und mit einem Dreiecksgiebel verdachte Sandsteinportal erschlossen wird. Das Wappen im Tympanon wurde unter Kurfürst Georg Ludwig eingesetzt.

#### Die Galerie und die kurfürstlichen Wohnräume

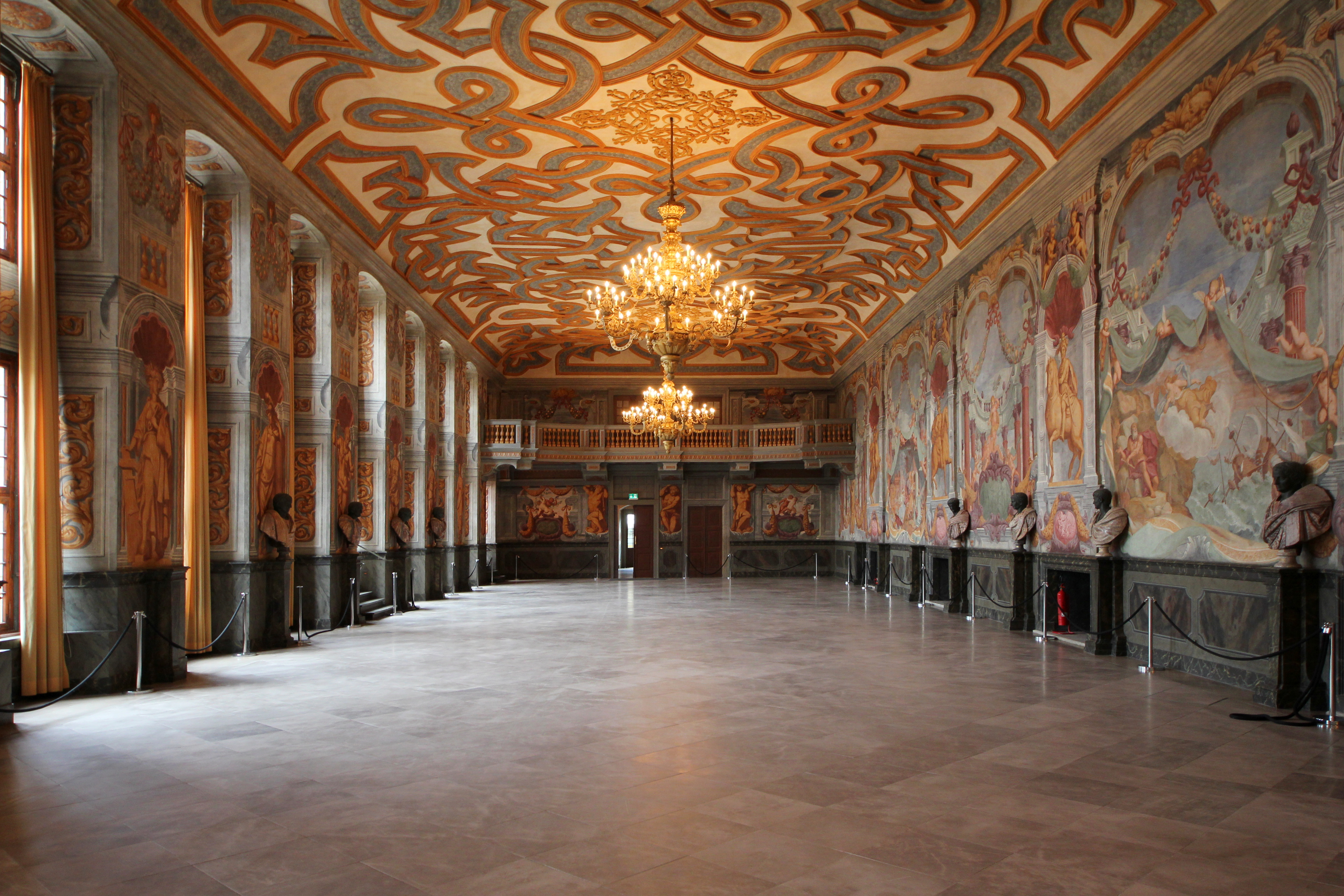
Galerie im Mitteltrakt

Die Galerie nimmt den Mitteltrakt des Gebäudes ein. Sie besitzt eine Länge von 66 und eine Tiefe von 12 Metern und somit eine größere Grundfläche als die Spiegelgalerie von Versailles. Dadurch war sie ausreichend dimensioniert, um als winterliches Gewächshaus und im Sommer als fürstlicher Repräsentationsort genutzt zu werden. Die einzigen Bauglieder, die die fensterlose Nordwand strukturieren, sind die leicht hervortretenden Kamine. Diese waren für die Beheizung im Winter vorgesehen. Um die Besonnung der Pflanzen sicherzustellen, ist die Südwand hingegen stark durchfenstert. Die für die Nutzung als Orangerie nicht notwendige Unterteilung der Fensterbahnen in zwei Geschosse verweist auf die repräsentative Nutzung des Saals. Dabei bilden nicht französische Galerien mit ihrem Prinzip der eingeschossigen Belichtung das architektonische Vorbild für die Herrenhäuser Galerie, sondern die Zweigeschossigkeit verweist auf italienische Palastarchitektur: Die Emporen an den Schmalseiten des Raums gelten als eindeutige Übernahme einer venezianischen Saalbauten zugeschriebenen Eigenheit. Dort wie hier dienten die Emporen bei feierlichen Anlässen zur Aufstellung von Orchestern und Sängern. Die Ebenerdigkeit des Saals mit dem Orangenparterre erlaubte dessen Einbeziehung als Festraum im Freien, der durch das anschließende Gartentheater seine Erweiterung und Steigerung erfuhr.

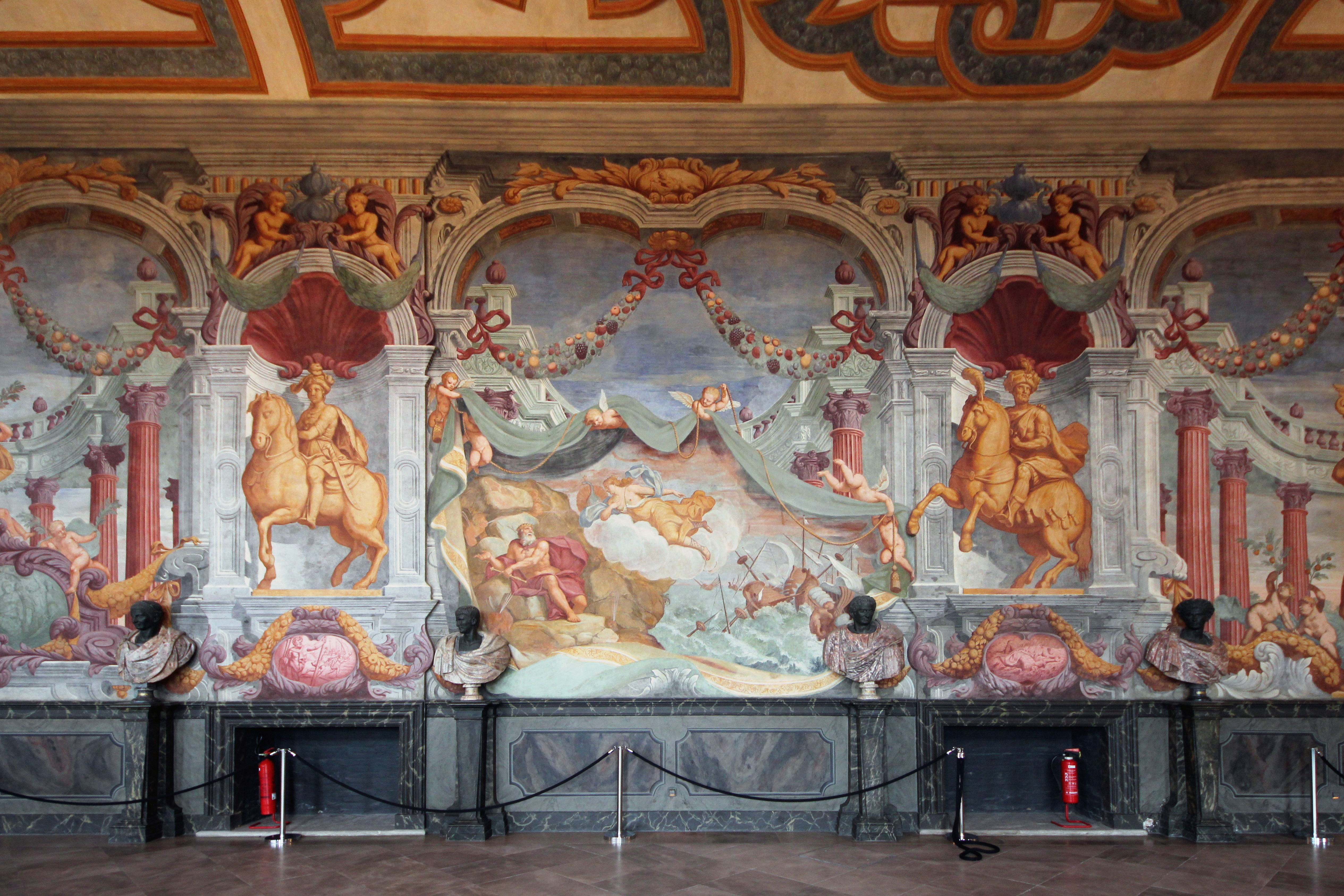
Freskomalerei im Galeriegebäude

1696, während der Fertigstellung des Außenbaus, begann die Ausgestaltung der Galerie. Sie lag in der Verantwortung von Tommaso Giusti, der die Entwürfe für die Fresken und Stuckdecke fertigte. Die Ausmalung der Galerie ist eins der herausragenden Beispiele für italienisch geprägte barocke Freskomalerei in Norddeutschland. Entsprechend der Herkunft Giustis ist sie im Besonderen durch die venezianische Malerei beeinflusst und angeregt. Giusti gliederte die Wände durch eine perspektivisch-illusionistisch gemalte Architektur (Quadraturmalerei). Über den Kaminen täuschte er eine Pfeilerarchitektur, in die Nischen eingelassen sind, vor. Die Nischen sind mit vergoldeten Reiterstandbildern ausgemalt. Mit Fruchtgirlanden geschmückte Arkaden verbinden die Pfeiler. Sie bilden den Rahmen für Ausblicke auf einen freien Himmel, dem eine Kolonnade vorgelagert ist. In den unteren Bildbereichen der einzelnen Kompartimente wechseln Gobelins mit Kartuschen, die von Putten gehalten beziehungsweise belagert werden, ab. Auf den Wandflächen der gegenüberliegenden Südwand wiederholte Giusti die Nischenarchitektur, bekrönte sie jedoch mit einem Balkon, der den Blick auf Laubwerk und freien Himmel freigibt. Die Nischen füllte er mit weiblichen und männlichen Standbildern. Ein stuckiertes, rosengeschmücktes Knotenband schmückt die Spiegeldecke. Die Stuckarbeiten führten Pietro Rosso und Dossa Grana aus. Büsten römischer Herrscher ergänzen die Ausstattung der Galerie. Die im 17. Jahrhundert aus Alabaster und Bronze gefertigten Porträts wurden als vermeintliche antike Originale 1715 aus Italien angekauft. Sie finden teils genaue Entsprechungen in der Abgußsammlung des Archäologischen Instituts der Universität Göttingen sowie in verkleinerter Form in im Herzog Anton Ulrich-Museum verwahrten Figuren der Porzellanmanufaktur Fürstenberg.

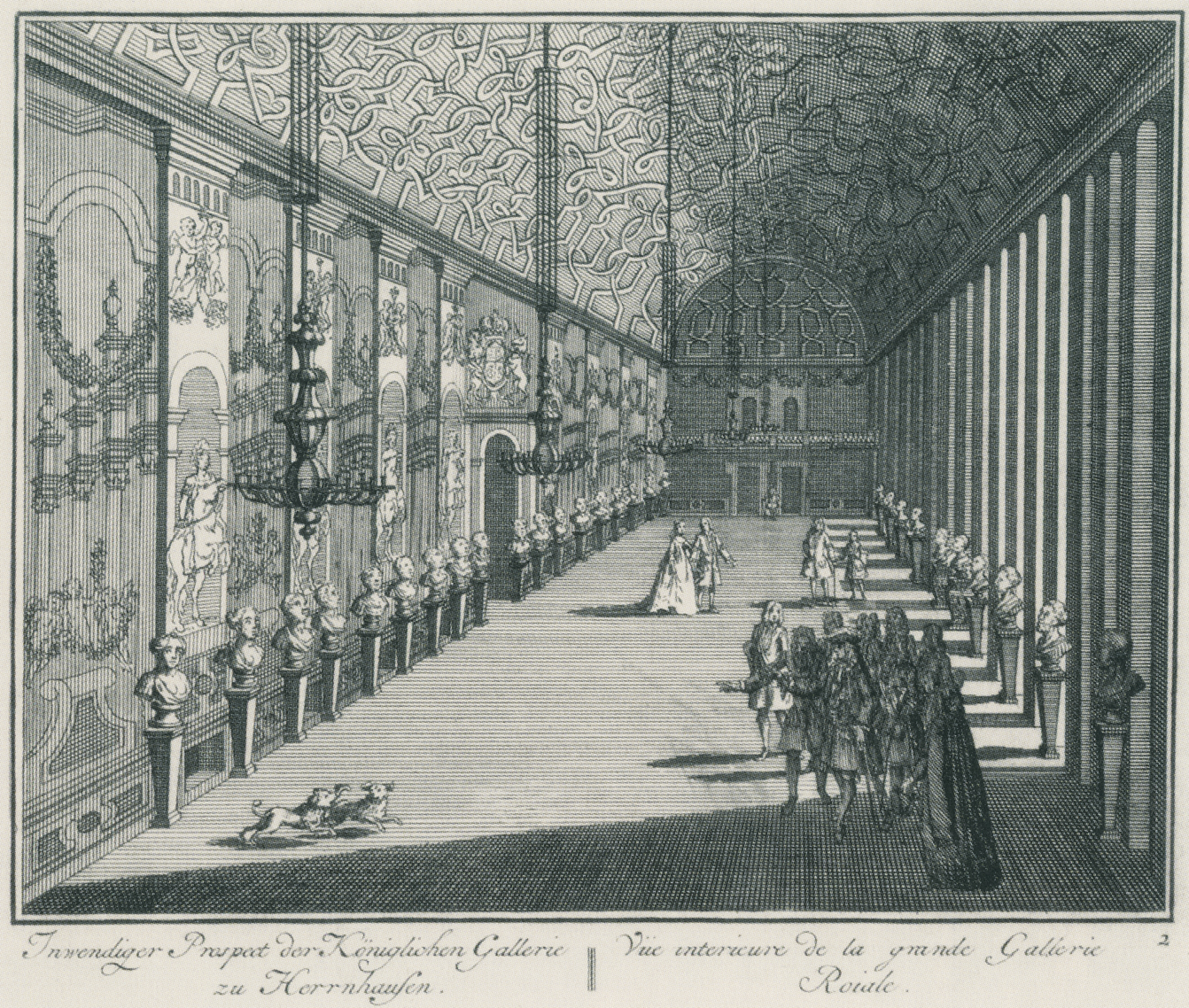
Ansicht der Galerie, um 1725

Die ausgerollten Bildteppiche und die in Grisaille ausgemalten Kartuschenfelder der Nordwand zeigen Szenen aus Vergils Aeneis. Ihre Abfolge beginnt an der westlichen Stirnwand mit der Vorgeschichte der Zerstörung Trojas, dem Urteil des Paris sowie dem Raub Helenas und endet an der östlichen Stirnwand mit den Beweisen für den Glauben und das gerechte Regiment des Aeneas. In der Gegenüberstellung mit den Paris-Szenen wird die politisch-ethische Entwicklung des Helden, der am Ende des Epos das Ideal des römischen Kaisers beziehungsweise Staatengründers und -lenkers verkörpert, hervorgehoben. Die gemalten Standbilder in den Nischen der Südwand vollenden den gemalten Fürstenspiegel. Hier wechseln Darstellungen ausgewählter Taten des Herakles mit den Personifikationen seiner Tugenden ab. Sie illustrieren die ethischen Ideale und Pflichten fürstlicher Macht. Auf ihnen gründen Ruhm und Ewigkeit, wie die Personifikationen im Osten und Westen der Südwand zeigen. Das Bildprogramm wird direkt auf das braunschweig-lüneburgische Herrscherhaus bezogen. In der Mitte der Nordwand wird das Nordportal malerisch zum Triumphbogen erweitert, den das Allianzwappen des Kurfürstenpaars Ernst August und Sophie bekrönt. Mit der Wahl der Aeneis für das Freskenprogramm wird nicht allein die politisch-ethisch Entwicklung für den Fürstenspiegel bemüht, sondern absichtsvoll die Gründungslegende Roms zitiert, um damit die italienische Abstammung des Welfenhauses herauszustellen und dessen Machtanspruch zu legitimieren. Ernst August hatte Gottfried Wilhelm Leibniz damit beauftragt, diese Genealogie herauszuarbeiten. Wer das Bildprogramm als Vorgabe von einzelnen Szenen und allegorischen Gestalten für Giusti herausarbeitete, ist nicht bekannt. Es spiegelt emblematisch die Gedankenwelt und das Geltungsbewusstsein eines erfolgreichen barocken Politikers wider.
Die beiden Seitenpavillons besitzen gut erschlossene Zimmer auf mehreren Geschossen. Im Erdgeschoss wurden die intimeren Empfangs-, im Obergeschoss Wohnräume untergebracht. Tommaso Giusti und seine Mitarbeiter statteten die Räume mit einem der Galerie entsprechenden Dekorationsprogramm aus. Gartenseitig werden die Wände durch Scheinarchitekturen und gemalte Durchblicke in die Landschaft aufgelöst, die nach Norden gelegenen Räume zeigen Trompe-l’œil-Malereien. In dieses System sind Allegorien und mythologische Darstellungen eingebunden. Die Malereien der Empfangsräume variieren die Thematik der Jahreszeiten, die in Deckenmalereien durch Gottheiten und Tierkreiszeichen dargestellt werden. Die Räume im westlichen Pavillon sind Frühling und Herbst gewidmet, die im östlichen Sommer und Winter. Auch die Wandmalereien in beiden Pavillons sind miteinander verknüpft. Die südlich gelegenen Räume zeigen auf die Jahreszeiten bezogene Verwandlungen nach Ovids Metamorphosen. Die nördlichen Kammern sind Heldentaten gewidmet, die im westlichen Pavillon durch Scheinreliefs von weiblichen Figuren und im Osten von gemalten männlichen Büsten dargestellt werden.
Im Obergeschoss des westlichen Pavillons lag das Appartement von Kurfürstin Sophie, im östlichen das des Kurfürsten, das nach Ernst Augusts Tod von seinem Sohn und Thronfolger Georg Ludwig genutzt wurde. Hier wiederholen die Malereien das Programm des Fürstenspiegels, das im Saal seine letzte Steigerung erfährt und in Ernst Augusts Wahlspruch sola bona quae honesta (‚Nur gut, was ehrenhaft‘) endet. Die Wohnräume des Kurfürsten sind auf Öffentlichkeit und Repräsentation zugeschnitten. Weniger offiziell gibt sich das Appartement der Kurfürstin. Die gartenseitigen Räume zeigen wieder durch Scheinarchitekturen gegliederte Ausblicke in die Weite, in die Göttergestalten eingebunden sind. Das nördliche Eckzimmer, das Spiegelkabinett, ist der herausragendste Raum. Es besitzt vertäfelte, reich ornamentierte, mit Spiegeln sowie Glas besetzte Wände und ist hauptsächlich in lackfarbenem Rot, Gold sowie Weiß gehalten. Der Raum ist Ausdruck der Chinamode und ein frühes deutsches Beispiel für ein Kabinett, das zur Aufstellung von Porzellan diente. Zu seiner Einrichtung wurde Kurfürstin Sophie durch einen Besuch der 1695 im Schloss Oranienburg eingerichteten Porzellankammer angeregt. 1706 erhielt Sophie von ihrem Schwiegersohn König Friedrich I. in Preußen aus Holland erworbenes Porzellan zur Erweiterung ihrer Sammlung, die sie auf hölzernen Borden präsentierte. Die Porzellansammlung und weitere Ausstattungsstücke sind heute nicht mehr vorhanden.

### Orangerie
Nach 1705 war die Sammlung frostempfindlicher Pflanzen in Herrenhausen so umfangreich geworden, dass die Unterstellmöglichkeiten im Galeriegebäude nicht mehr ausreichten und die Nutzbarkeit der Galerie als Festsaal zu stark eingeschränkt wurde. 1720 fand sich mit dem Bau einer neuen Orangerie eine Lösung des Problems. Parallel zur Galerie auf deren gartenabgewandter Seite errichtete Hofbaumeister Johann Christian Böhm einen breitgelagerten Fachwerkbau, der mehrmals grundlegend instand gesetzt werden musste. Die Hauptmerkmale des Gebäudes sind die stark durchfensterte als Schaufassade ausgeführte Südwand. Hinter ihr liegt ein mehr als 87 Meter langer und 7 Meter hoher Pflanzensaal, der von einer 14 Meter breiten freitragenden Dachkonstruktion überspannt wird. Die Räume an den beiden Kopfseiten sowie der Gang an der Nordwand, die 1739 in Backstein erneuert wurde und deren Fassade bis heute erhalten blieb, dienten zur Beheizung des Saals. 1823 konzipierte Georg Ludwig Friedrich Laves eine Neugestaltung der Süd- und Seitenfassaden. Er ließ das Fachwerk verputzen, eine Putzquaderung anlegen und gab den Fassaden ein klassizistisches Gepräge. Seitdem erweckt die Orangerie den Anschein eines Massivbaus.
Mit Ausbau des Berggartens verlor die Orangerie ihre zentrale Funktion. Sie wird seit 1969 für Fach- und Kunstausstellungen sowie für klassische Konzerte genutzt; im Foyer werden Matineen veranstaltet.

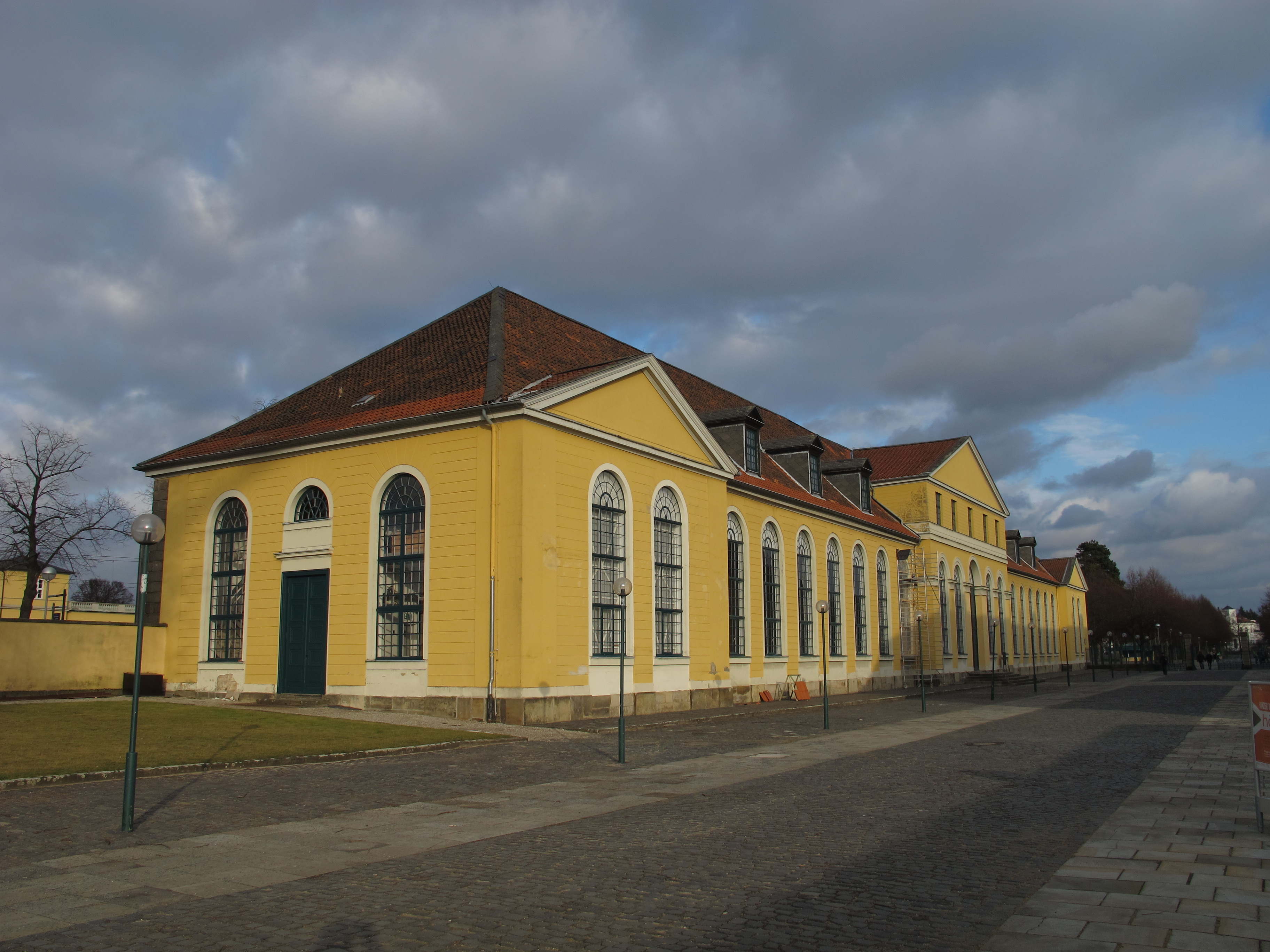
Blick von Südwesten
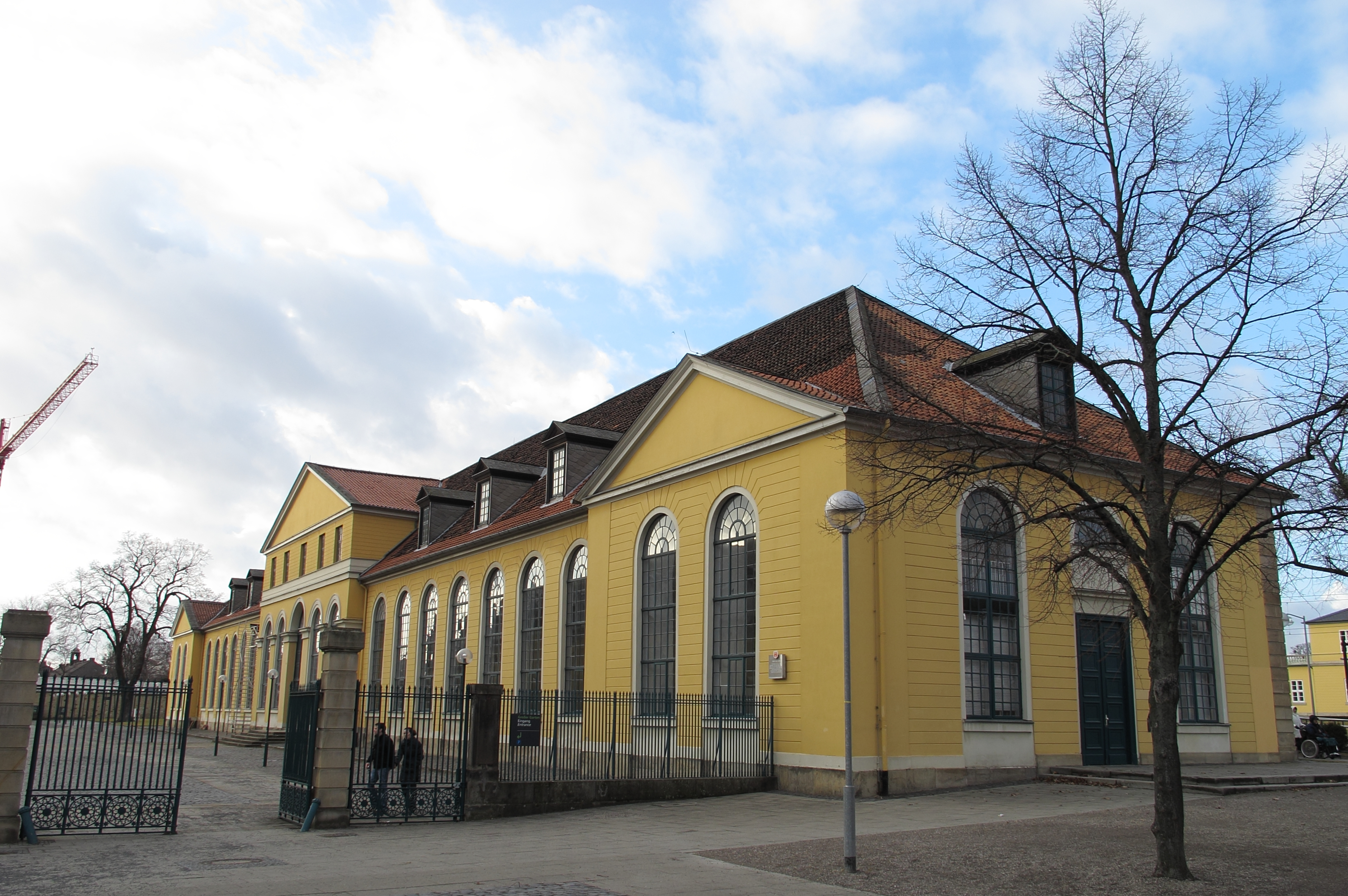
Blick von Südosten
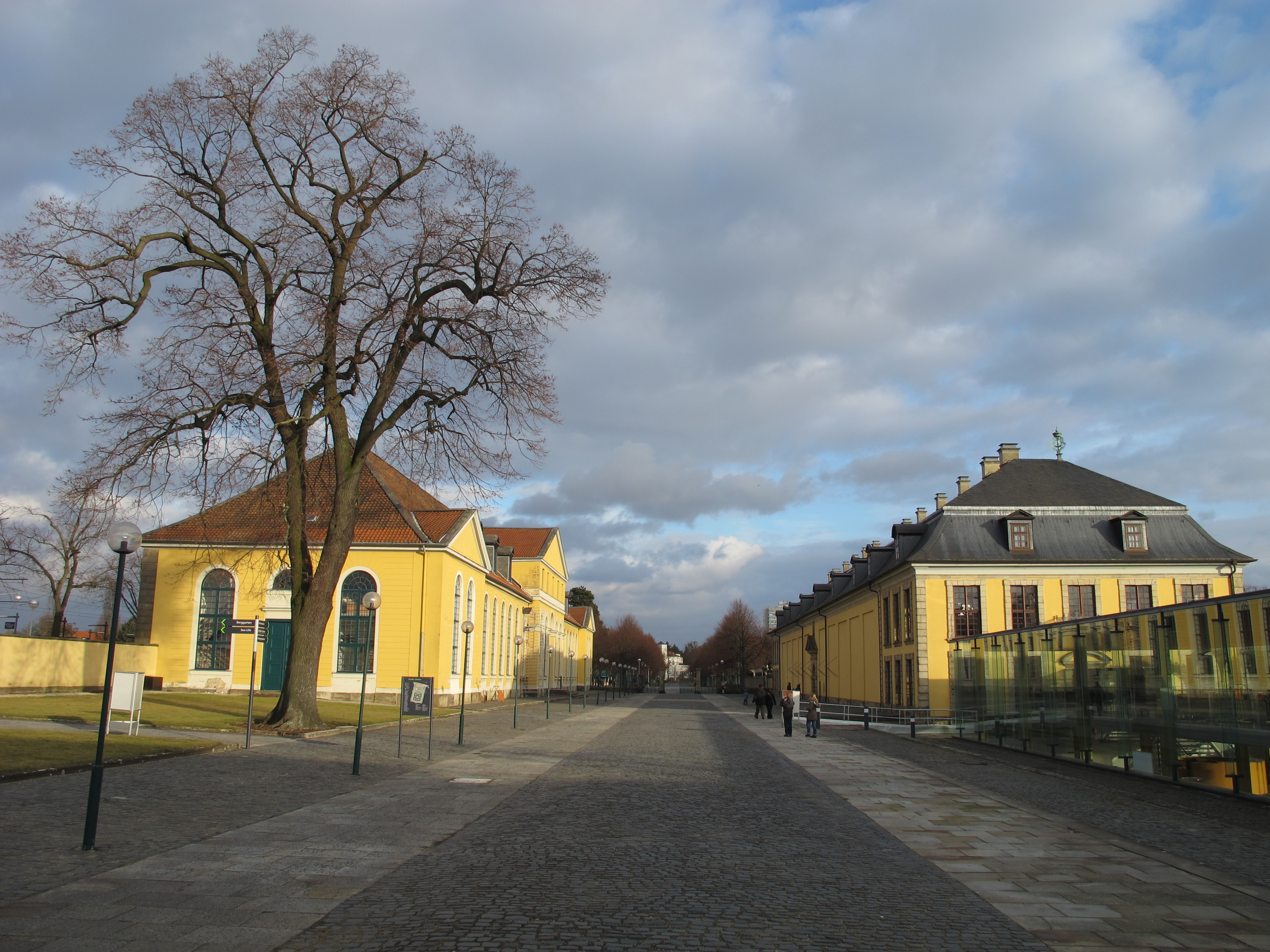
Orangerie (links) und Galeriegebäude mit Arne-Jacobsen-Foyer (rechts); Blick von Westen

### Welfenschloss
1717 wurde nördlich der Herrenhäuser Allee das Schloss Monbrillant erbaut. Das Schloss wurde 1857 abgerissen und in Georgsmarienhütte wieder aufgebaut. Anschließend wurde an gleicher Stelle das Welfenschloss errichtet, es wurde 1879 Sitz der Technischen Hochschule.

## Der Garten

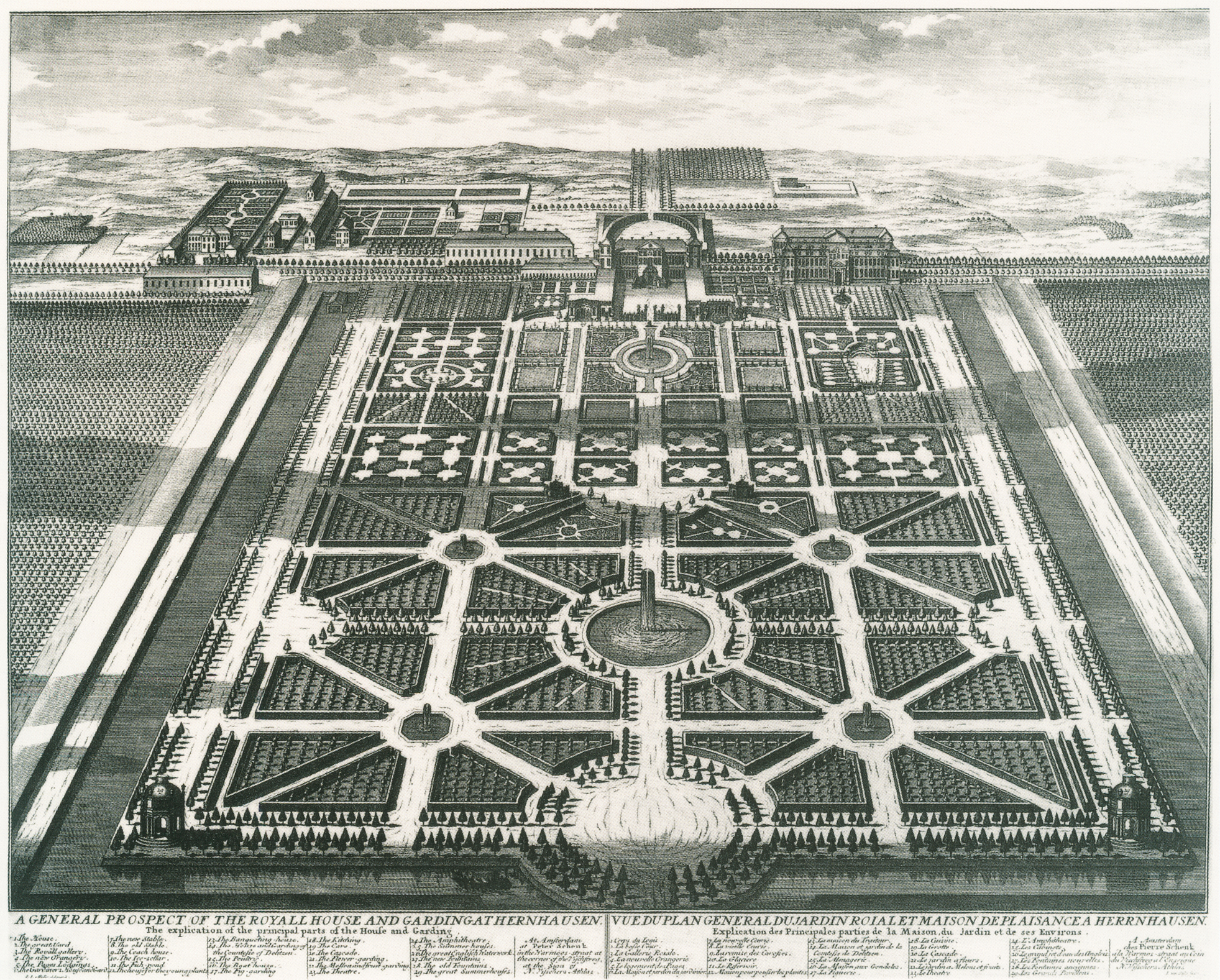
Vogelschauplan (Prospekt): Der Große Garten von Süden, ca. 1725

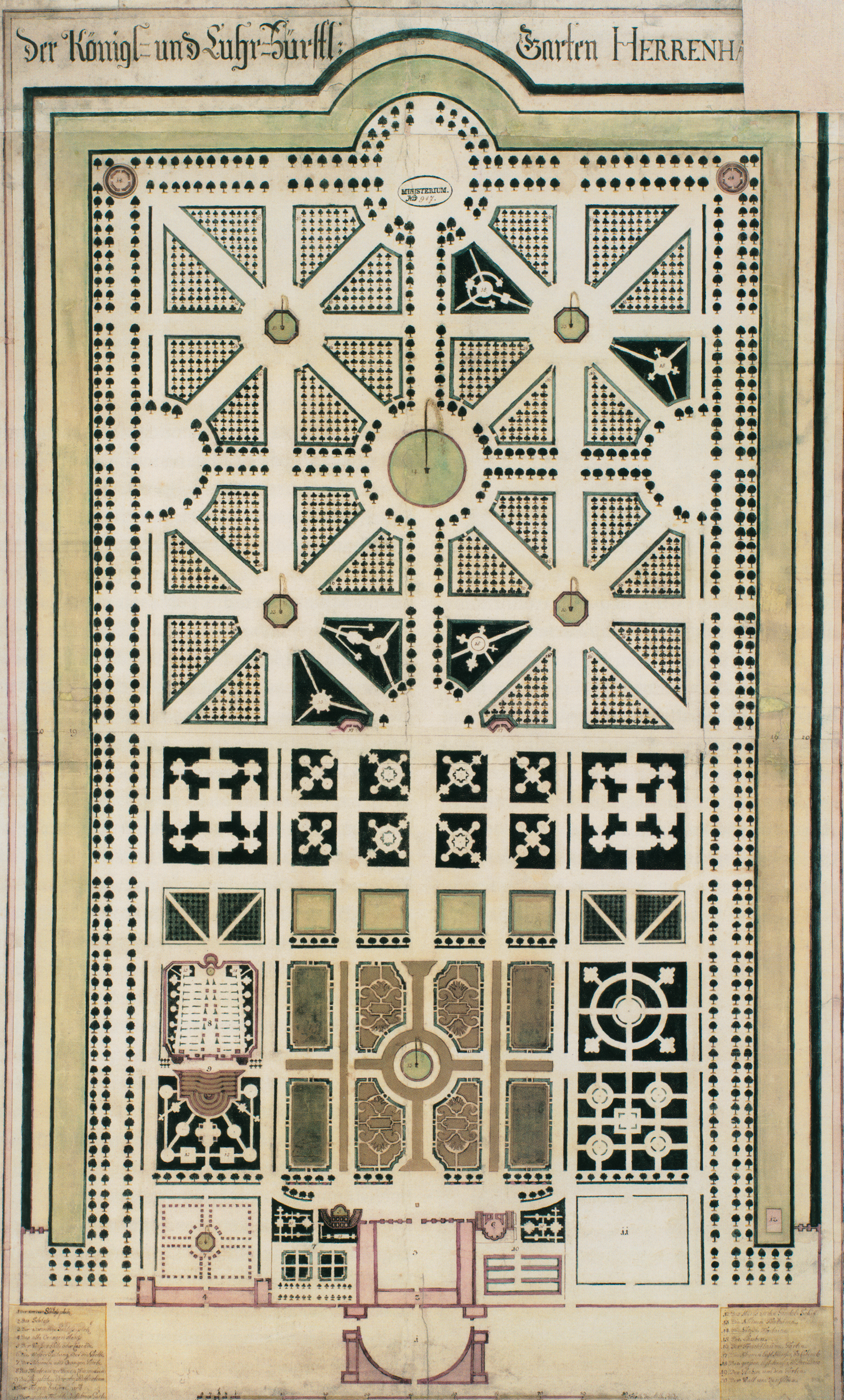
Gartenplan, ca. 1725

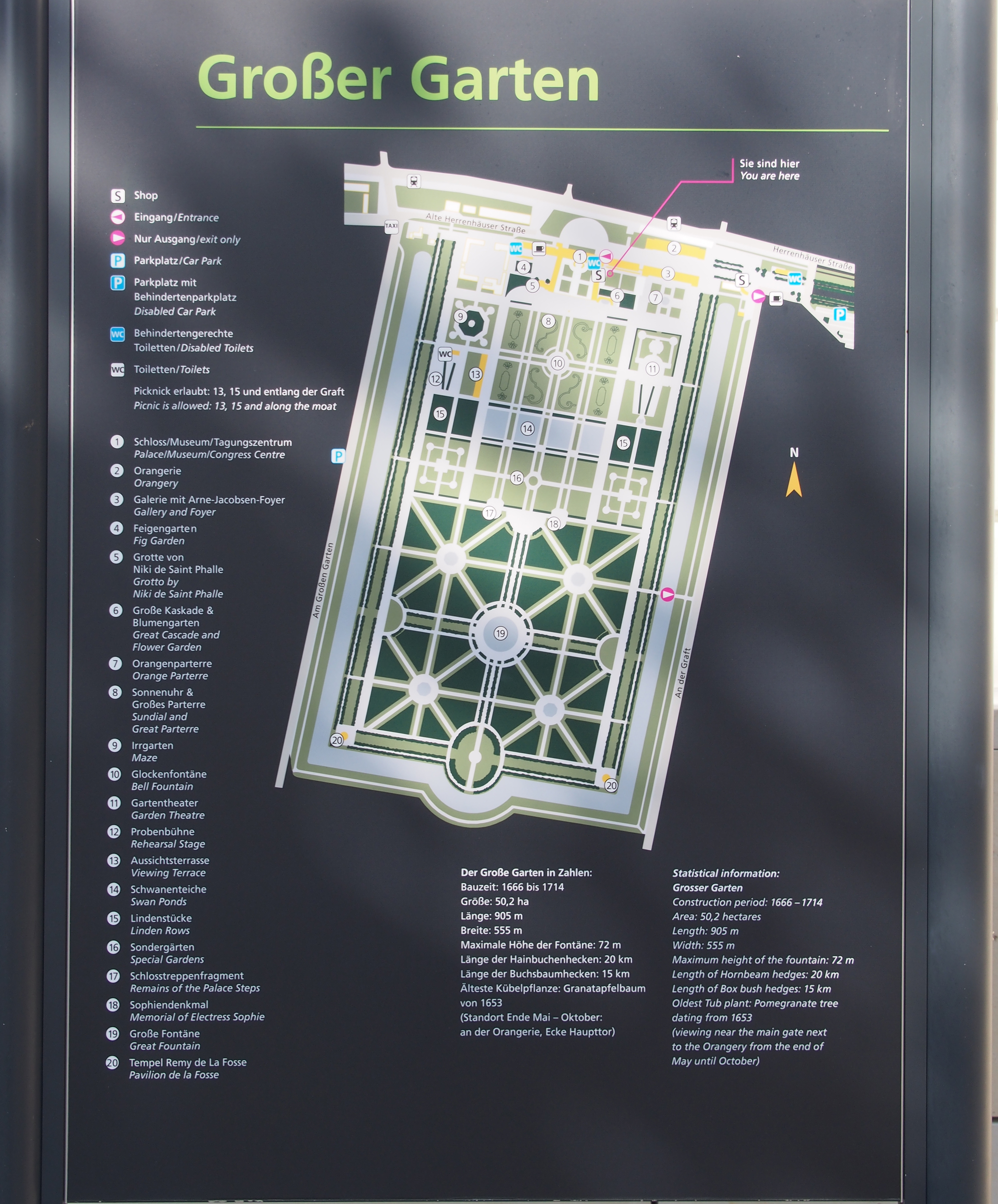
Gartenplan heute

Die zirka 450 Meter breite und 800 Meter lange Grundfläche des Großen Gartens (ohne Graft) setzt sich aus zwei quadratischen Hälften zusammen. Ihre jeweilige Struktur geht auf die unterschiedlichen Entstehungsphasen der Gartenanlage zurück. Die kleinteiliger durchgestaltete nördliche Hälfte ist der ältere, seit 1666 entwickelte, die südliche Hälfte der neuere, nach 1696 angelegte Gartenteil. Das Herrenhäuser Schloss bildet mit dem sich östlich anschließenden Galeriegebäude und der Orangerie sowie westlich mit einem auf dem Baugrund der ehemaligen Schlossküche gelegenen Restaurant die nördliche Begrenzung des Gartens. Ein künstlich angelegter Wassergraben, die Graft, umschließt die weiteren Seiten des nicht ganz regelmäßigen Rechtecks der Gartenanlage.

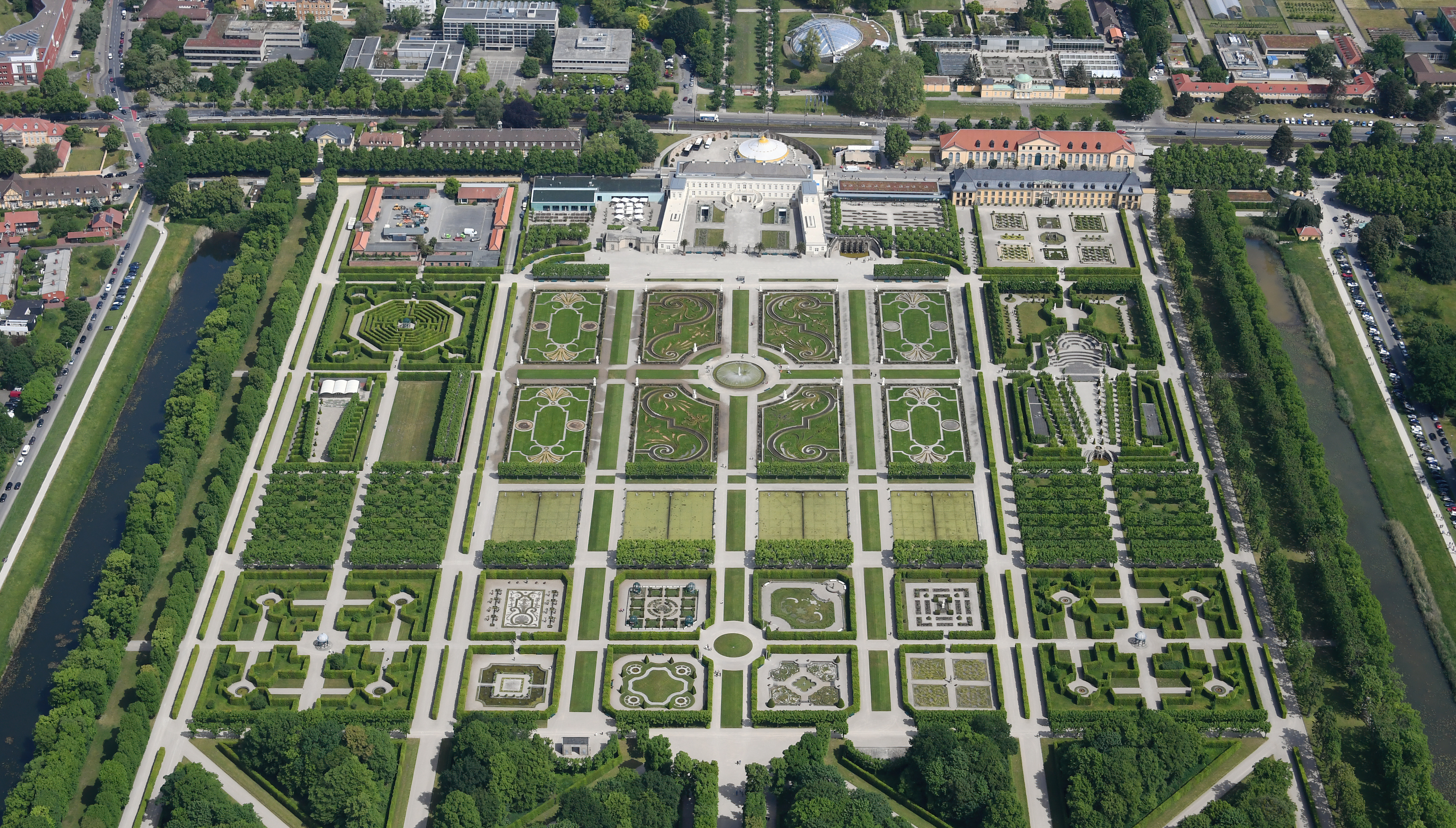
Luftbild der nördlichen Hälfte des Großen Gartens

Zu den Gartenbereichen der nördlichen Hälfte gehören die an die Schlossflügel anschließenden Separatgärten. Vor Schloss und Gartenhof öffnet sich das annähernd 32.000 m² messende Große Parterre. Südlich schließen sich die Schwanenteiche an. Parterre und Teiche werden u-förmig von einer Boskettzone umschlossen. Sie besteht aus einer Abfolge von Hainbuchenhecken eingefasster Räume auf quadratischem Grundriss. Westlich des Parterres liegen der Irrgarten, die Aussichtsterrasse und die Probebühne, südlich die Sondergärten. Der gestalterische Höhepunkt ist das an der Ostseite des Parterres gelegene Gartentheater. Den Mittelpunkt der Südhälfte bildet die Große Fontäne. Dieser Gartenteil ist ausschließlich als Boskettgarten gestaltet.
Bezugs- und Ausgangspunkt für die Gartengestaltung ist das Schloss Herrenhausen. Die Schlossmitte gibt die historisch gewachsene Hauptachse vor, auf die hin der Gartengrundriss spiegelbildlich organisiert ist. Die dominierende Längsachse beginnt bereits außerhalb des Gartens als vom nordöstlich im Berggarten gelegenen Mausoleum ausgehende, auf das Schloss leitende Allee. Über den Ehrenhof führt sie dann durch Schlossportal und Gartensaal in den Gartenhof. Innerhalb des Gartens setzt sich die Achse als mittiger Hauptweg fort, der durch Breite, Bepflanzung sowie Glocken- und Große Fontäne hervorgehoben ist. Er endet an der südlichen Gartengrenze in einem Rondell. Hier wird die Haupt- als Blickachse in die umgebende Landschaft weitergeführt. In umgekehrter Richtung stellt die Hauptachse den Bezug der Gartenanlage mit dem Schlossbau wieder her. Die parallel laufenden sowie kreuzenden, untergeordneten Wege- und Sichtachsen unterteilen den Großen Garten in seine unterschiedlichen Gestaltungsbereiche und deren Kompartimente auf. Hecken und Alleen begrenzen auf diesem architektonischen Grundriss die grünen Räume des Gartens. Dieses Grundgerüst blieb seit der Fertigstellung des Gartens um 1708 nahezu unverändert bis heute erhalten. Die gartenkünstlerische Ausgestaltung unterlag während des über dreihundertjährigen Bestehens vielfältigen Veränderungen, die als ein Teil der Geschichte des Gartendenkmals Großer Garten respektiert und gepflegt werden.

### Großes Parterre

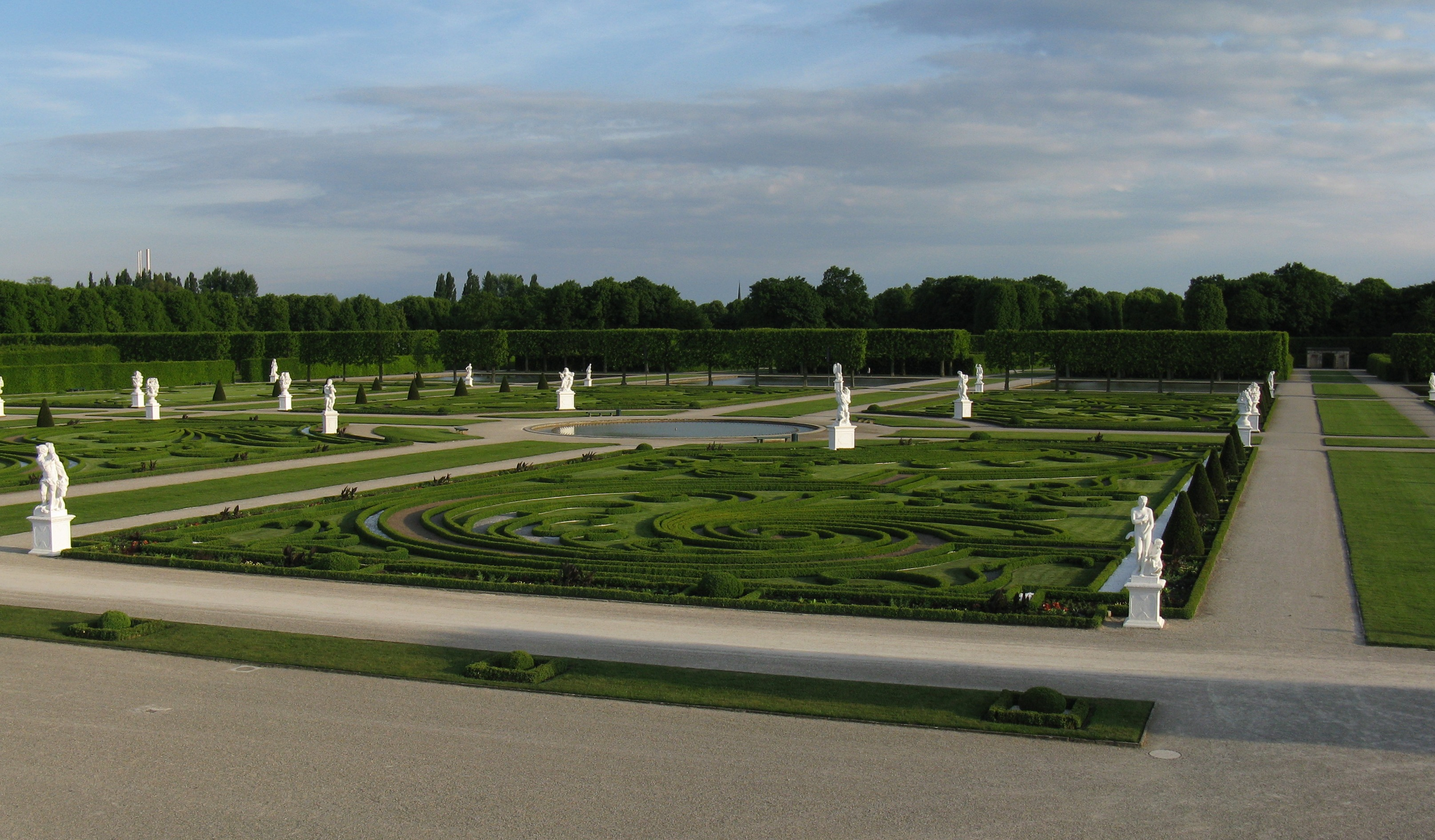
Das Große Parterre

Das die nördliche Gartenhälfte prägende Parterre misst 200 Meter in der Breite und 160 Meter in der Länge. Es ist in acht Längsbeete eingeteilt. Dazwischen verlaufen durch Rasenteppiche in drei Bahnen unterteilte Wege. Das Zentrum des Parterres bildet die aus 164 einzelnen und beleuchtbaren Wasserstrahlen geformte Glockenfontäne. Sie geht, wie die heutige Ausgestaltung der Parterrefelder, auf die Gartenerneuerung von 1936 bis 1937 zurück. Dabei setzte man nicht auf eine Rekonstruktion der Weg- und Beetanlagen des 18. Jahrhunderts, sondern auf eine vereinfachende, dem Zeitgeschmack der 1930er Jahre angepasste, Neuinterpretation. Dazu hat Wilhelm Siepen in seinem Entwurf zwei Vorlagen aus einem barocken Musterbuch auf die Gegebenheiten im Großen Garten übertragen. Die vier mittleren Parterrefelder gestaltete er als Broderieparterres, die äußeren als schlichtere, mit nur wenigen Broderiemustern versehene Rasenparterres. Rabatten mit eingestellten, in Kegel- oder Kugelform geschnittenen Taxus und Buxus fassen jedes Kompartiment ein. Sie dienen der Aufnahme für jahreszeitlichen Blumenschmuck.
Die von Martin Charbonnier um 1700 angewandte Grundkonzeption des Parterres ist dennoch weiterhin erkennbar. Sie kam besonders in der Aufsicht vom erhöhten Standpunkt der Freitreppe des Schlosses zur Wirkung. Die Breitenlagerung des Parterres geht, wie das Fontänenbecken im Zentrum, auf die frühere Gartengestaltung um 1676 zurück. Damit widersprach das Parterre in Herrenhausen der nach der französischen Gartentheorie geforderten Längsausrichtung. Um diese zu suggerieren kaschierte Charbonnier die Breite der Wege durch die eingefügten Rasenbahnen, so dass die Parterrefelder optisch zusammenrücken. Außerdem ließ er die Rasenteppiche in Nord-Süd-Richtung ununterbrochen von den Querwegen über die Tiefe der Parterrebeete laufen. Um darüber hinaus Tiefenwirkung zu erzielen, wurden die von Grotte und Kaskade ausgehenden Nebenachsen über das Parterre hinweg auf zwei Heckennischen an der Nordgrenze der südlichen Gartenhälfte weitergeführt. Im 18. Jahrhundert standen hier als architektonischer Gegenpol zwei Lauben. In der Hauptachse ging der Blick bis zur Großen Fontäne und weiter in die Landschaft.

#### Ausstattung: Skulpturen und Sonnenuhr
Auch das Herrenhäuser Parterre war Repräsentationsraum im Freien; deshalb wurde es nicht nur prächtig gestaltet, sondern zwischen 1702 und 1710 reich mit Skulpturen ausgestattet. 32 aus Barsinghauser Sandstein gefertigte Skulpturen von verschiedenen Bildhauern schmücken das Parterre. Sie sind weiß gestrichen, um Marmor zu suggerieren. Die Anregung für das Skulpturenprogramm kam aus Versailles. Dort hatte Kurfürstin Sophie 1679 den von Charles Le Brun 1674 entworfenen Statuenzyklus, die sogenannte „Grande Commande“ für das Parterre d’Eau, gesehen. Auch in Herrenhausen dienen die Skulpturen nicht allein einer allegorischen Darstellung des Kosmos, sondern sind zugleich Symbol für die Stellung des Fürsten in der Weltordnung. Das Parterre wird an seinen äußeren Eckpunkten durch die Personifikationen der vier damals bekannten Kontinente als Erdkreis abgesteckt. In Variationen werden die vier Elemente mehrmals dargestellt, so in den mythologischen Figurenpaaren um die Fontäne, den Prunkvasen am westlich davon gelegenen Wegekreuz und durch Gottheiten an den Eingängen der Querwege. Die östlich der Fontäne aufgestellten Prunkvasen allegorisieren die vier Jahreszeiten, die mit den vier Lebensaltern in Bezug gesetzt werden. Weitere Gottheiten und Allegorien spielen unter anderen auf die Tugenden und Vorrechte des Fürsten an. Dem Schloss gegenüber, an der Nordseite des Parterres, säumen zwei Herkulesstatuen den Hauptweg. In dem von ihnen symbolisierten Herrscherideal spiegelt sich der Kurfürst selbst wider und tritt zugleich als Beschützer des Gartens auf. Die an der Nordost-Ecke aufgestellte Europa stellt den Bezug zu Kurfürst Georg Ludwig her. Ihr zu Füßen liegt ein Kurhut, und der kaiserliche Doppeladler auf dem Schild verweist nicht nur auf das Heilige Römische Reich, sondern auch auf Georg Ludwigs Amt als Reichsschatzmeister.
Unmittelbar am Übergang vom Gartenhof des Schlosses zum Parterre wurde 1712 eine Sonnenuhr aufgestellt. Diese ließ König Georg I. zwischen 1722 und 1727 durch die heutige Messing-Uhr ersetzen, welche Uhrmacher Jonathan Sisson in London gefertigt hatte. In Herrenhausen wurde die Uhr auf ein mit Rocaillen geschmücktes Postament gesetzt.

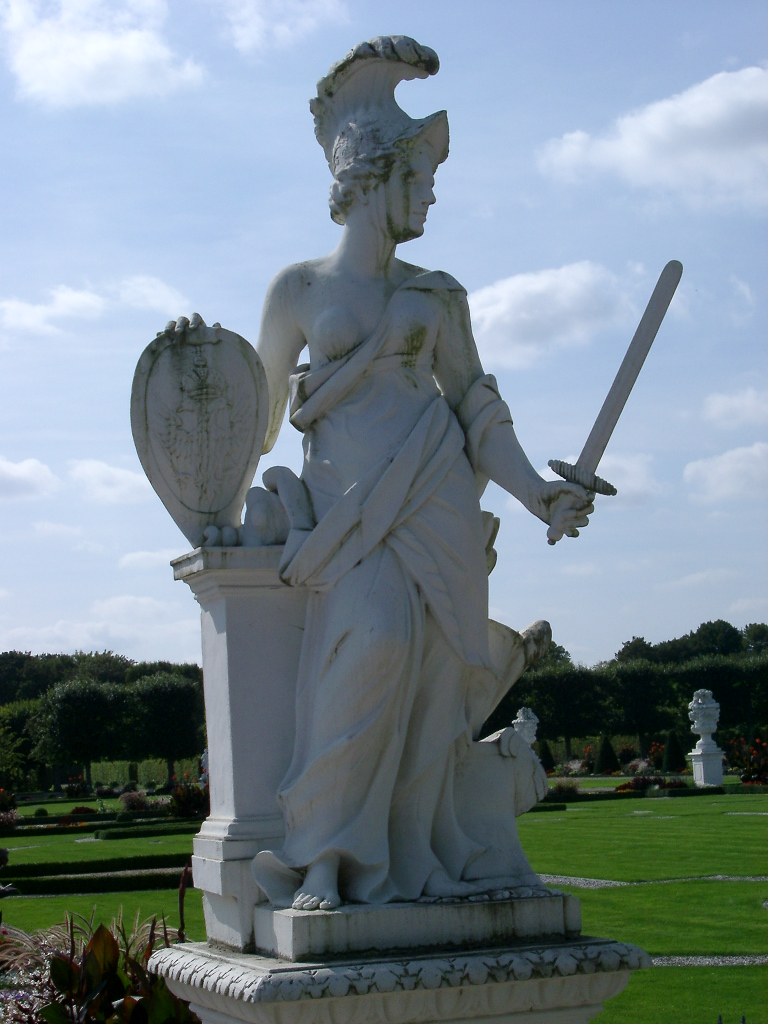
Personifikation des Erdteils Europa
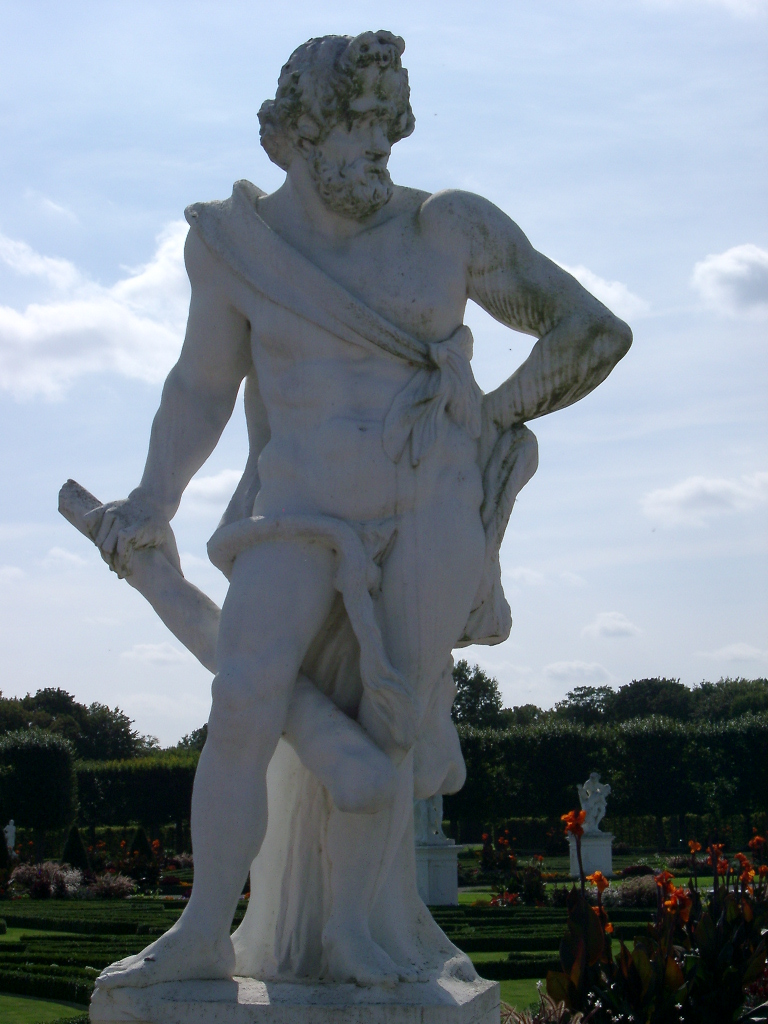
Herakles mit dem Löwenfell
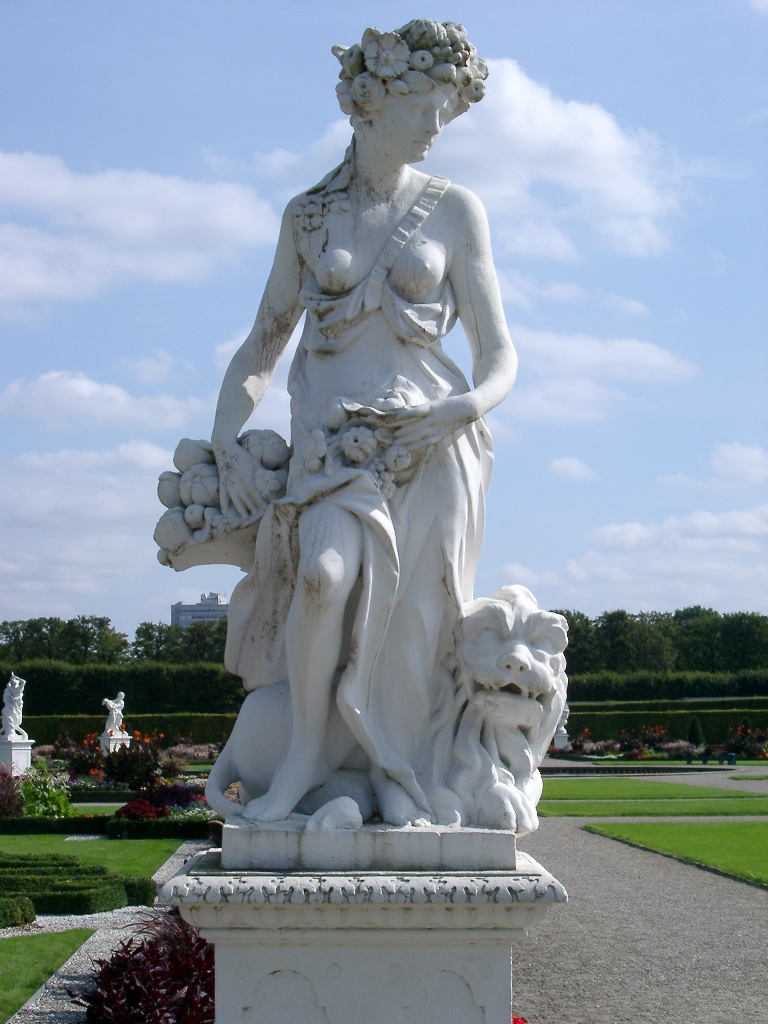
Kybele als Sinnbild für das fruchtbare Element der Erde
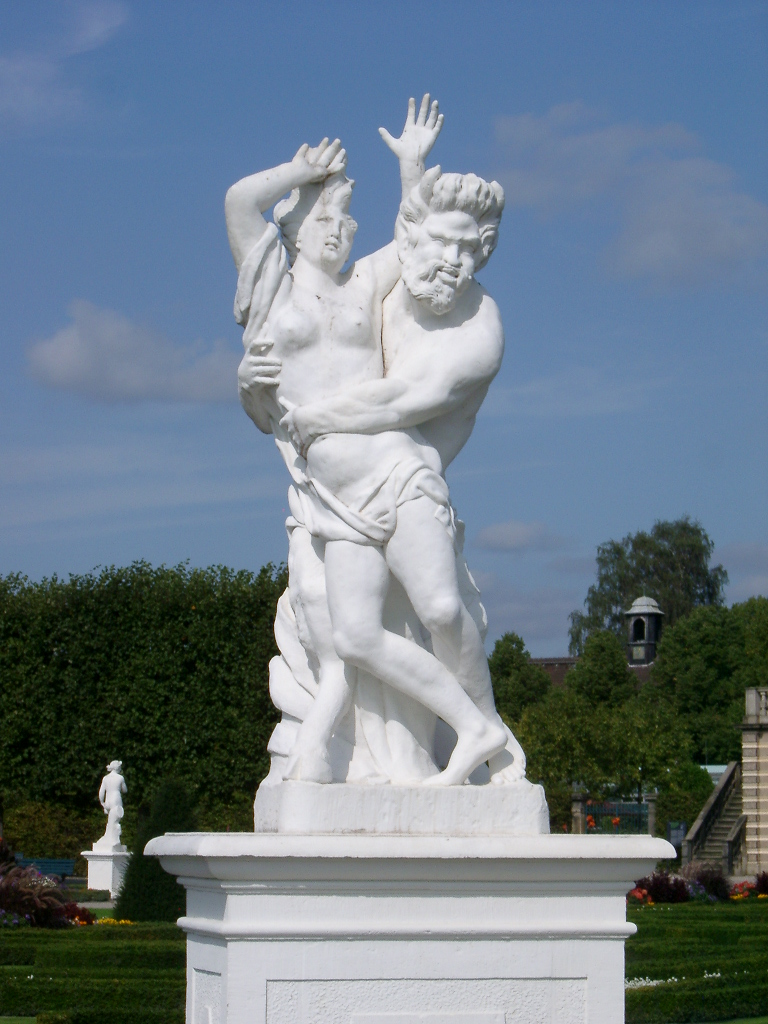
Mythologisches Figurenpaar Pan und Syrinx (Wasser)
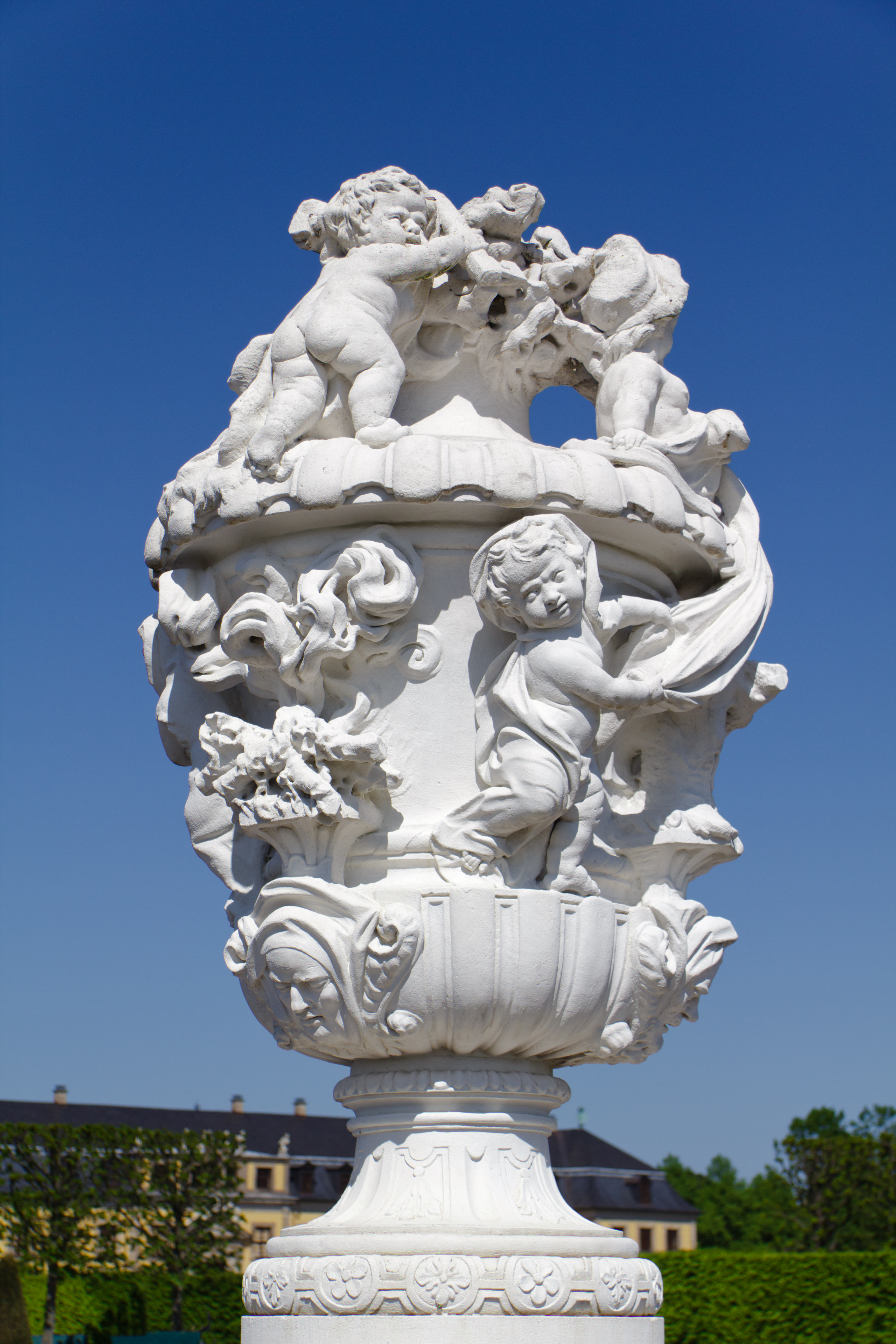
Prunkvase mit der allegorischen Darstellung von Winter und Alter
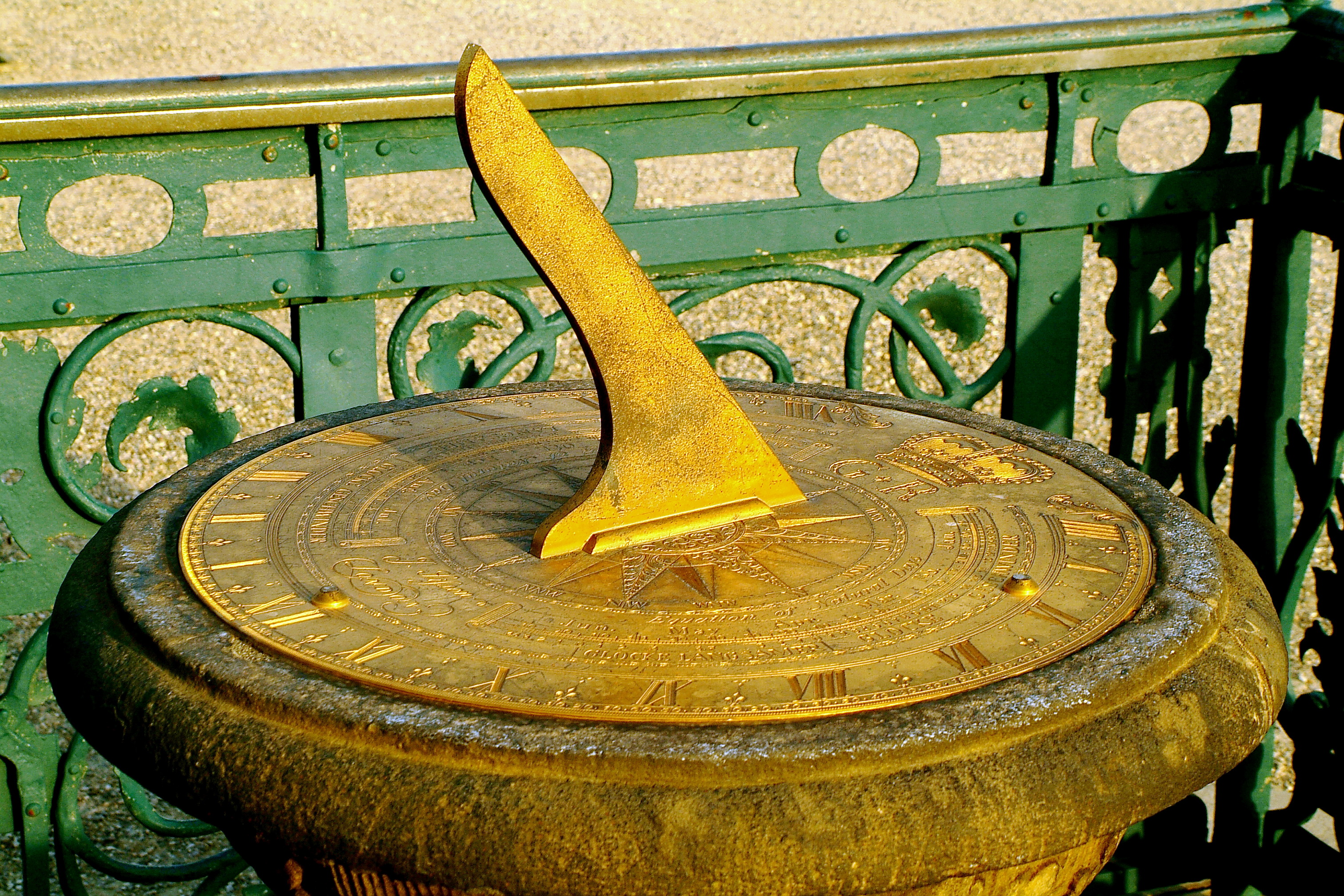
Die Sonnenuhr von Jonathan Sisson

### Grotte und Kaskade

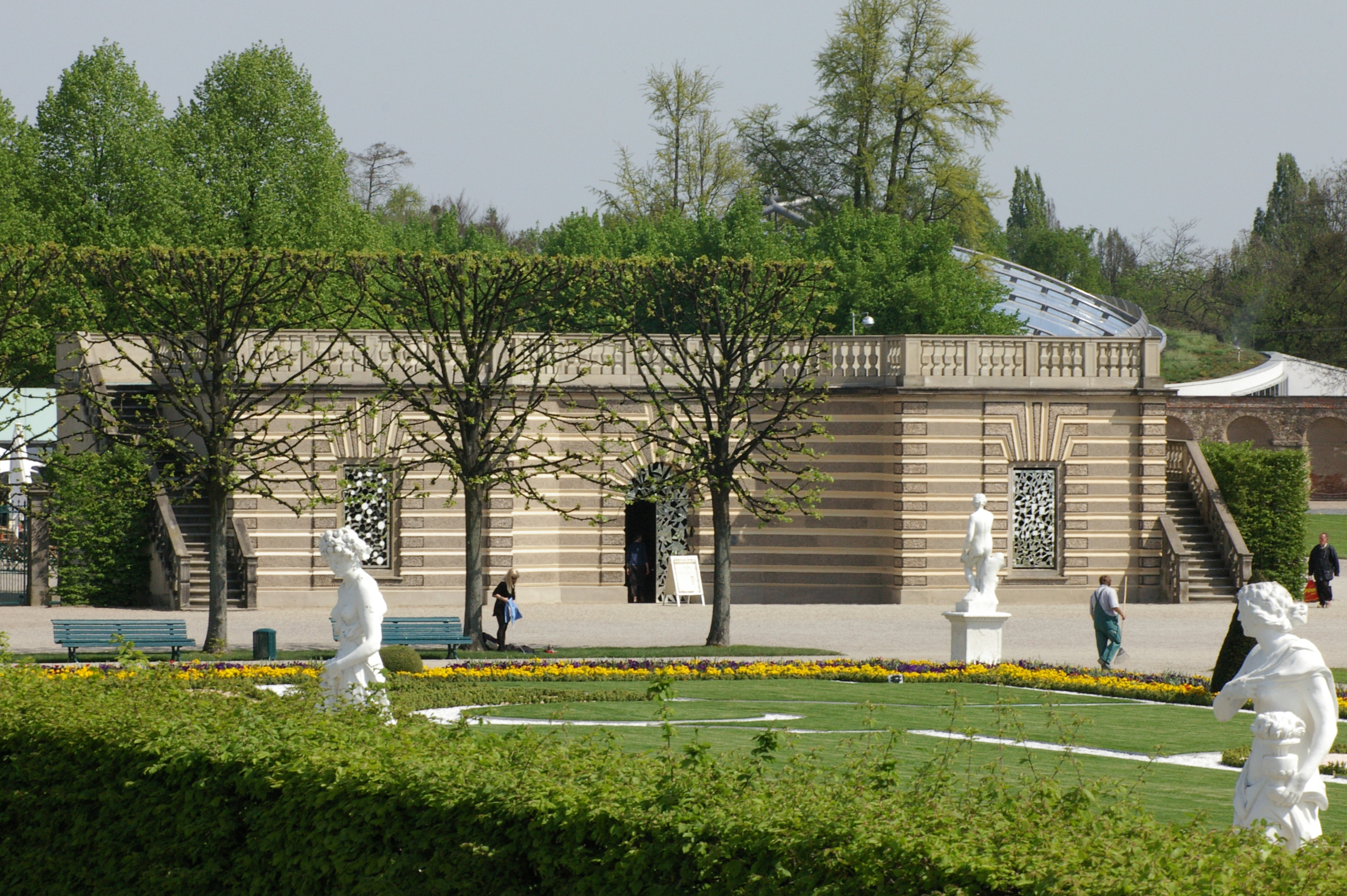
Grotte

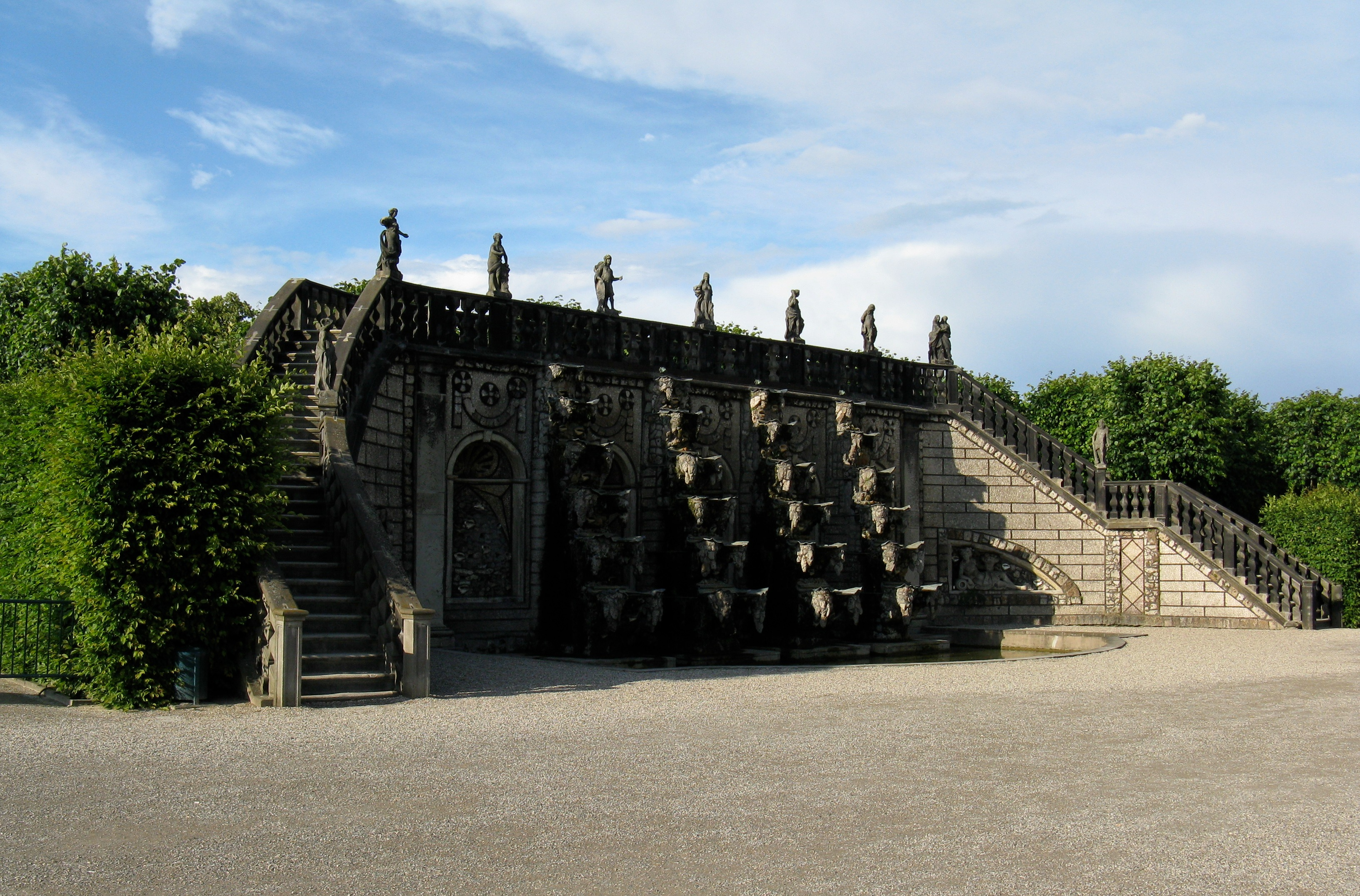
Große Kaskade

Als von menschlicher Hand geschaffene Höhle und Wasserfall legte Marinus Cadart 1676 während des Schlossausbaus Grotte und Kaskade an. Sie wurden als massive Sandsteinrohbauten ausgeführt, da sie zu den Wasserkünsten des Gartens gehörten. Daher waren sie ständig durch Feuchtigkeit in ihrer Substanz gefährdet. Dies führte dann auch zu häufigen Instandsetzungen.
Beide Bauten fungieren als gartenseitig ausgerichtete Kopfbauten der nebenliegenden Schlossseitenflügel und waren auch von deren Flachdächern aus betretbar. Vorbilder für ihre Gestaltung sind in den terrassierten Gärten römischer Renaissancevillen zu finden. Dort waren Grotten und Kaskaden in die Stützmauern der Terrassen eingelassen und besaßen nur eine Schauseite. Cadart stellte seine Bauten als direkte Zitate dieser Wasserspiele in die Ebene des Großen Gartens. Dies erklärt den Kontrast zwischen den durchgestalteten Fassaden und den schlichten Rückseiten. Im Besonderen die Grotte erhielt durch Mitarbeit des Grottierers Michael Riggus eine aufwendige Außen- und Innenausschmückung aus Erzen, Kristallen, Glasscherben sowie Muschel- und Schneckenschalen. Diese Dekoration fand sich als verbindendes Element an der Kaskade und den Stirnseiten der benachbarten Seitenflügel. Bis zu seiner Abberufung war Cadart immer wieder damit beschäftigt, die empfindlichen Verzierungen zu erhalten und zu ergänzen sowie den Innenraum der Grotte zu verändern. 1700 erfolgte durch den Wolfenbüttler Hofstuckateur Giacomo Perinetti und den Hofbaumeister Brand Westermann eine vereinfachende Instandsetzung der Fassaden.
Die 1685 fertiggestellte Kaskade gilt dennoch als gutes Beispiel für die unter Herzog Johann Friedrich eingerichteten Wasserspiele. Sie waren kleinteilig gestaltet und zeigten kunstvollen Charakter. Vier sechsstufige Wasserläufe, deren Einzelbecken mit tropfsteinartigen Gehängen und Muscheln geschmückt sind, prägen und gliedern die Schaufassade. Sie liegen zwischen fünf Nischen. Von ihnen sind die beiden seitlichen sowie die mittige mit muschelgeschmückten Felsnachbildungen ausgefüllt. In den beiden anderen Nischen sind überlebensgroße Skulpturen aufgestellt. Die Aktfiguren stellen Venus und Leda dar. Gekrümmte Treppenläufe rahmen die Fassade und umschließen das Brunnenbecken. Zwei liegende Flussgottheiten schmücken die rustizierten Wangen. Auf der Brüstung sind Kleinplastiken aufgestellt, die Götter darstellen.
Die Grotte erhielt 1848 nach Entwurf des Hofbaumeisters Georg Heinrich Schuster ihre heutige kräftig rustizierte Fassadengestaltung aus Schlacken und Erzen. Eine letzte Instandsetzung wurde 2002 durchgeführt.

#### Ausgestaltung der Grotte durch Niki de Saint Phalle
Im Großen Garten befindet sich eine der letzten Arbeiten der Künstlerin Niki de Saint Phalle. Sie gestaltete die dreiräumige Grotte neu. Ursprünglich dienten die mit Kristallen, Mineralien, Glas und Muscheln verzierten sowie mit Wasserspielen ausgestatteten Räume als kühlende Rückzugsmöglichkeit an heißen Sommertagen; die Verzierungen sollten die Besucher bei ihrem Aufenthalt verzaubern.
Nachdem im 18. Jahrhundert die Reste der bereits stark zerstörten Verzierungen entfernt worden waren, diente die Grotte als Lagerraum. Zwischen 2001 und 2003 – dem neuen Eröffnungsjahr – statteten Mitarbeiter von Niki de Saint Phalle die Innenräume mit Glas- und Spiegelmosaiken sowie Plastiken nach den Entwürfen der Künstlerin neu aus. Thema ist „Das Leben des Menschen“. Der achteckige Mittel- und Eingangsraum, dessen Wände und Säule spiralförmig mit alternierenden Bändern aus farbigen Glasscherben, Spiegeln und Kieseln ausgeschmückt ist, symbolisiert Spiritualität. Der links abzweigende Spiegelraum ist dem Thema „Tag und Leben“ gewidmet, der rechte, blaue Raum dem Thema „Nacht und Kosmos“. An den Stirnseiten der Nebenräume befindet sich jeweils ein kleiner Brunnen mit einer Statue.

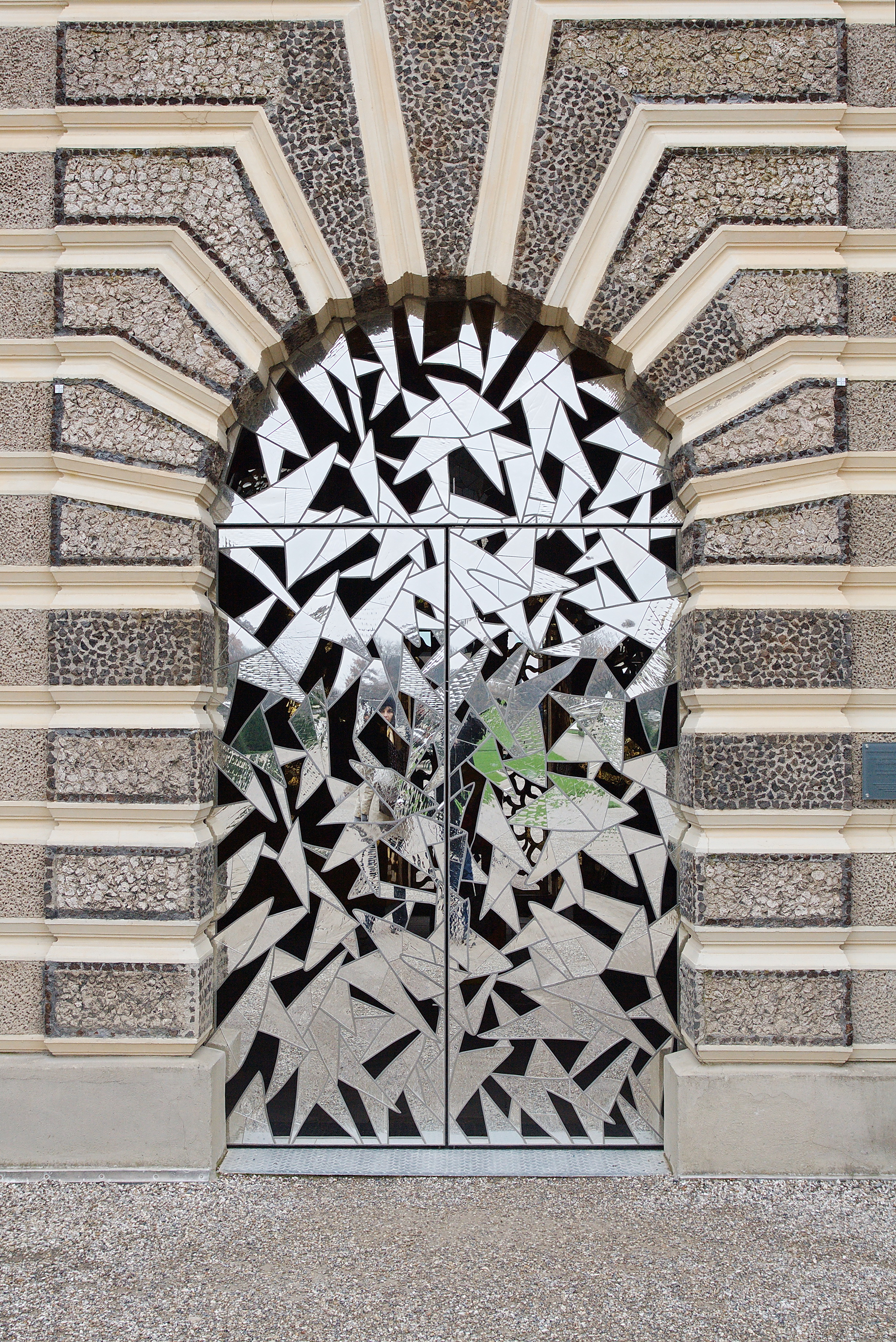
Niki de Saint Phalle: Gitter

### Separatgärten (Apfelstück, Feigen- und Blumengarten, Orangenparterre)

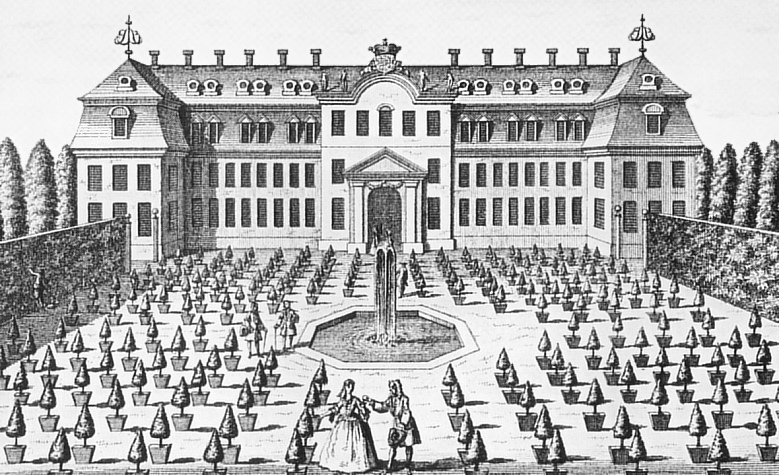
Orangenparterre, um 1725, Kupferstich

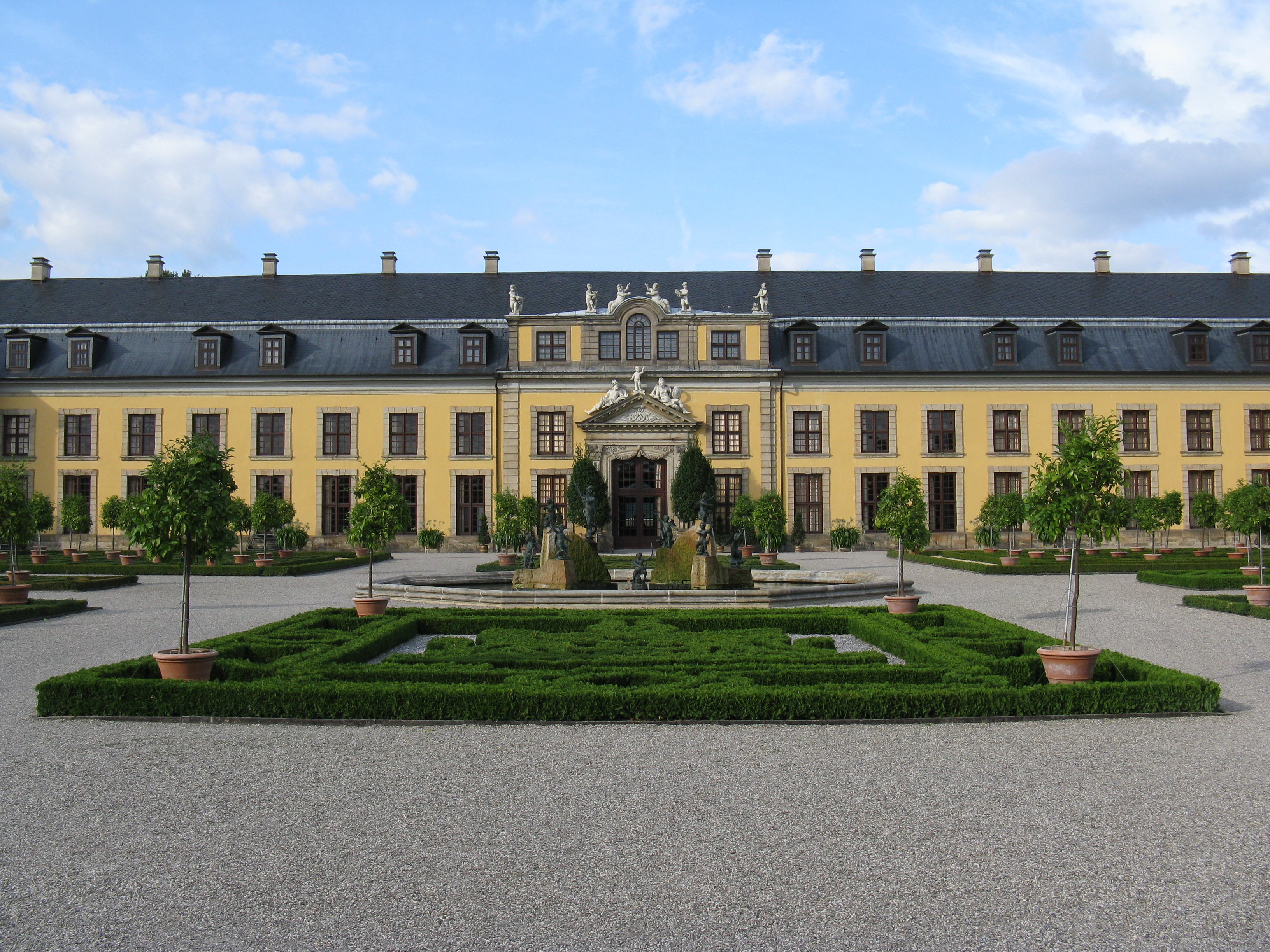
Orangenparterre und Galeriegebäude

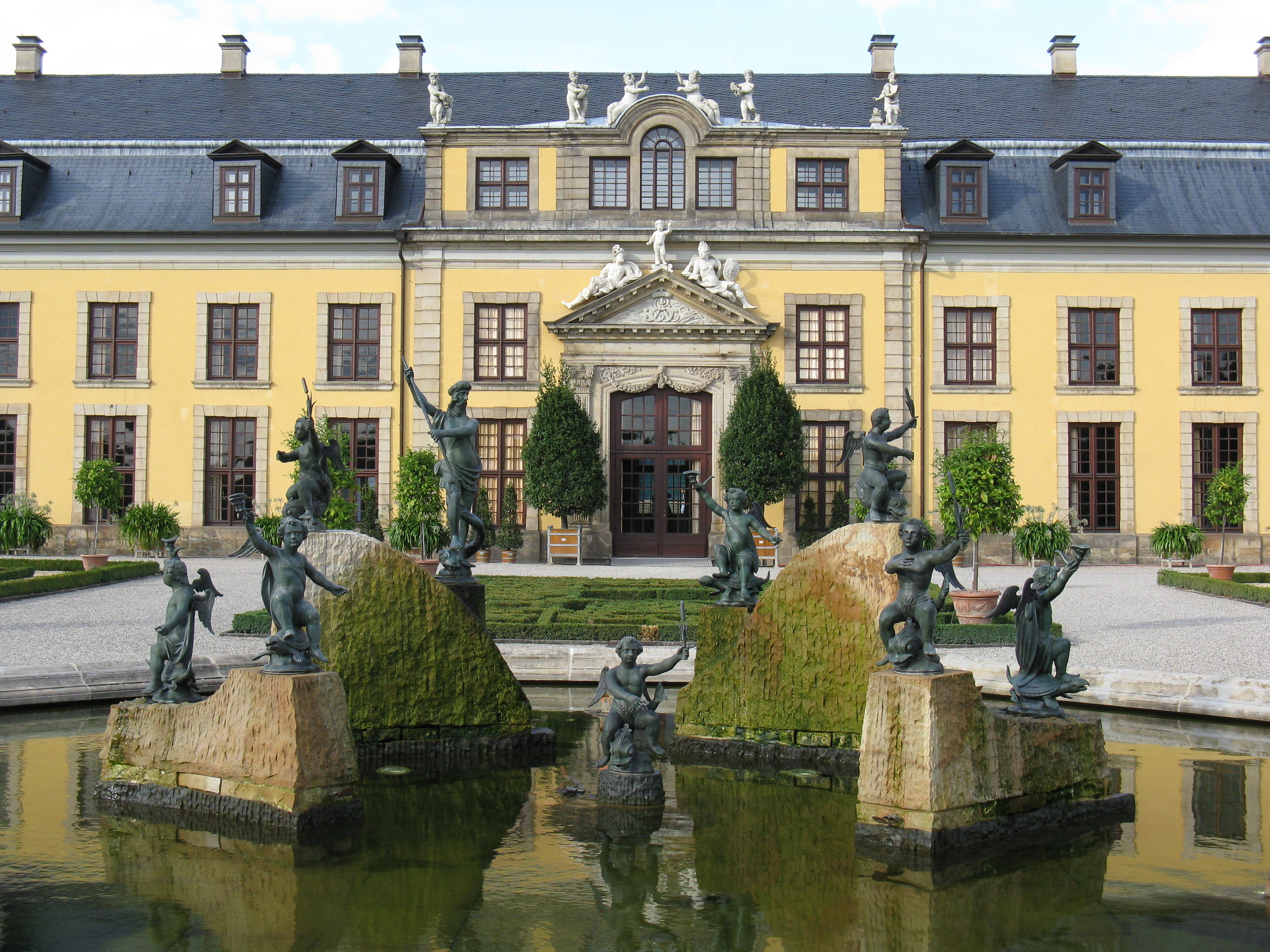
Neptunbrunnen vor dem Galeriegebäude

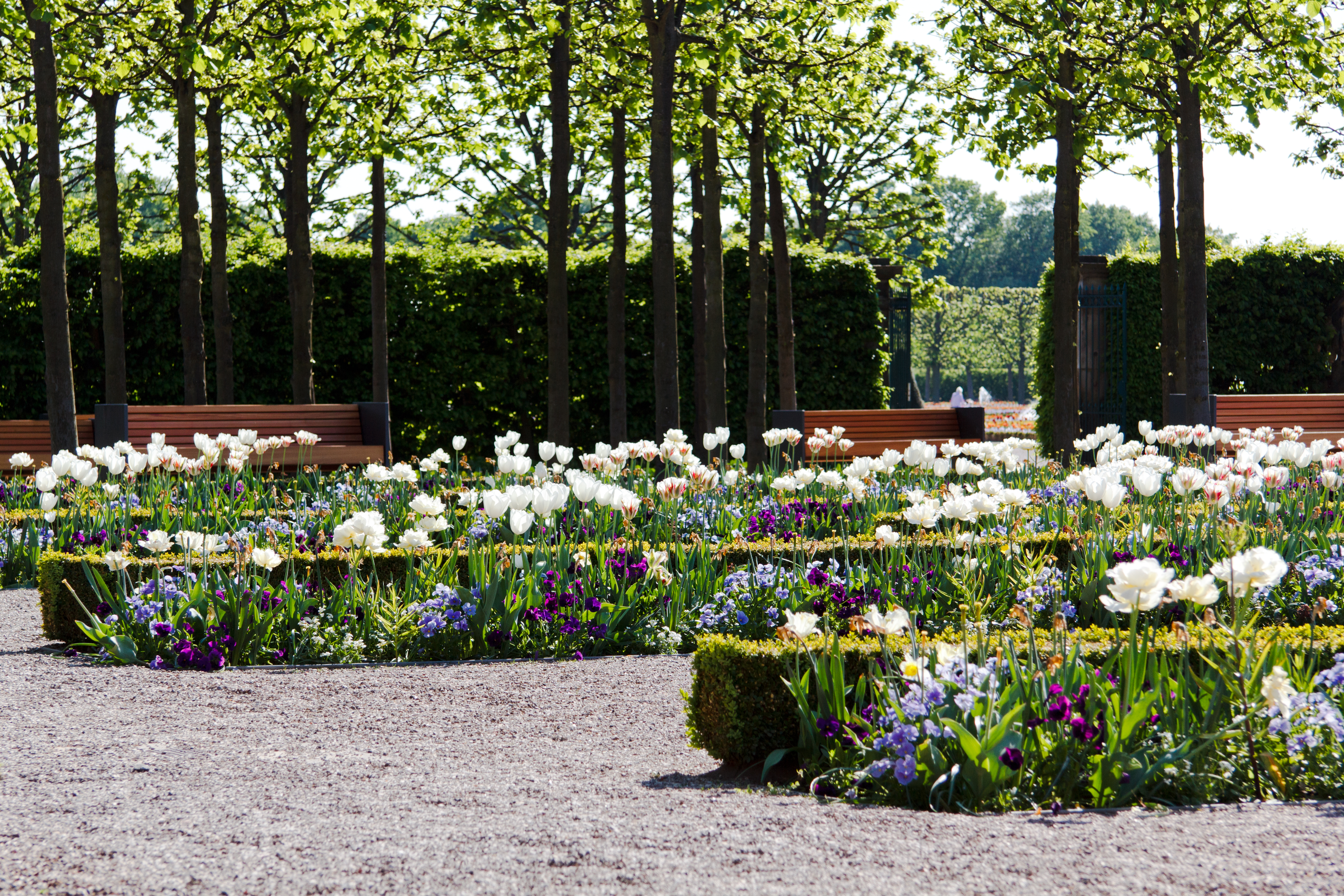
Blumengarten

An die Schlossflügel schließen sich unmittelbar vier durch Hecken eingefasste und voneinander getrennte Separatgärten an, die besonderen Bepflanzungen oder Nutzungen vorbehalten waren. Auf diese gehen die heutigen Benennungen zurück. Die beiden an den östlichen Schlossflügel anschließenden Gärten wurden als Ziergärten angelegt. Auf der Westseite liegen der Feigengarten und das sogenannte Apfelstück. Beide waren ursprünglich Nutzgärten und dienten zur Versorgung des Hofes mit einheimischem Obst, exotischen Früchten und besonderen Gemüsen. Ihre erfolgreiche Kultivierung und Darreichung bei offiziellen Anlässen ergänzte die Sinneserfahrung des Großen Gartens als Kunstwerk und mehrte so das Prestige des Gastgebers und seines Hofs. Nach der französischen Gartentheorie um 1700 sollten Obst- und Gemüsegärten versteckt angelegt werden. Die Kombination von Zier- und Nutzgärten geht nicht nur auf die Tradition des Renaissancegartens zurück, sondern war auch ein Gestaltungsmoment der niederländischen Barockgärten. In dieser Einbeziehung spiegelt sich auch die Vorliebe von Kurfürstin Sophie für Obst wider.
Der hinter der Grotte gelegene und von ihr aus einsehbare Feigengarten wird heute gastronomisch genutzt. Das 1999–2000 nach einem Entwurf von Peter P. Schweger und Wolfgang Schneider erbaute Restaurantgebäude befindet sich an der Stelle der ehemaligen Schlossküche. Vor ihr stand ursprünglich ein Gewächshaus in dem Feigenbäume gepflanzt waren. An den davor gesetzten Mauern wurde kälteempfindliches Spalierobst gezogen. Auf den barocken Nutzgarten soll die Gestaltung des Cafégartens aufmerksam machen, in die drei erhaltene Erdgewächshäuser aus den 1830er Jahren und Frühbeete aus den 1960er Jahren einbezogen wurden.
Das Apfelstück dient seit 1937 als Gartenwerkhof. Wilhelm Siepen respektierte in seinem Entwurf die vorgefundene, auf das 18. Jahrhundert zurückgehende Disposition des Separatgartens. So blieb am Westrand bis heute ein Gartenpavillon aus dieser Zeit erhalten. Im Verlauf der Nutzung wurde die ursprüngliche Anlage nach und nach überbaut und das Quartier immer stärker von der Gartenanlage abgesondert.
Der hinter der Kaskade liegende Blumengarten war ursprünglich der privaten Nutzung durch das Fürstenhaus vorbehalten und wurde daher auch Privatgarten genannt. Er war als Barockgarten im Kleinen angelegt. Ein Blumenbeetbereich entsprach dem Parterre. Es wurde seitlich durch Alleen begrenzt, die zum Heckenboskettbereich mit kleinen Kabinetten führte. Lediglich der nördliche Bereich diente als durch eine Hecke abgeschirmter Verbindungsgang zwischen Schloss und Galeriegebäude. Seit 1964 begrenzt hier das von Arne Jacobsen entworfene Glasfoyer den Garten. Der gusseiserne Gang entstand 1861–1862 und ist eins der wenigen im Großen Garten erhaltenen Gestaltungselemente aus dem 19. Jahrhundert. Über Jahrzehnte diente der Blumengarten als Cafégarten. Nach der Eröffnung des Restaurants im Feigengarten wurde er durch Guido Hager neu gestaltet. Hager interpretierte die barocken Gestaltungselemente Parterre, Boskett und Allee in einer bewusst modernen Formensprache neu.
Vor dem Galeriegebäude liegt das Orangenparterre. Es besaß einen öffentlichen und repräsentativen Charakter. Im Sommer diente es gleichzeitig zur Aufstellung der umfangreichen Sammlung kälteempfindlicher Pflanzen. 1714 umfasste sie über 400 Orangenbäume sowie andere Kübelpflanzen wie Oleander oder Granatapfel und eine Vielzahl in Töpfen gehaltener Blumen. In den 1730er Jahren stellte man im Orangenparterre vorrangig Zitrusgewächse und Lorbeerbäume in kunstvoll bemalten Pflanzkästen auf. Auf dem ansonsten frei gehaltenen Platz ordnete man die Kübelpflanzen nach einem Aufstellplan so in Reihen an, dass ein Wegekreuz um das zentrale Fontänenbecken und außen ein Umgang frei blieben. Es entstand der Eindruck eines Orangenhains. Gleichzeitig erweiterte das Orangenparterre den Saal des Galeriegebäudes durch ebenerdigen Übergang ins Freie. Dem Portal des Gebäudes gegenüber führt das Goldene Tor weiter zum Gartentheater. Somit gehörte das Orangenparterre zu den barocken Festräumen des Großen Gartens.
Um 1965 erhielt das Orangenparterre seine heutige, barockisierende Gestaltung nach einem Entwurf von Karl Heinrich Meyer. Er versah den Platz in den Ecken mit vier quadratischen Stellflächen für Orangenbäume. Ihre großen Mittelfelder zeigen ein schachbrettartiges Muster aus dunklem und hellem Zierkies, das durch Buchsbaumornamente gegliedert wird. Diese schmücken auch die vier weiteren Beetkompartimente in den Wegachsen. In der Nord-Süd-Achse stellen sie die Wappen des Kurfürsten Ernst August und der Stadt Hannover dar.
Der Neptunbrunnen im Zentrum des Parterres wurde am 28. April 2008 offiziell eingeweiht, die Baukosten betrugen 320.000 EUR. Das Werk war nach einem Architekturwettbewerb von dem Bildhauer Magnus Kleine-Tebbe aus Braunschweig unter Verwendung barocker Brunnenfiguren aus Messing neu geschaffen worden. Die Wasserspeier aus dem 17. Jahrhundert standen, nach dem die Fontänen im Großen Garten um 1840 ohne Figurenschmuck wiederhergestellt worden waren, von 1849 bis 1997 auf der Balustrade der Grotte. Mit der Schaffung des Neptunbrunnens, der als bewusste Neugestaltung zu erkennen ist, kehrten sie an ihren vielleicht ursprünglichen Standort zurück.

### Gartentheater

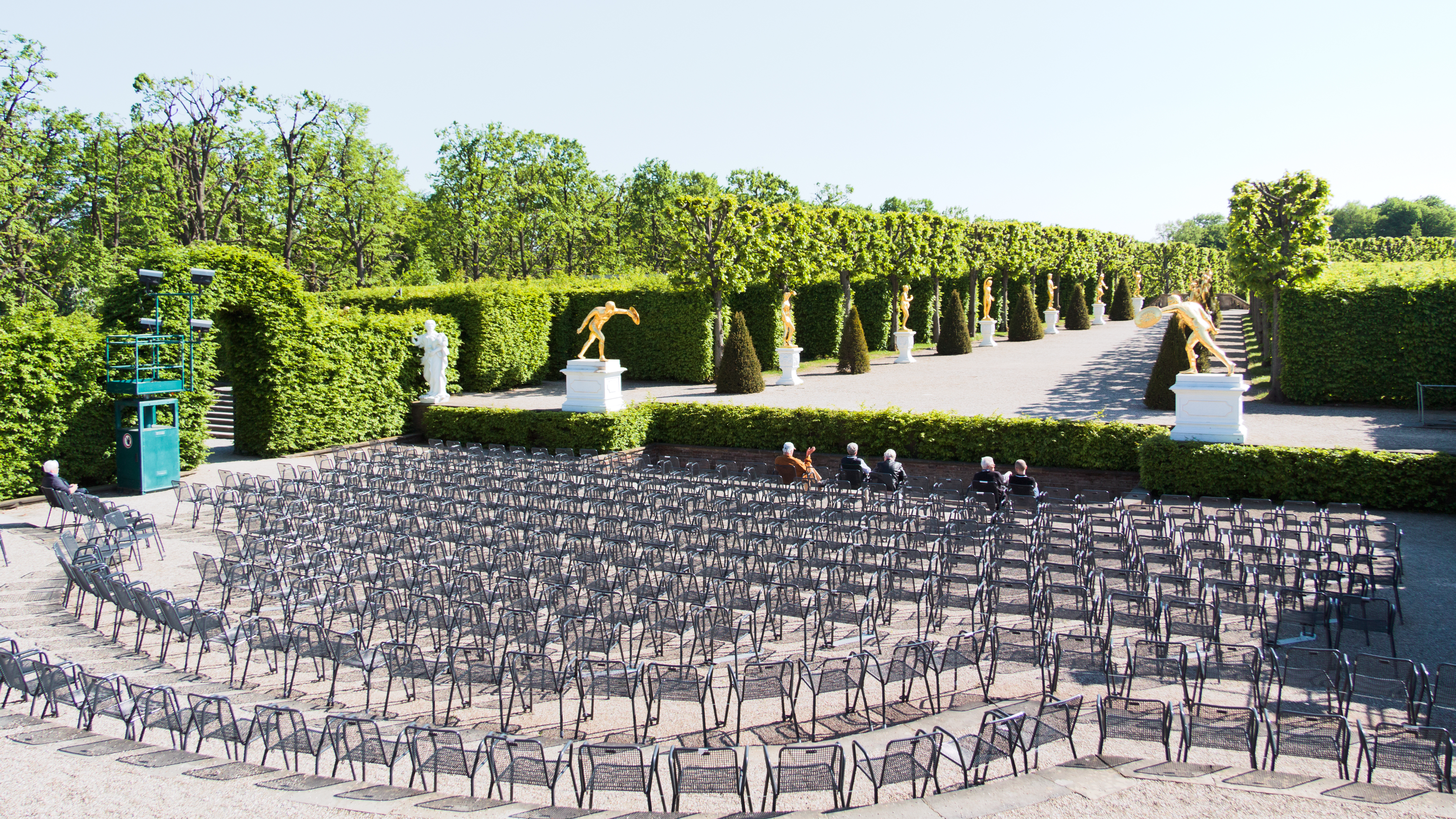
Gartentheater: Zuschauerraum und Bühne.

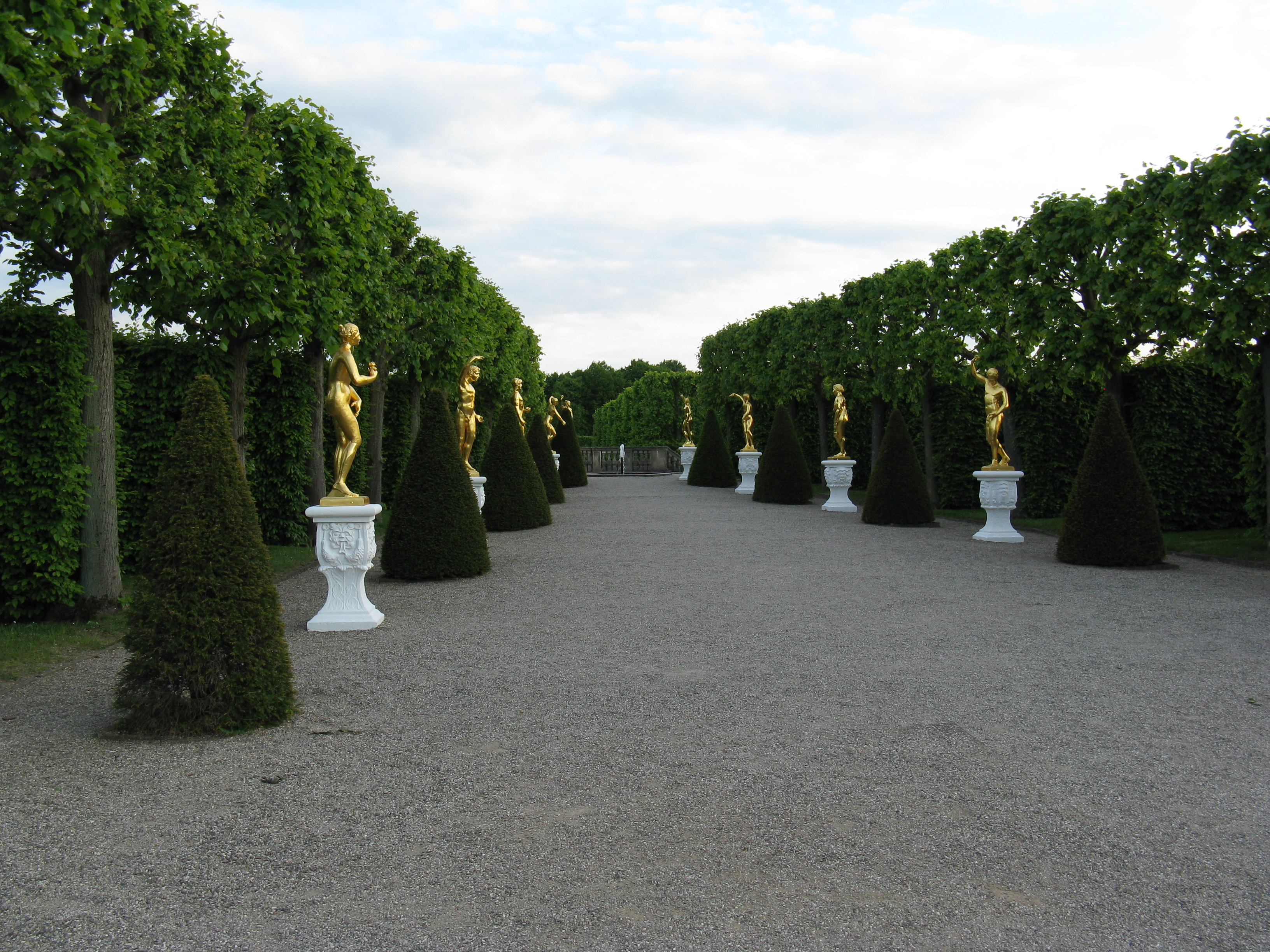
Bühne mit Goldenen Figuren

Das Gartentheater in Herrenhausen gehört zu den wenigen noch bestehenden barocken Freilichttheatern. Es ist daher ein herausragendes Denkmal der Geschichte der Gartenkunst und des Theaters. Errichtet wurde es zwischen 1689 und 1692 und wird noch heute bespielt. In Form des Heckentheaters setzt es das im 17. Jahrhundert entwickelte Bühnenbauprinzip der Kulissenbühne in das Freilichttheater um. Das Herrenhäuser Gartentheater ist dafür eins der frühesten Beispiele nördlich der Alpen.
Als erstes Projekt der von Herzog Ernst August veranlassten Neukonzeption der Sommerresidenz wurde das Theater in den beiden östlich des Parterres gelegenen Boskettquartieren realisiert. Das nördliche, an das Orangenparterre angrenzende Quartier beherbergt den Königsbusch und den Zuschauerraum, der auch – in Berufung auf die Antike – als Amphitheater bezeichnet wird. Im Herrenhäuser Gartentheater handelt es sich dabei um zwei Stufenfolgen, die aus dem ebenerdigen Parkett aufsteigen; zunächst in leicht zurückschwingenden Stufen, dann um einen halbrunden Platz. Die Putti auf den Brüstungen des unteren Rangs sind Allegorien auf die Jahreszeiten, die Brüstung des oberen Rangs ist heute leer. Als Entwerfer des Zuschauerraums gilt Marinus Cadart. Vorbild für die Gestaltung des Amphitheaters war das von André Le Nôtre 1664–1671 angelegte, heute nicht mehr existente Theater im Pariser Tuileriengarten.
Der Entwurf für die Bühne, nach barockem Sprachgebrauch das eigentliche Theater, wird Johann Peter Wachter zugeschrieben. Durch den von der Glockenfontäne ausgehenden Querweg wird das Theater vom Amphitheater getrennt und nimmt ein eigenes Heckenquartier ein. Das über Parkettniveau angehobene Podest misst rund 62 × 58 Meter. Die Kulissenbühne, auf leicht ansteigendem Boden, wird aus links und rechts paarweise angeordneten und hintereinander gestaffelten Heckenwänden gebildet. Durch ihre konvergierenden Vorderkanten ergibt sich die beschleunigte Perspektive des Bühnenbilds. Der Springbrunnen am Ende der Bühne lenkt den Blick in die Tiefe. Vor den Kopfenden der Hecken gepflanzte Linden sowie die davor im Wechsel mit kegelförmig geschnittenen Taxusbäumen aufgestellten goldenen Figuren bereichern das Bühnenbild. Zwei aufeinander ausgerichtete vergoldete Kopien des sogenannten Borghesischen Fechters, begleitet von den Skulpturen der Göttinnen Ceres und Luna, bilden das Bühnenportal. Goldene Figuren rahmen auch die Treppen zu den seitlich der Kulissen verlaufenden Gängen. Am südlichen Ende der Bühne umfasst eine zweiläufige Treppe die von Johann Friedrich de Münter angelegte Kleine Kaskade. Sie wurde 1777 von Hofmaurermeister Johann Georg Täntzel erneuert.
Insgesamt 18 von ursprünglich 27 vergoldeten Figuren bilden den glanzvollen Schmuck des Heckentheaters. Es handelt sich größtenteils um Antikennachbildungen. Neben den Borghesischen Fechtern findet sich unter anderen eine Venus Medici unter den Plastiken, die im Besonderen tanzende und musizierende Figuren aus dem Gefolge des Dionysos darstellen. Herzog Ernst August ließ sie um 1690 aus Amsterdam besorgen, wo sie vom Bleigießer Barend Dronrijp nach Modellen der Bildhauer Georg und Willem Larson gefertigt worden. Vergoldete Bleigüsse ersetzten in Gärten des 17. Jahrhunderts häufig die im Original nicht zu bekommenden Skulpturen und waren zudem billiger als beständigere Bronzefiguren. In Herrenhausen sind, nach einer aufwendigen Restaurierung zwischen 2004 und 2009, noch 17 der originalen Statuen aus Blei zu sehen. 1974 hatte man sie durch wetterbeständigere Bronzekopien ersetzt. Bleifiguren sind, wegen der Empfindlichkeit ihres Materials, heute selten gewordene Zeugen für diese Art anspruchsvoller barocker Gartenausstattung. Die heute verlorenen Figuren schmückten die Balustrade am Bühnenende und die Brüstung des oberen Rangs, so dass das gesamte Theater – Zuschauerraum und Bühne – von goldenen Figuren umstellt war und so als ein räumliches Ganzes, als Gartensaal wahrgenommen wurde.
Das Gartentheater erfüllte im 18. Jahrhundert die Aufgabe, einen herausragenden Rahmen für höfische Repräsentation zu bieten. Als Teil der Festarchitektur des Großen Gartens diente es nicht nur für Ballett- und Theateraufführungen, sondern war auch der Ort für Staatsempfänge, Bälle und Maskeraden. Den politischen Anspruch des Herrscherhauses vergegenwärtigte hierbei der Königsbusch. Er umschließt die in Backstein gemauerte und durch Sandsteinnischen gegliederte äußere Umfassungsmauer des Amphitheaters im nördlichen Theaterboskett. Das Zentrum bildet ein von Heckenwänden umgrenztes Rondell. Die dort aufgestellten Porträtskulpturen der Herzöge Georg, Ernst August und Georg Ludwig (Georg I.) sowie der Herzogin Sophie veranschaulichen den Aufstieg des Welfenhauses. Auf dem Weg zwischen dem Festsaal im Galeriegebäude und dem Gartentheater als sein Pendant im Freien ist der Königsbusch der offensichtlichste und noch erhaltene Hinweis auf das Bauherrenpaar Ernst August und Sophie und seiner Genealogie. Diese Weg- und Blickachse wurde nach 1694 durch eine heute verlorene Wappenkartusche des Kurfürstentums über dem Mittelrisaliten des Galeriegebäudes dominiert.
Die Instandsetzungen des 20. Jahrhunderts unter Hermann Wernicke und Karl Heinrich Meyer brachten einerseits eine Annäherung an das barocke Urbild des Gartentheaters, andererseits passte man es dem modernen Spielbetrieb an. Hinzufügungen sind unter anderem der Orchestergraben und die grünen Eingangsportale seitlich des Parketts. Die ehemaligen Bosketträume an den Bühnenseiten wurden durch Gebäude unter anderem für Technik und Garderoben ersetzt. Das Gartentheater bietet heute rund 1000 Zuschauern Platz.

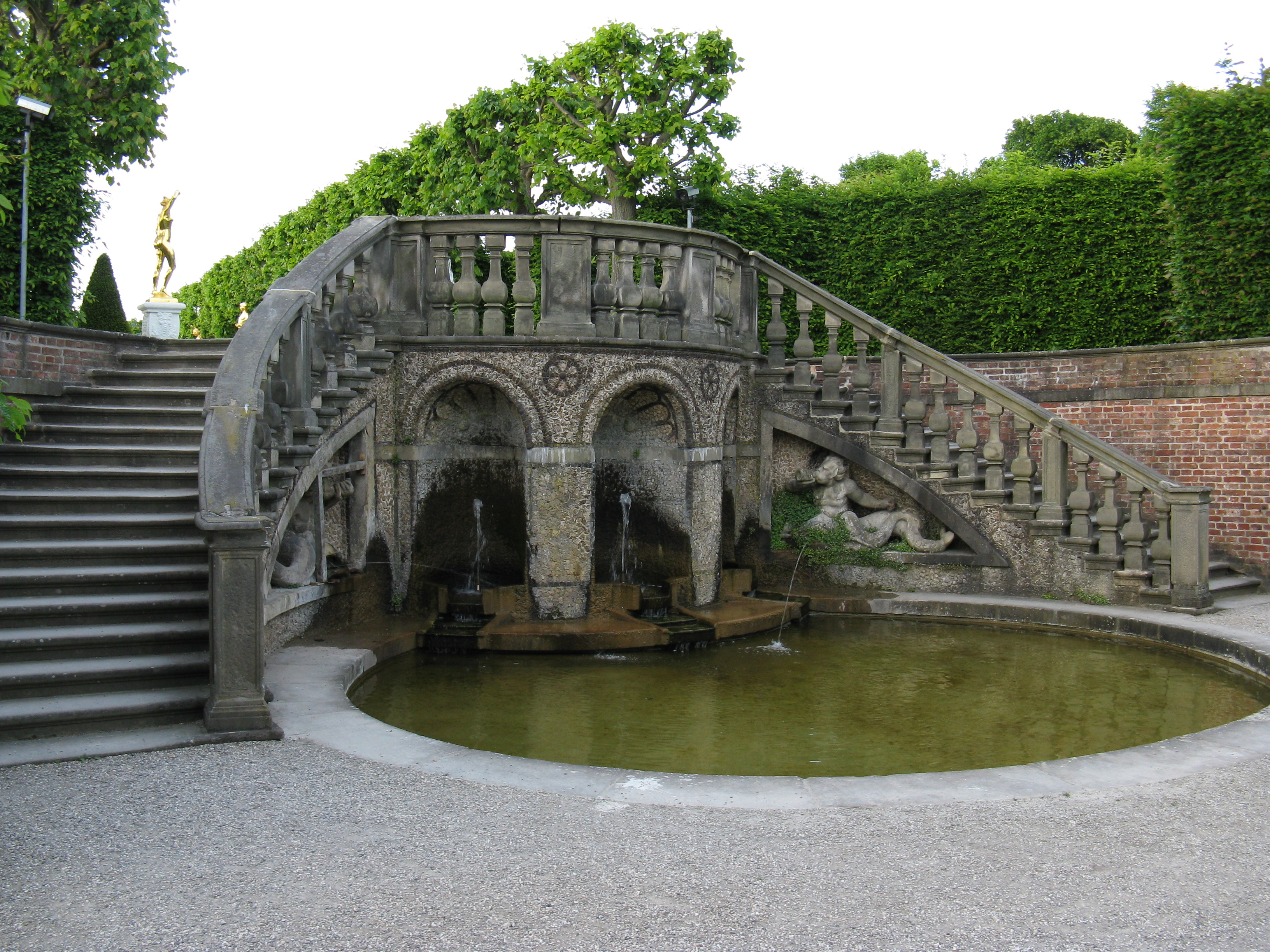
Kleine Kaskade hinter dem Theater
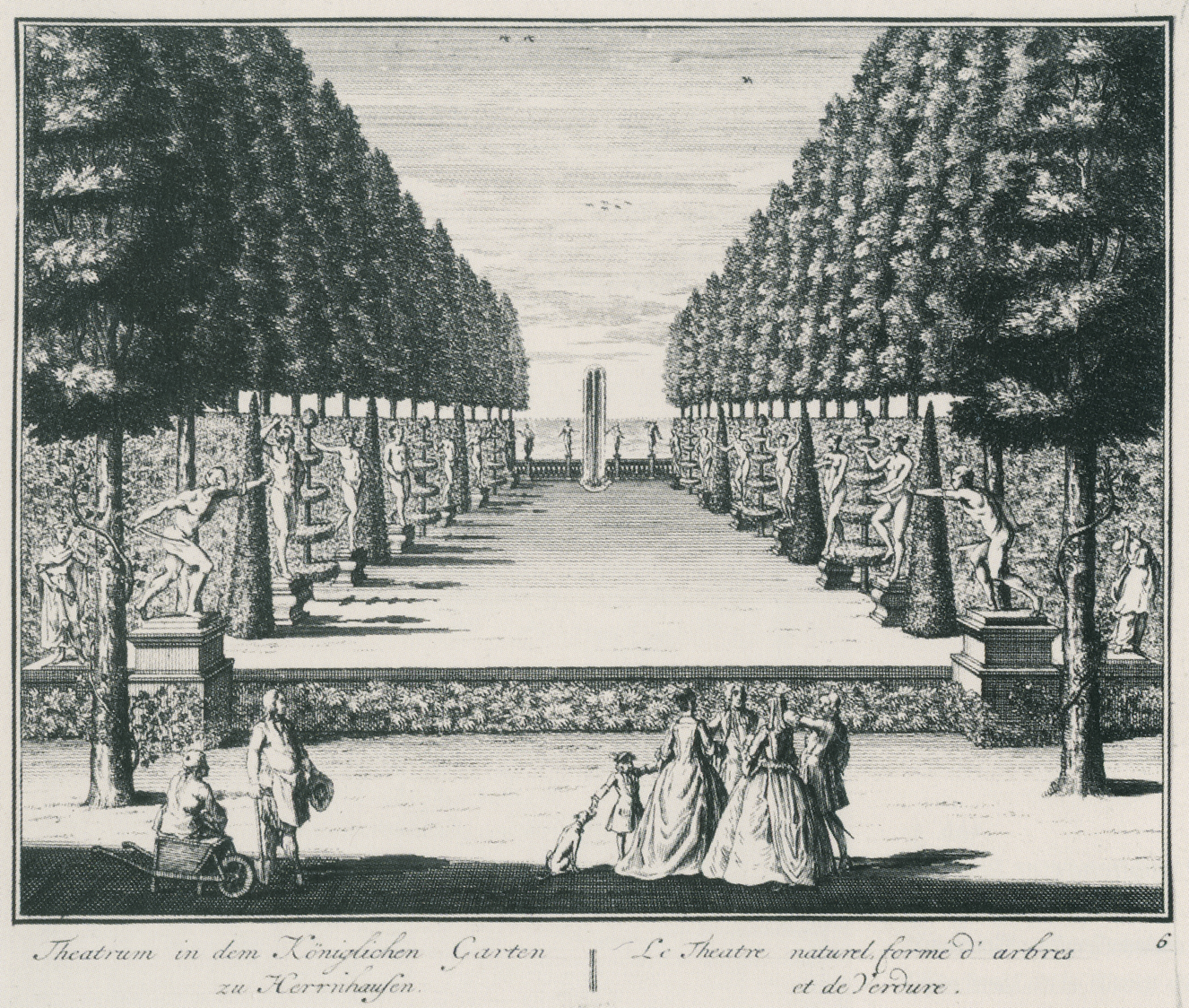
Die Bühne des Gartentheaters, Kupferstich, um 1725
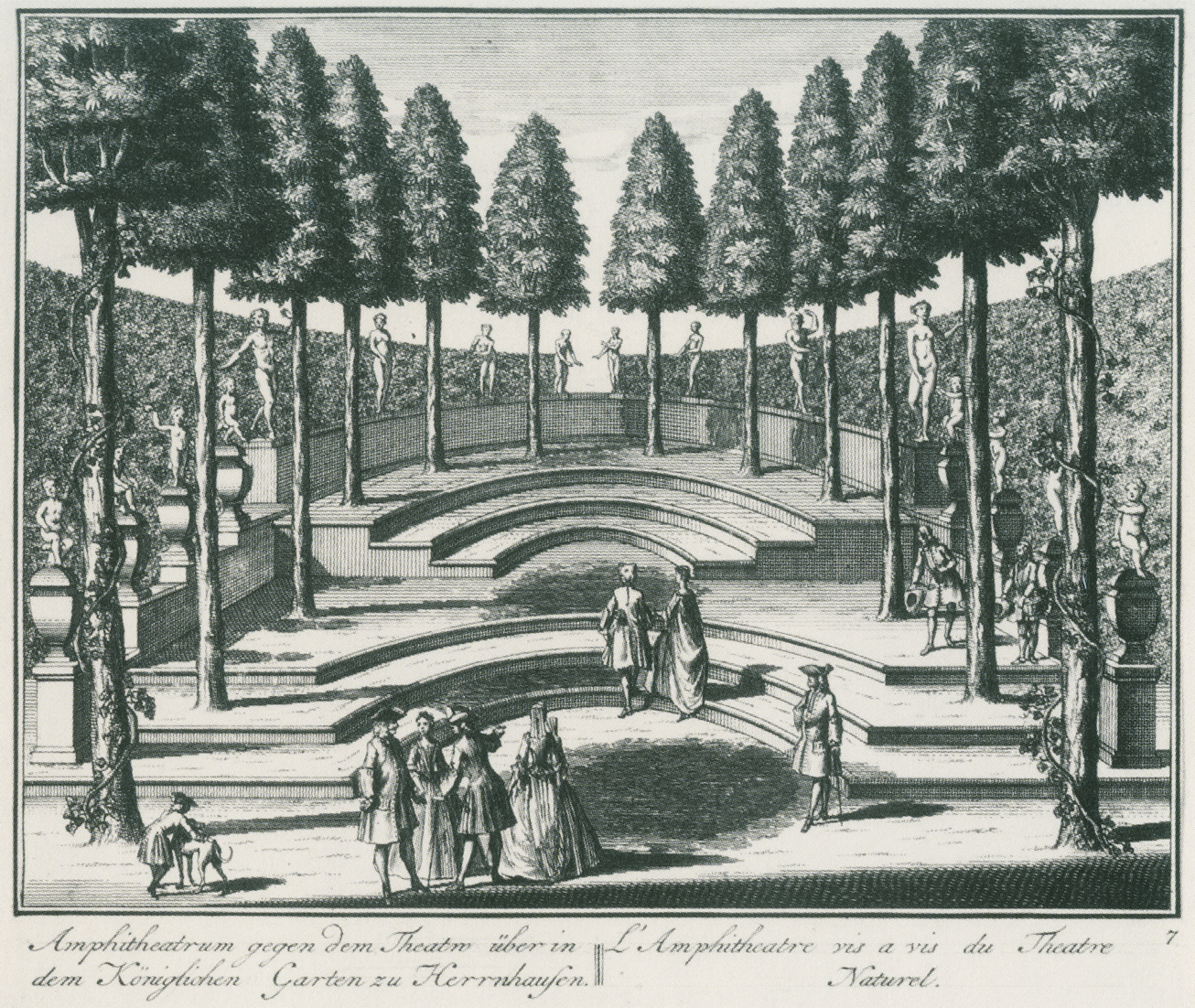
Der Zuschauerraum des Gartentheaters, Kupferstich, um 1725
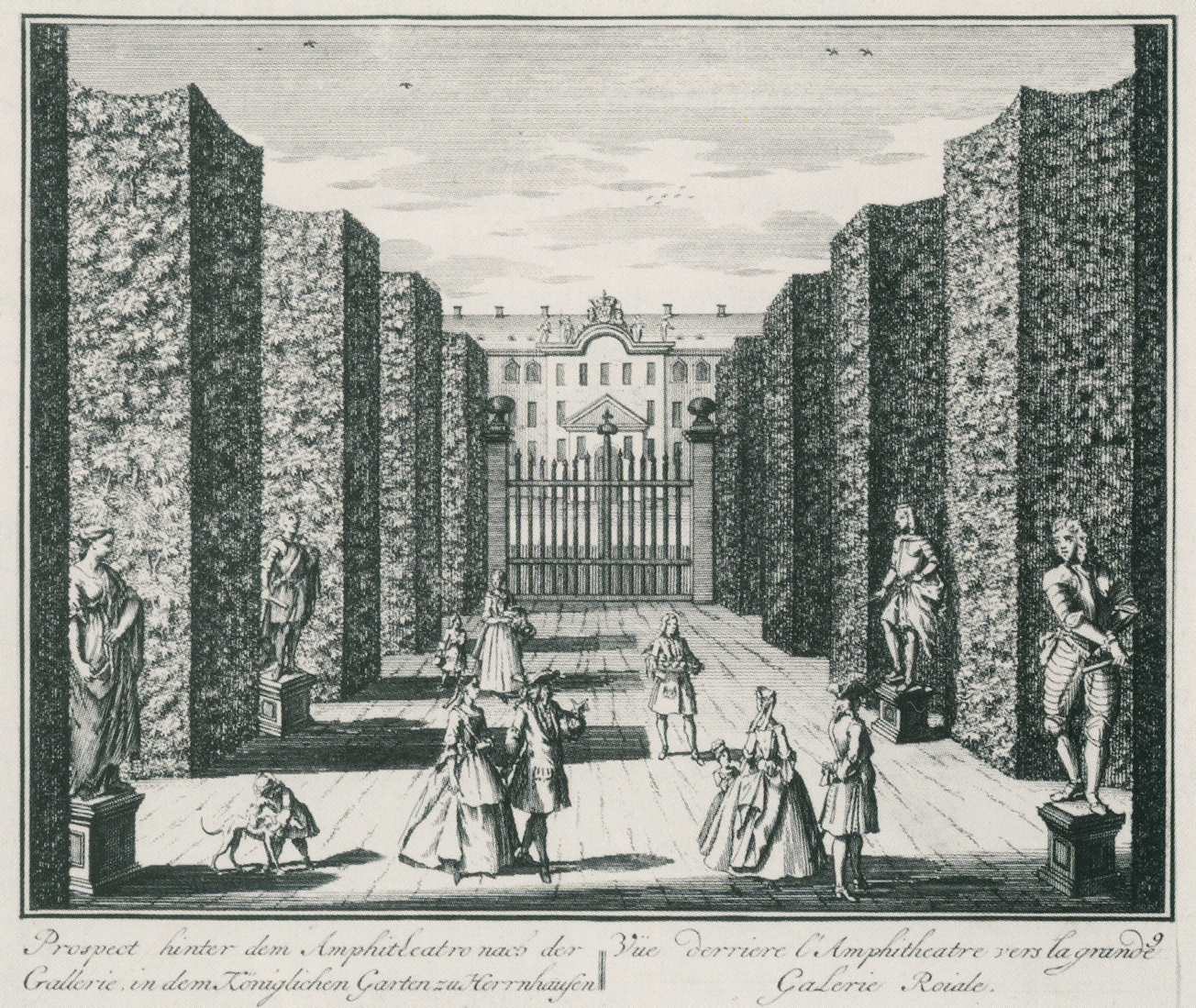
Der Königsbusch, Kupferstich, um 1725

### Irrgarten, Aussichtsterrasse und Probenbühne

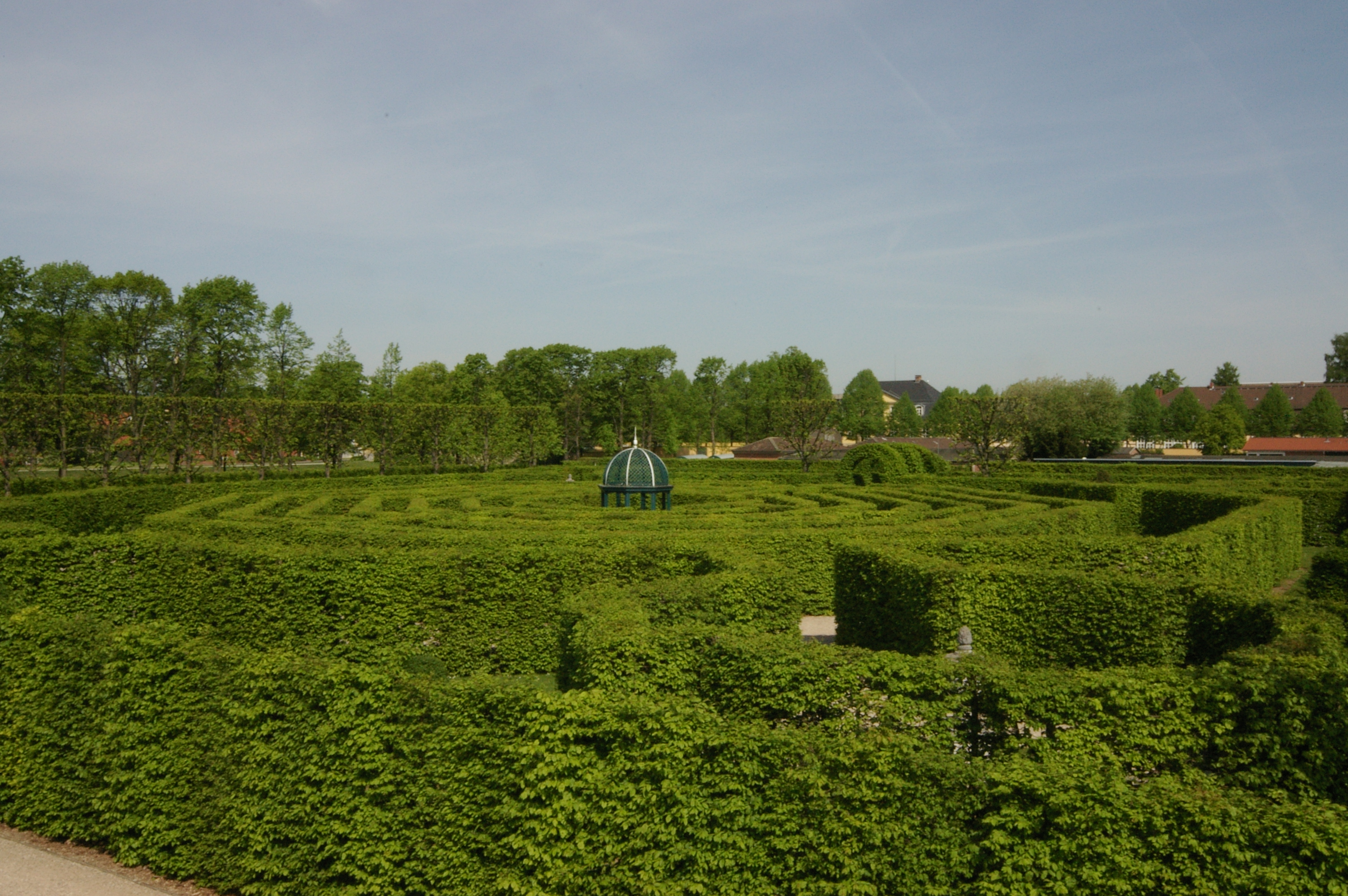
Der Irrgarten

Im 19. Jahrhundert hatte gartenbauliche Nutzung in der nördlichen Gartenhälfte zur Verunstaltung der Boskettzone geführt. Die barocktypische Binnengliederung der einzelnen Quartiere in Gänge, Nischen und Räume durch Hainbuchenhecken und die Auffüllung der nicht begehbaren Bereiche durch dichtes Gehölz war verschwunden. Westlich des Großen Parterres versuchte man 1936–37 den Verlust durch die Schaffung eines gestalterischen Gegenpols zum Gartentheater zu kompensieren.
Als neue Attraktion des Großen Gartens wurde der Irrgarten angelegt. Es handelt sich dabei um eine nachempfundene Anlage nach einem Plan von 1674. Der Irrgarten besitzt einen achteckigen Grundriss und einen Durchmesser von 38 Metern. Der Irrweg ist von Hainbuchenhecken umschlossen, deren Länge 500 Meter beträgt. Ein Pavillon, der ursprünglich mit einer Voliere für exotische Vögel versehen war, bildet den Mittelpunkt. Es ist nicht bekannt, ob sich im 17. Jahrhundert tatsächlich ein Irrgarten im Großen Garten befunden hat. In den seitlichen Heckenkabinetten sind Abgüsse von Vasen aus dem Berliner Monbijou-Garten aufgestellt.
Den Entwurf für die Aussichtsterrasse lieferte Stadtbaurat Karl Elkart. Ihre Plattform wird von einer Doppelreihe in Kastenform geschnittener Linden beschattet. Die Terrasse war Teil einer umfassenderen Planung, die nicht weiter realisiert wurde. Auf der freigebliebenen Fläche des Bosketts entstand 1965 eine Probenbühne für das Gartentheater.

### Schwanenteiche

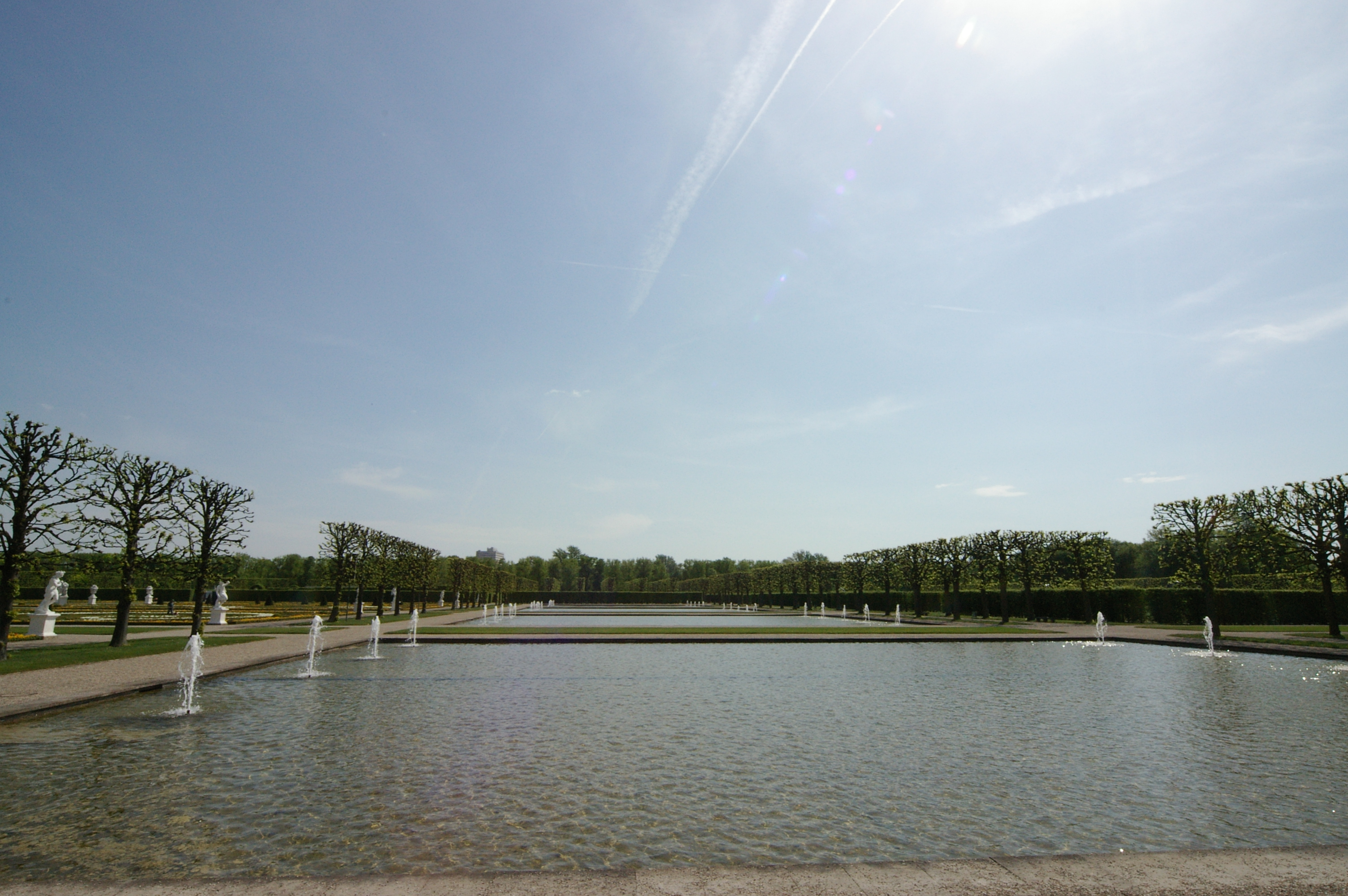
Die Schwanenteiche

Die vier quadratischen Schwanenteiche gehen auf zwei bereits um 1665 angelegte Fischteiche zurück. Im Verlauf der Gartenerweiterung wurden sie nach 1696 geteilt, da hauptsächlich nun die Graft die Funktion der Entwässerung des Terrains und der Wasserspiele übernahm. Durch die Teilung fügten sich die Teiche in die für Renaissancegärten typische quadratische Flächengliederung des alten Lustgartens ein. Die mit Holzhäuschen ausgestatteten und für die Zucht von Enten und Schwänen genutzten Wasserflächen traten aber gegenüber dem Garten kaum in Erscheinung, da sie im 18. Jahrhundert mit Hainbuchenhecken umgeben waren. Während der Umgestaltung 1936–37 wurden die vorher tiefer liegenden Teiche nach einem Entwurf von Wilhelm Siepen durch flache Wasserbecken ersetzt sowie mit kleinen Fontänen und Beleuchtung ausgestattet. Lindenreihen in strengem Kastenschnitt grenzen den Gartenbereich ein. Sie finden sich auch als prägendes gestalterisches Element in den seitlich anschließenden Lindenstücken.

### Sondergärten
Die 1936–37 angelegten Sondergärten ersetzen die nicht wiederhergestellten, auch Lustgebüsche genannten, barocken Boskettquartiere. Stattdessen schuf man auf deren quadratischen Grundriss acht Schaugärten, die Gartengestaltungen des 17. und 18. Jahrhunderts als begehbare Bilder nachempfinden. Dazu wurden typische Gestaltungselemente wie Parterre, Ornament und Wasserspiel abwechselungsreich variiert und mit Kleinarchitekturen sowie Skulpturen angereichert. Die Entwürfe lieferte vorrangig Wilhelm Siepen. Der Inselgarten entstand nach einem Entwurf des Kunstmalers Bernhard Dörries. Die Gärten haben folgende Themen:
| - Niederdeutscher Rosengarten - Rasengarten | - Inselgarten - Renaissancegarten | - Barockgarten - Rokokogarten | - Niederdeutscher Blumengarten - Springwassergarten |

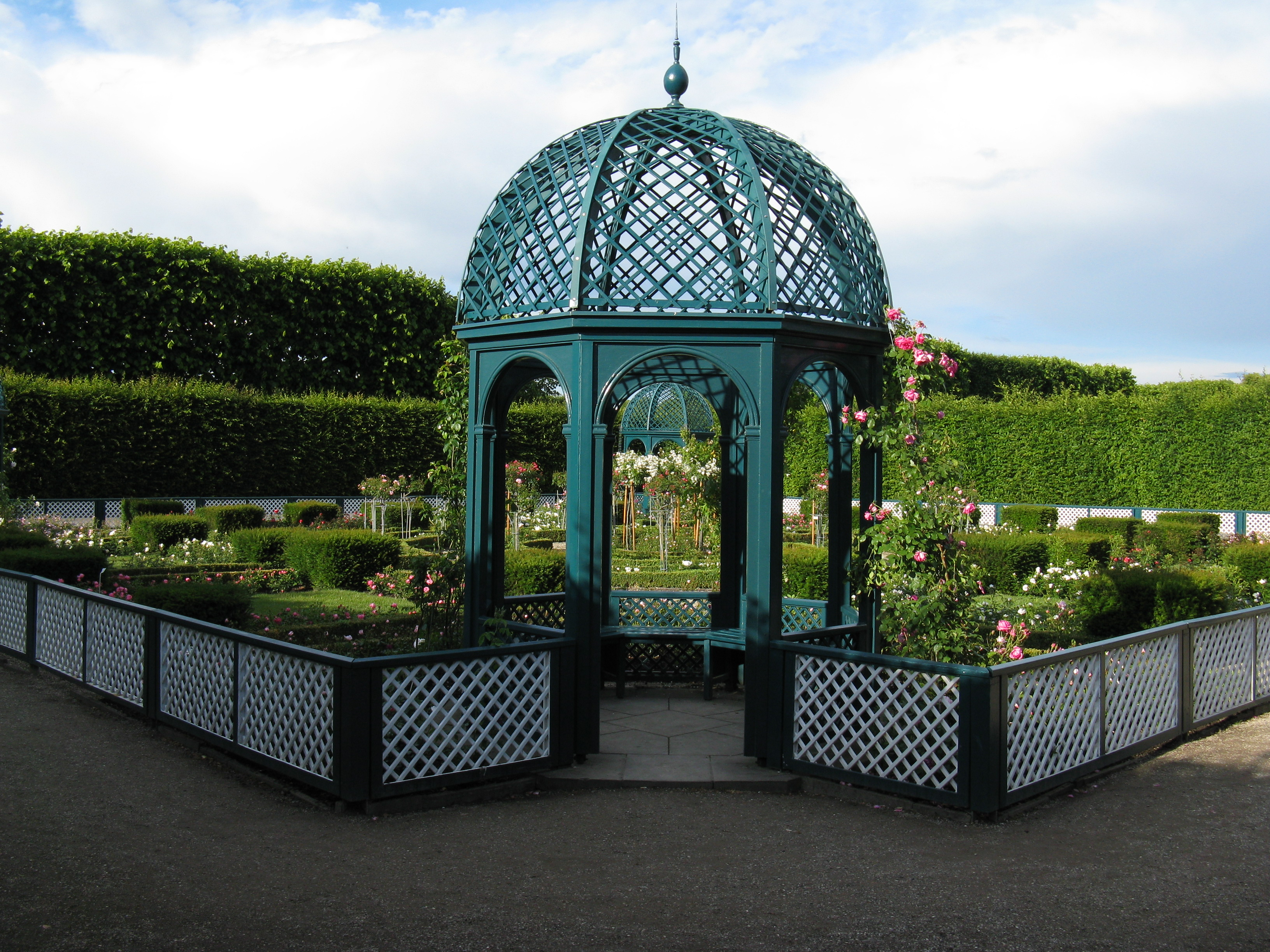
Niederdeutscher Rosengarten
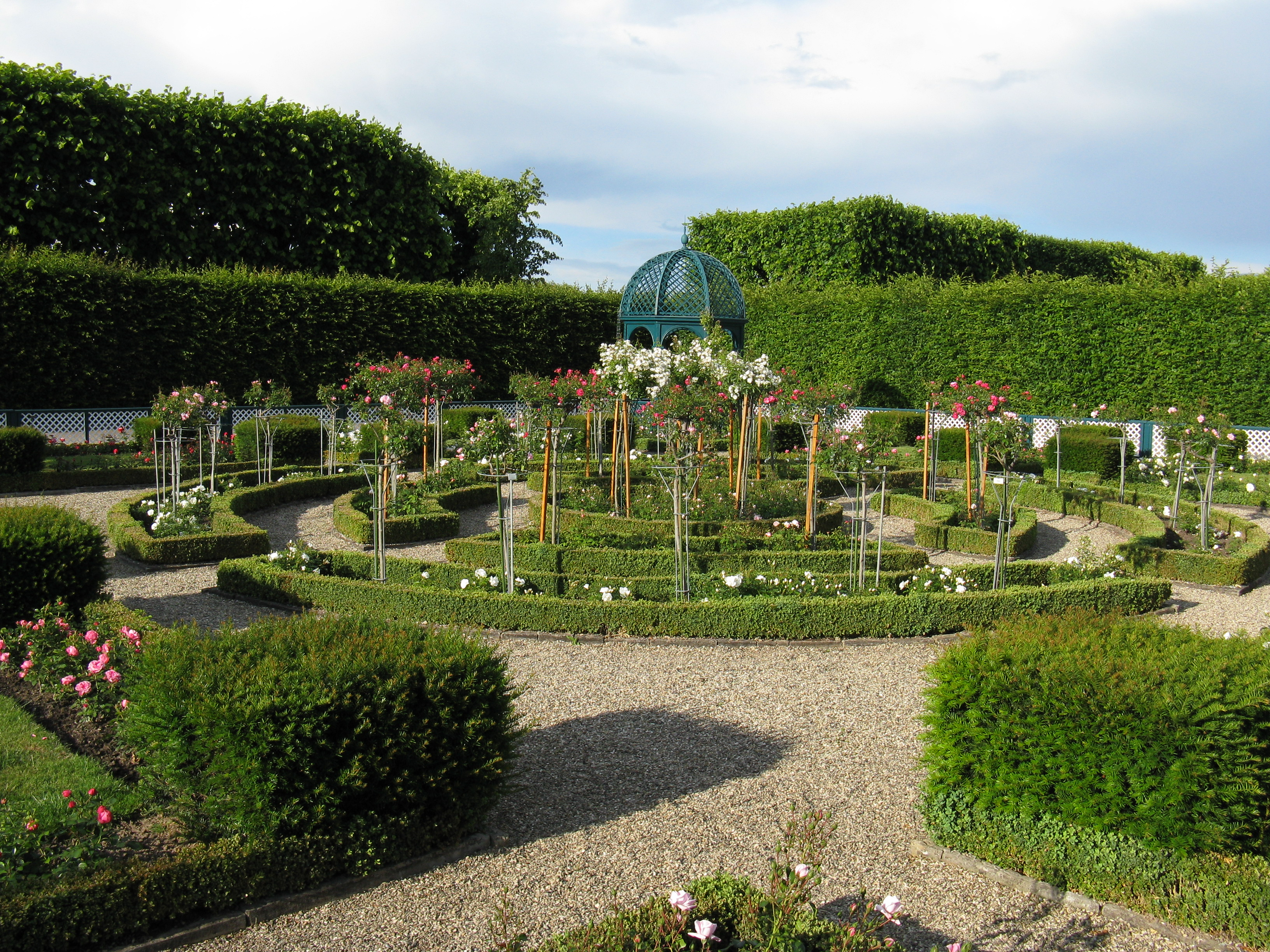
Niederdeutscher Rosengarten
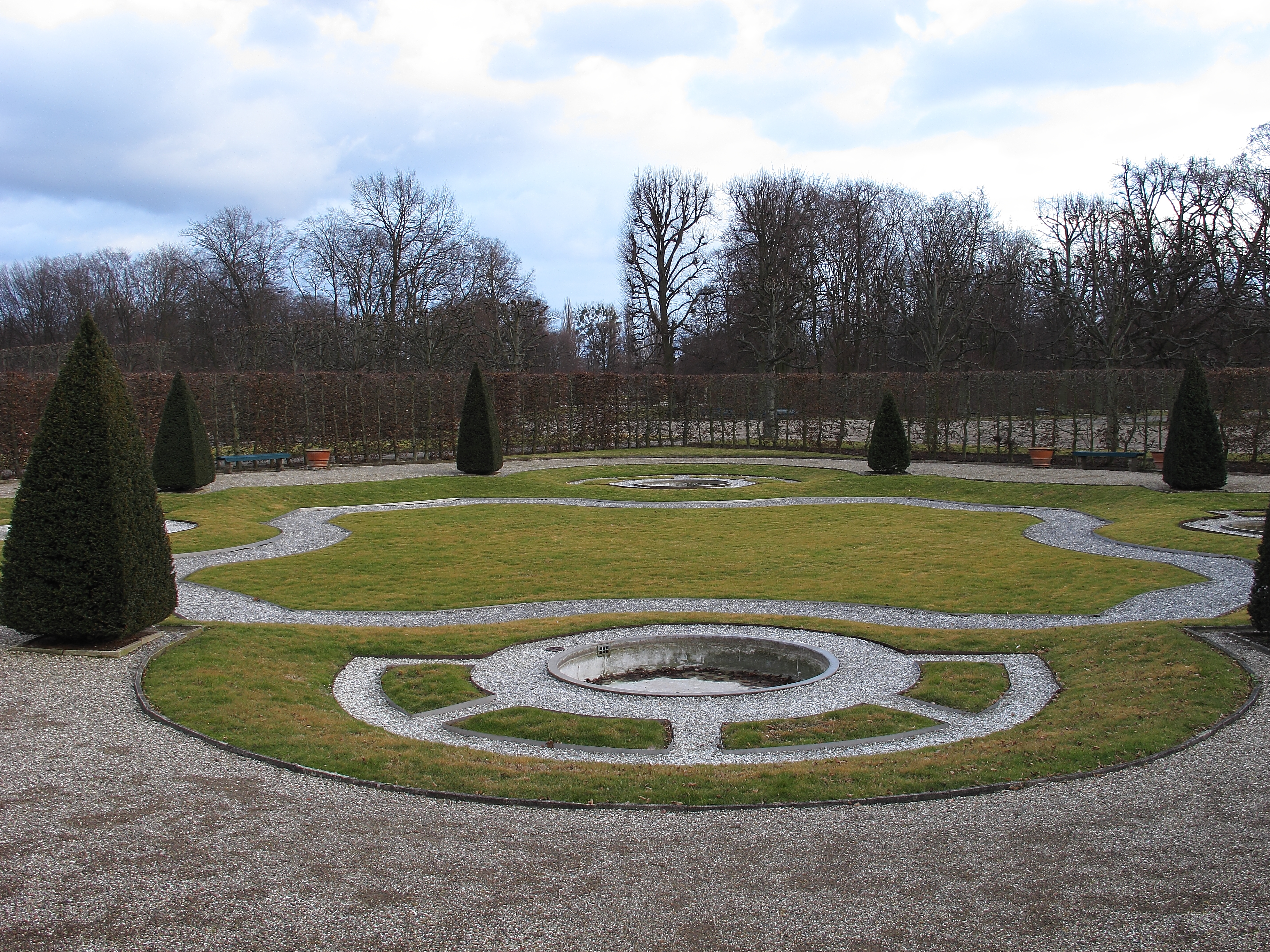
Rasengarten
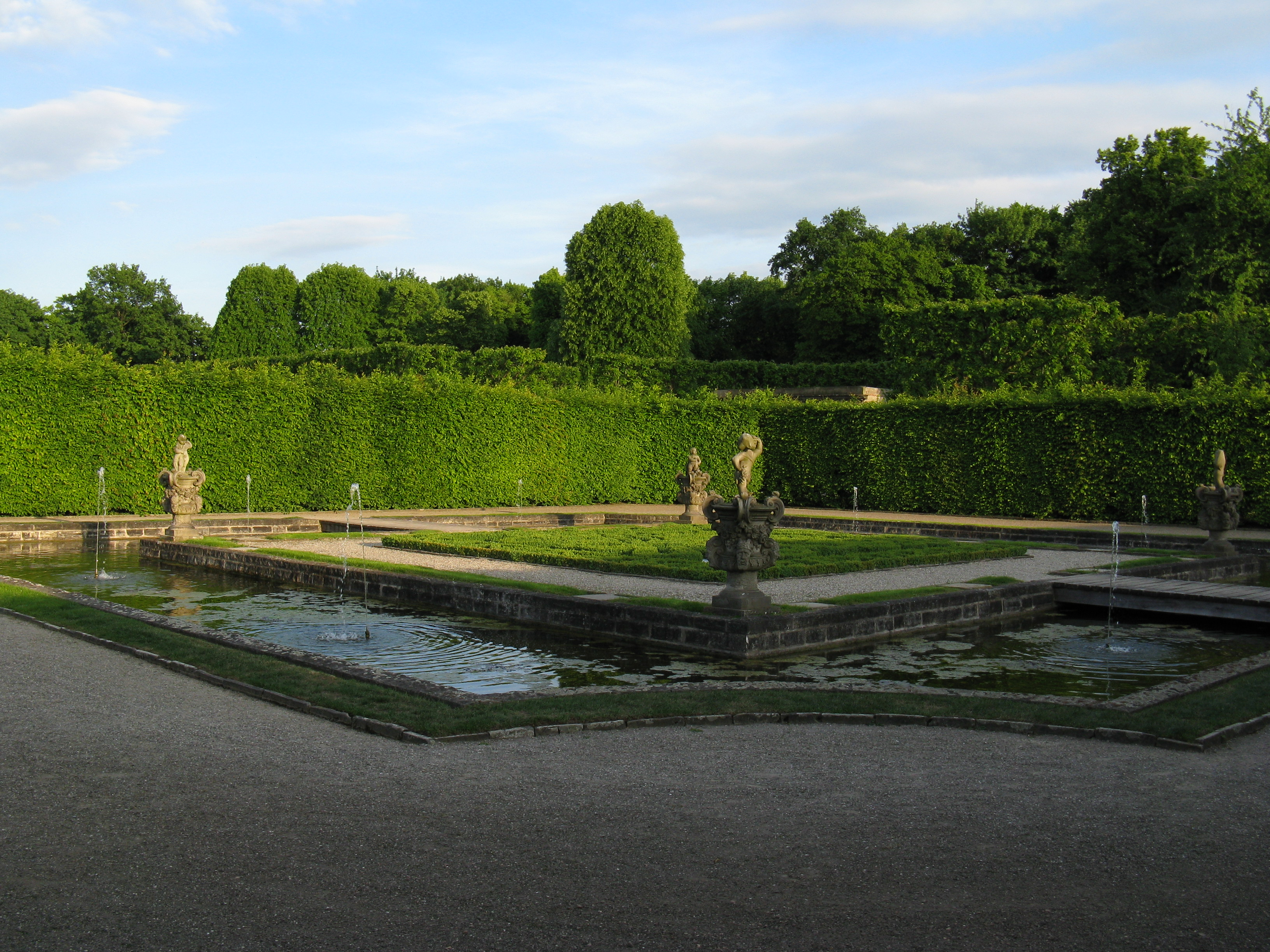
Inselgarten
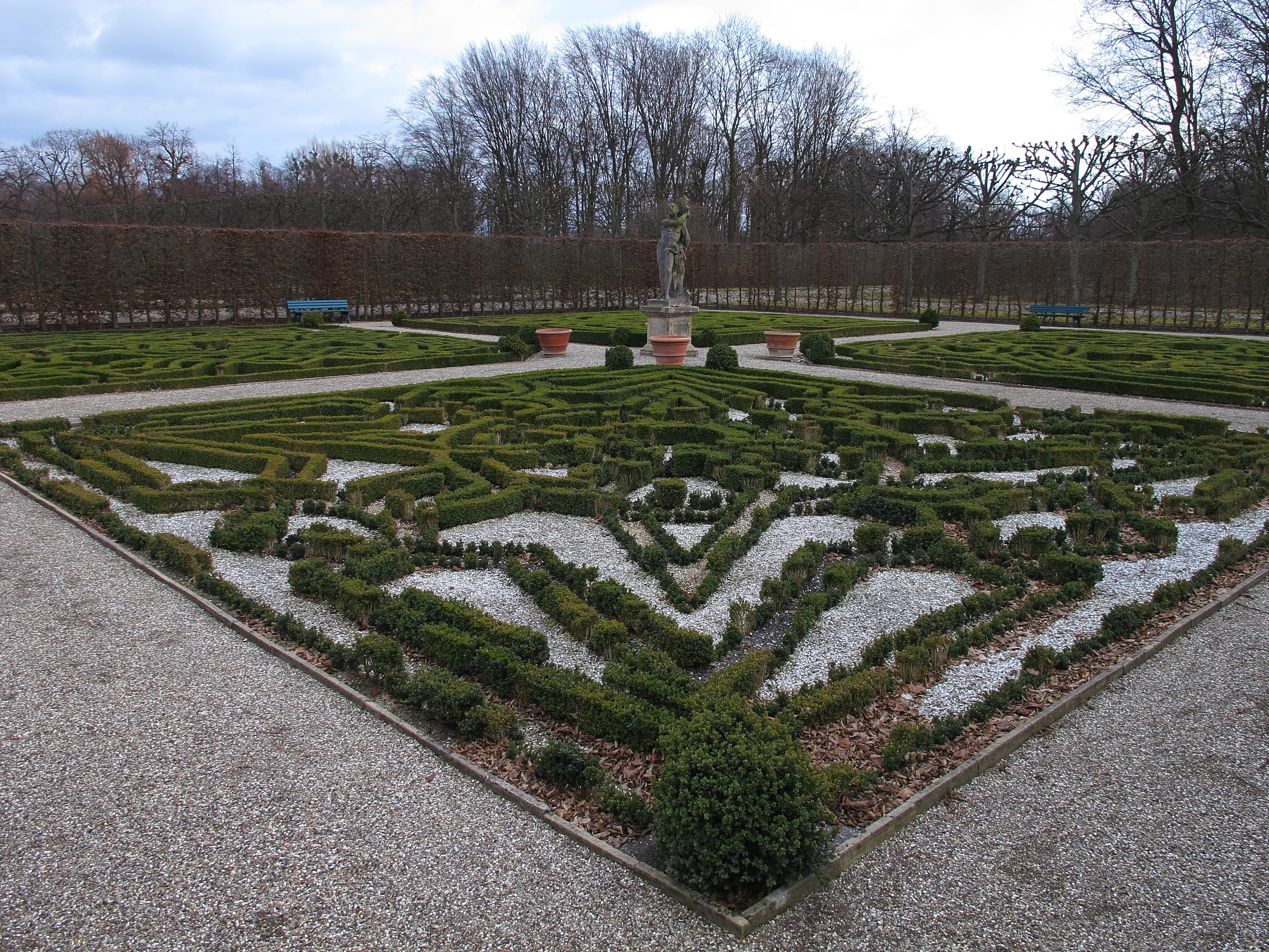
Renaissancegarten
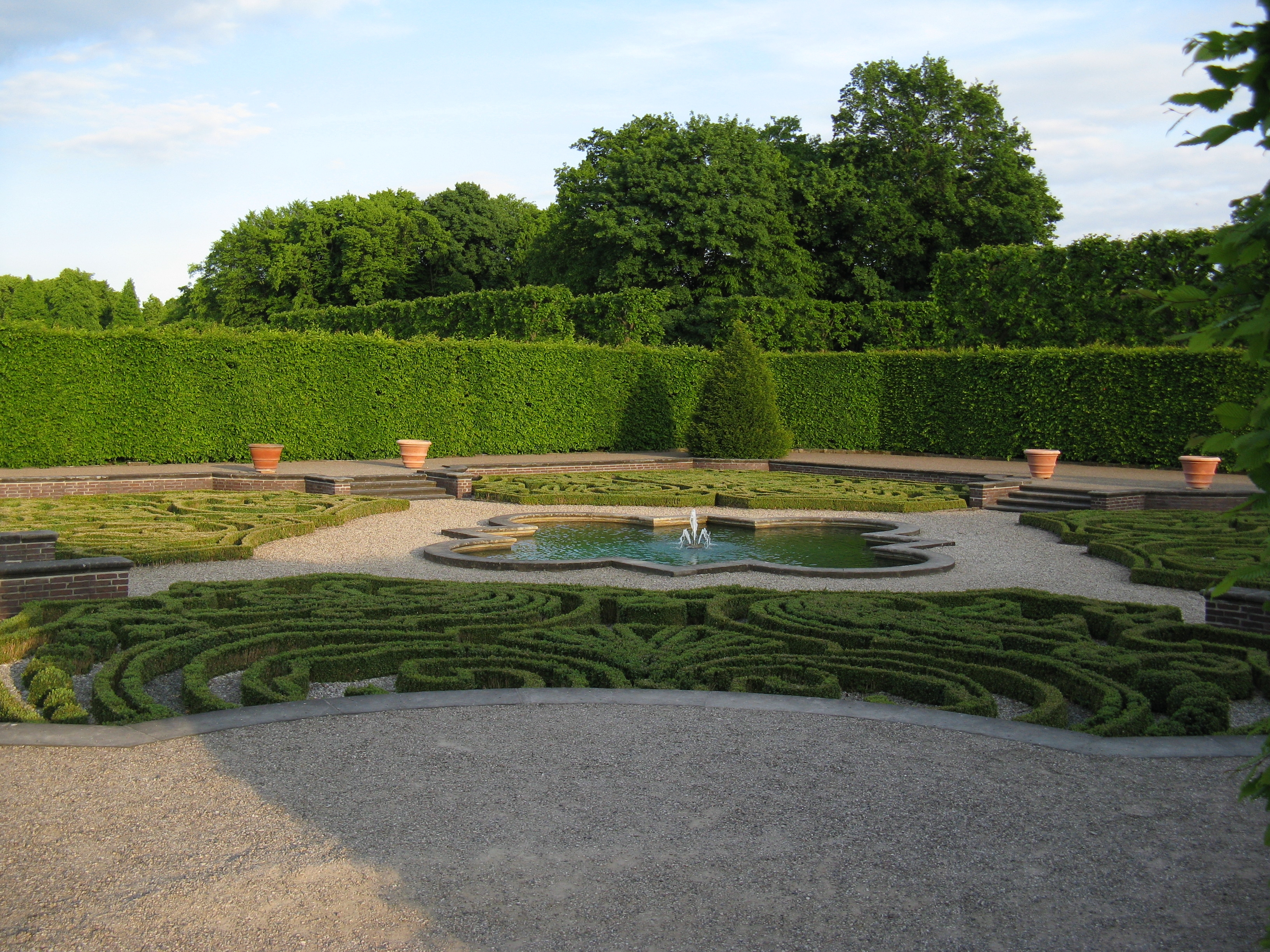
Barockgarten
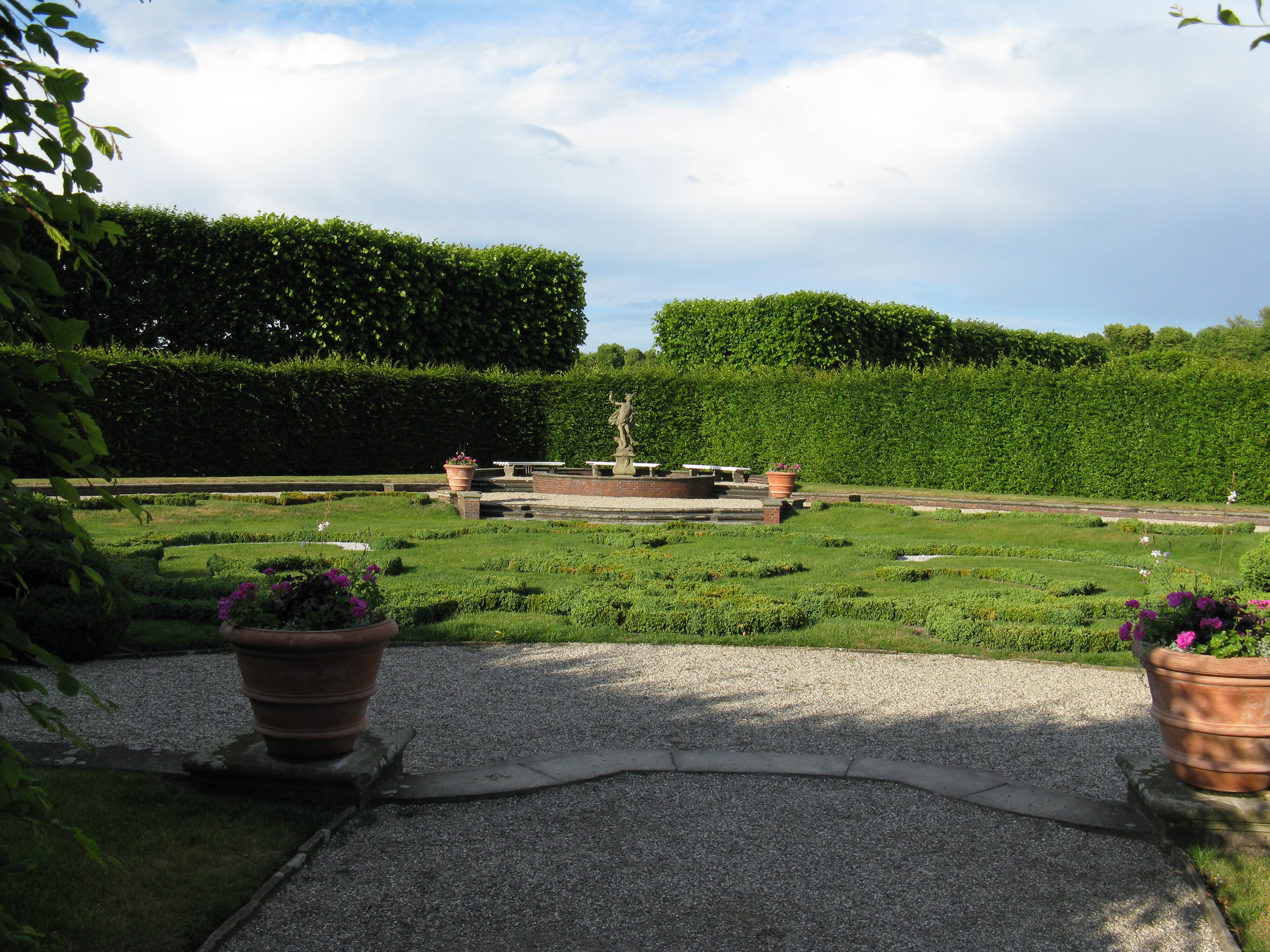
Rokokogarten
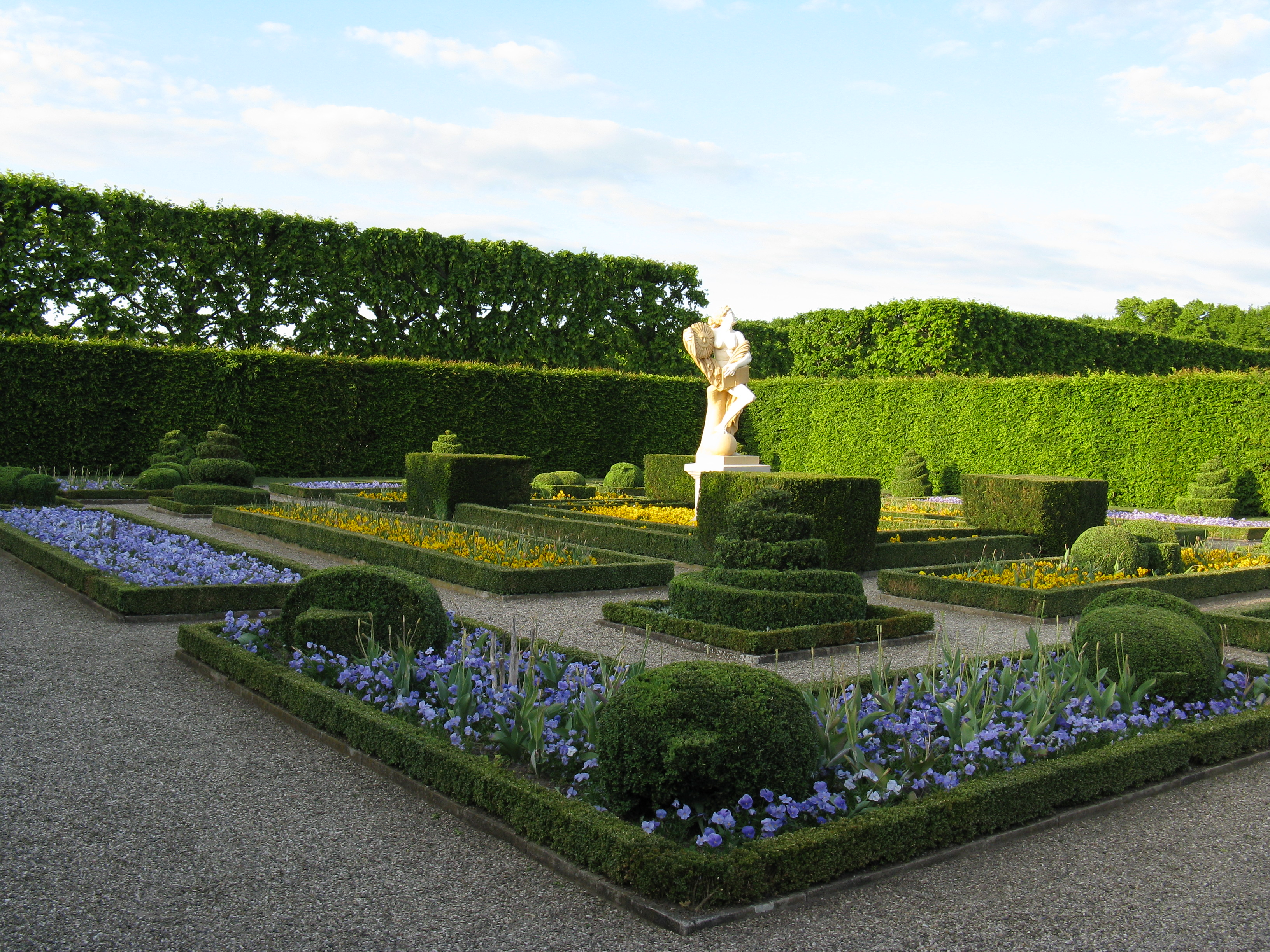
Niederdeutscher Blumengarten
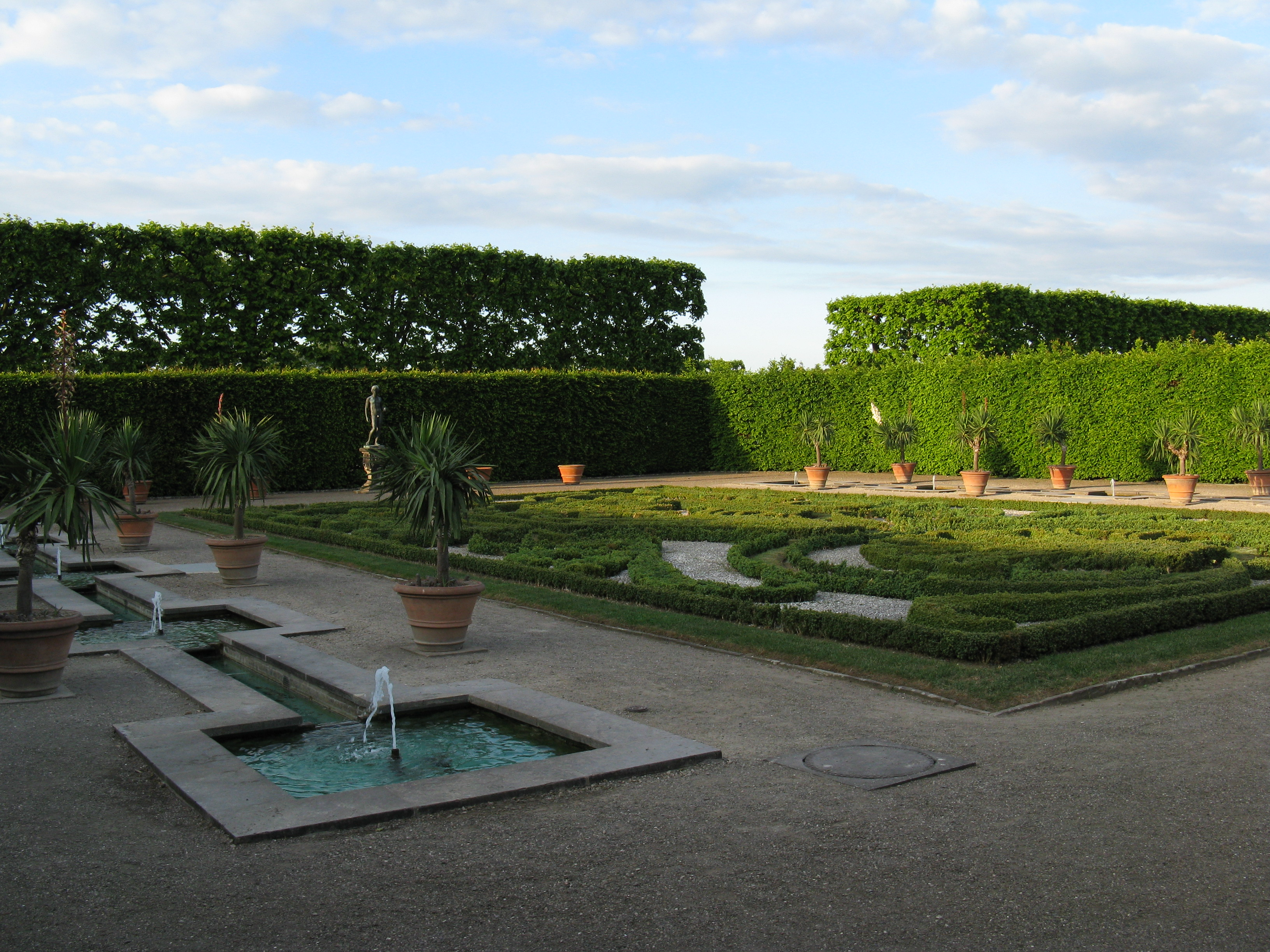
Springwassergarten

In den beiden seitlich an die Sondergärten anschließenden, großen Heckenbosketten wurde die barocke Grundform wiederhergestellt. Die Pavillons in der Mitte und die Wasserbecken in den Heckenkabinetten sind jedoch Anreicherungen aus den 1930er Jahren.

### Südliche Gartenhälfte

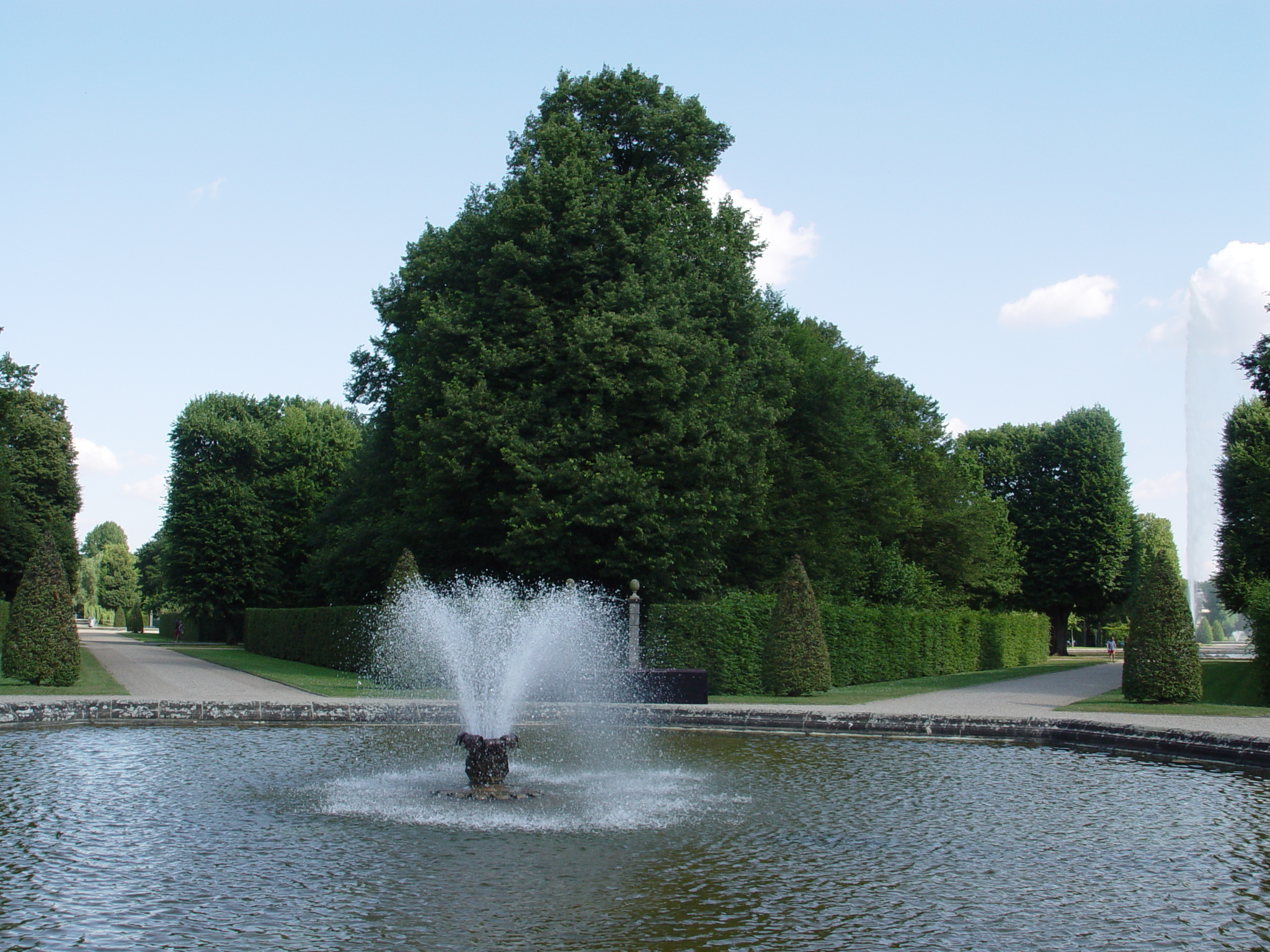
Kleine Fontäne in der südlichen Gartenhälfte

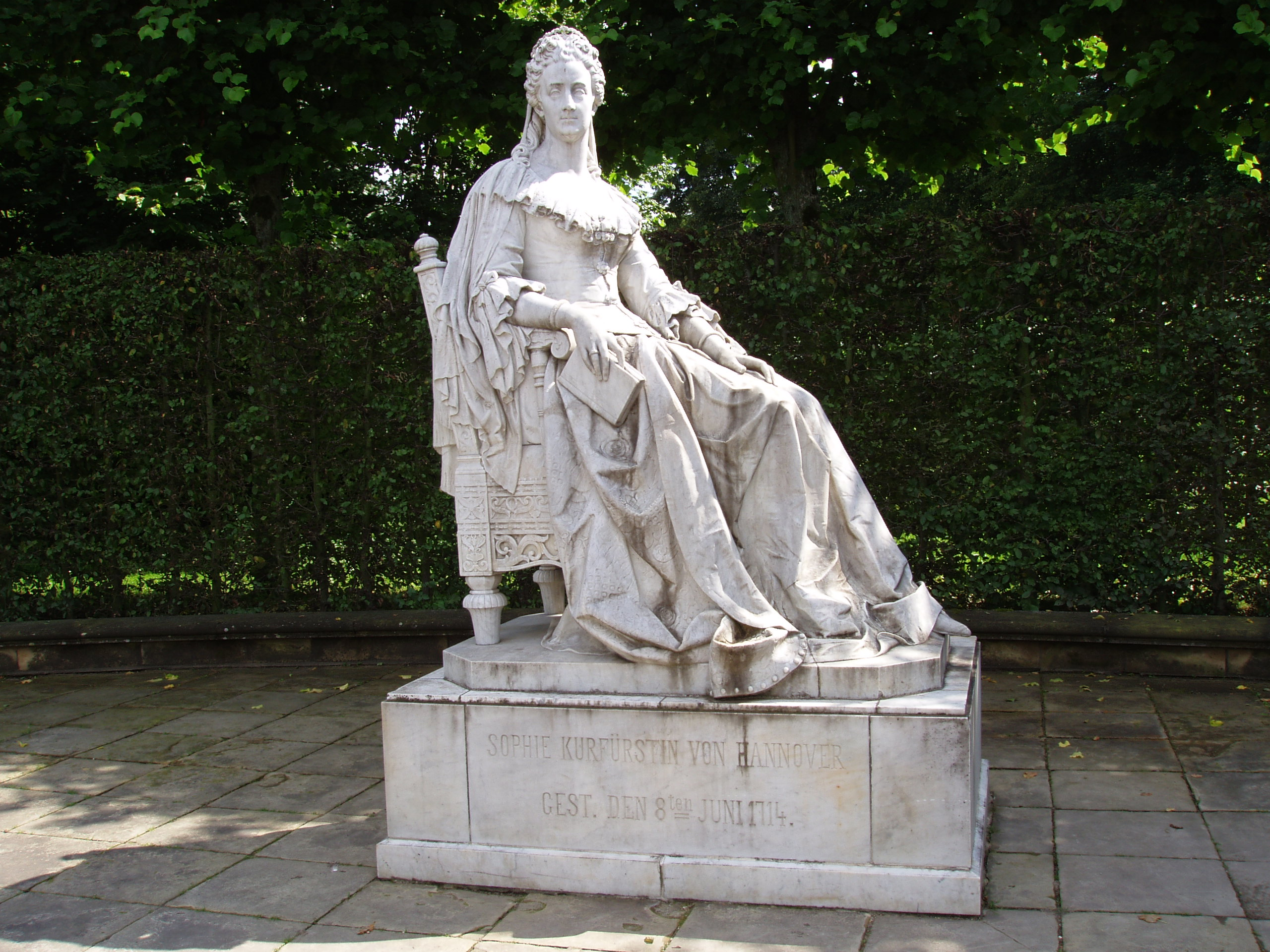
Sophiendenkmal

Die südliche Gartenhälfte (auch „Nouveau Jardin“ genannt) wurde ab 1696 auf geometrischem Grundriss als Boskettgarten angelegt. Prägend für den von den Seitenalleen der Graft umschlossenen Gartenbereich sind die von Hainbuchenhecken eingefassten grünen Räume, die Boskette, die mit Bäumen bepflanzt sind. Das Wegesystem unterteilt die annähernd quadratische Gartenhälfte in insgesamt 32 dreieckige Gehölzkompartimente, die man ursprünglich auch als „Triangeln“ bezeichnete. Dazu unterteilen die Hauptallee und eine ebenso breite Querallee zunächst den Gartenbereich in kleinere Gevierte. Der Schnittpunkt der Alleen in der Mitte des Boskettgartens ist zu einem weiträumigen Sternplatz erweitert, den das Wasserbecken der Großen Fontäne ausfüllt. Von hier aus strahlen Diagonalwege zu den Eckpunkten des Gevierts aus. Diese Figur wiederholt sich in den kleineren Gevierten. Hier verlängern die beiden Längsachsen die Achsen, die in der nördlichen Gartenhälfte das Parterre von der Boskettzone abgrenzen. Achteckige Fontänenbecken schmücken die kleinen Sternplätze. Jeder Boskettraum besitzt ein an den Plätzen gelegenes Portal. Am östlichen und westlichen Ende der Querallee verknüpfen halbrunde Plätze, am südlichen Ende der Hauptallee ein Rondell die Wege mit den Alleen der Graft. Den Übergang der Hauptallee von der nördlichen in die südliche Gartenhälfte markiert ein halbrunder Platz. Zwei flankierende Heckennischen betonen diese Eingangssituation. Ursprünglich standen hier Gartenpavillons. In der östlichen Nische, jener Stelle, an der Kurfürstin Sophie 1714 starb, steht das 1878 von Friederich Wilhelm Engelhard aus Carrara-Marmor gefertigte, überlebensgroße Sophiendenkmal. In der westlichen Nische wurde um 1965 die erhaltene Freitreppe des Schlosses aufgestellt.
Im 18. Jahrhundert waren die meisten der dreieckigen Bosketträume rasterförmig mit Obstbäumen bepflanzt. Die blühenden und fruchtenden Bäume sah der kurfürstliche Hof als Bereicherung des Gartenbilds an. Er entfernte sich damit von der Theorie des französischen Barockgartens, die eine Trennung von Lust- und Nutzgarten vorgab. Bis ins 20. Jahrhundert wurde die südliche Gartenhälfte für den Obstanbau genutzt. Erst 1936, nach der Übernahme des Gartens durch die Stadt Hannover, empfand man diese Nutzung als nicht vereinbar mit dem Ideal des Barockgartens. Hermann Wernicke ließ die Obst- durch Laubgehölze ersetzen. Sie wuchsen zu einer dichten, unstrukturierten Baummasse zusammen, die die Architektonik hervorhebt und die Blicklinien in den Wegen steigert. Dadurch erhielt die südliche Gartenhälfte, entgegen den historischen Bedingungen, den Charakter eines „Parcs“, eines nach französischem Vorbild durch Schneisen und Alleen gegliederten Jagdreviers, das aber keine Hecken besaß. Die Bosketträume um die Große Fontäne erhielten Sitzplätze, wodurch der Aspekt des städtischen grünen Erholungsraum hervorgehoben wurde.

### Große Fontäne

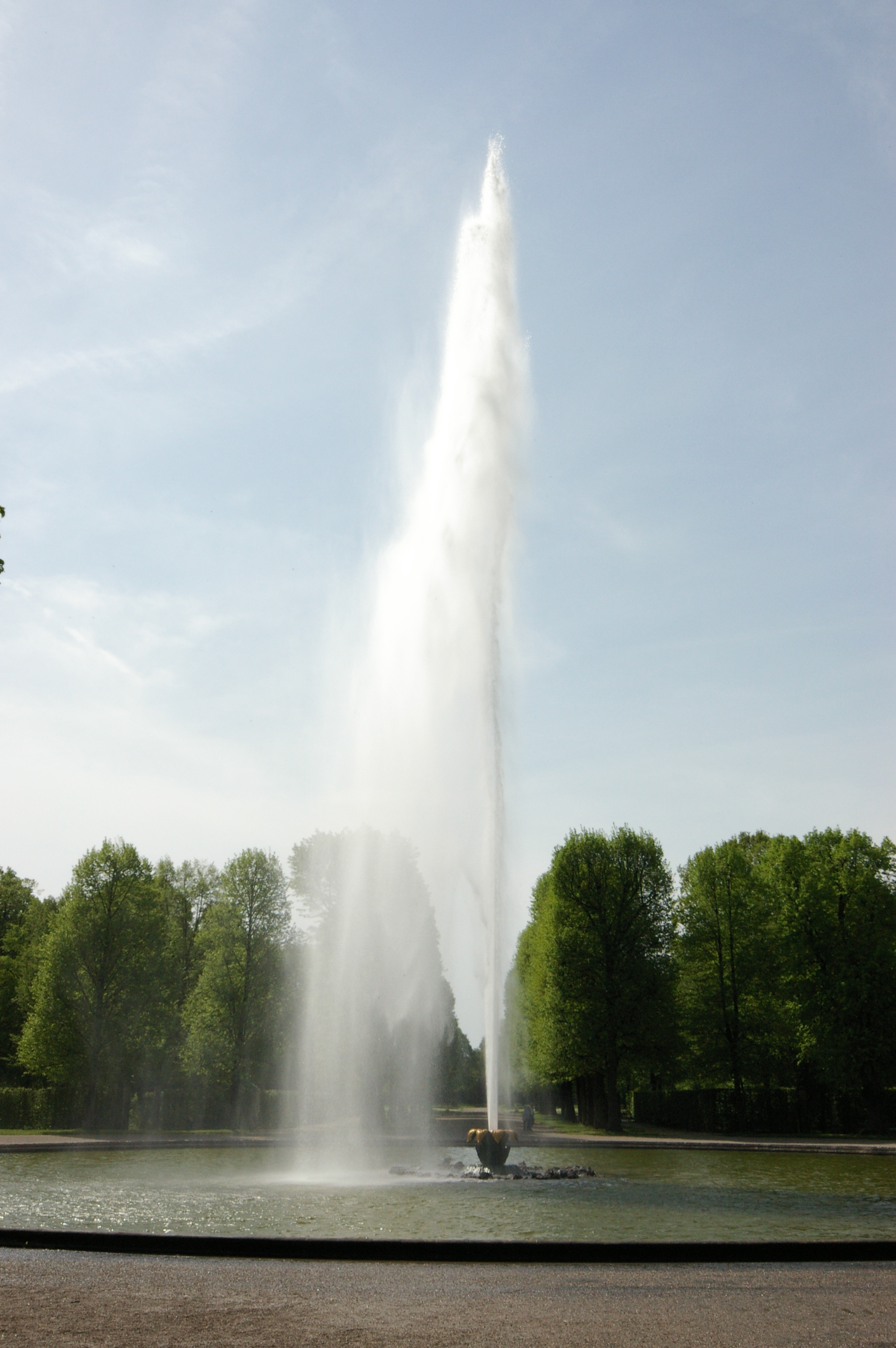
Große Fontäne

Die Große Fontäne im Zentrum der südlichen Gartenhälfte ist seit 1719 in Betrieb. Ihr Wasserstrahl erreicht heute bei Windstille eine Höhe von 81 Meter. Dazu wird das Wasser durch einen 4 Millimeter breiten, kreisförmigen Schlitz gepresst. Es erreicht dabei eine maximale Geschwindigkeit von 140 km/h. Da der Strahl hohl ist, beträgt der stündliche Wasserverbrauch der Fontäne nur um die 500 m³.
Mit der Anlage der Großen Fontäne wurde um 1700 begonnen. Kurfürst Georg Ludwig machte das Vorhaben, einen imposanten Springstrahl zu schaffen, zu seinem Prestigeprojekt, das als sichtbarer Beweis seinen Herrschaftsanspruch im Kreis der übrigen deutschen Landesherren legitimieren sollte. Die Herausforderung in Herrenhausen bestand darin, in der Ebene, ohne ein natürliches Gefälle nutzen zu können, ausreichenden Wasserdruck zu erzeugen, um eine Fontäne zu betreiben, die es auch mit dem 27 Meter hohen Wasserstrahl des Bassin du Dragon im Park von Versailles aufnehmen konnte. Die Wahl der südlichen Gartenhälfte ermöglichte es, die Fontäne als absolutistisches Herrschersymbol zu inszenieren. Ihr Wasserstrahl, der die Schwerkraft und damit die Natur bezwingt, versinnbildlichte Macht. Die Fontäne bildet das Zentrum des geometrisch gestalteten Gartens und dominiert ihn gleich dem Fürsten, der im Mittelpunkt eines geordneten Staatswesens steht und dieses beherrscht. Da der Springstrahl nur zu besonderen Anlässen in Betrieb genommen werden sollte, um dann alle Blicke auf sich zu ziehen, glich er dem Erscheinen des Herrschers im Kreis der Hofgesellschaft.

#### Inbetriebnahme und technische Verbesserung der Großen Fontäne

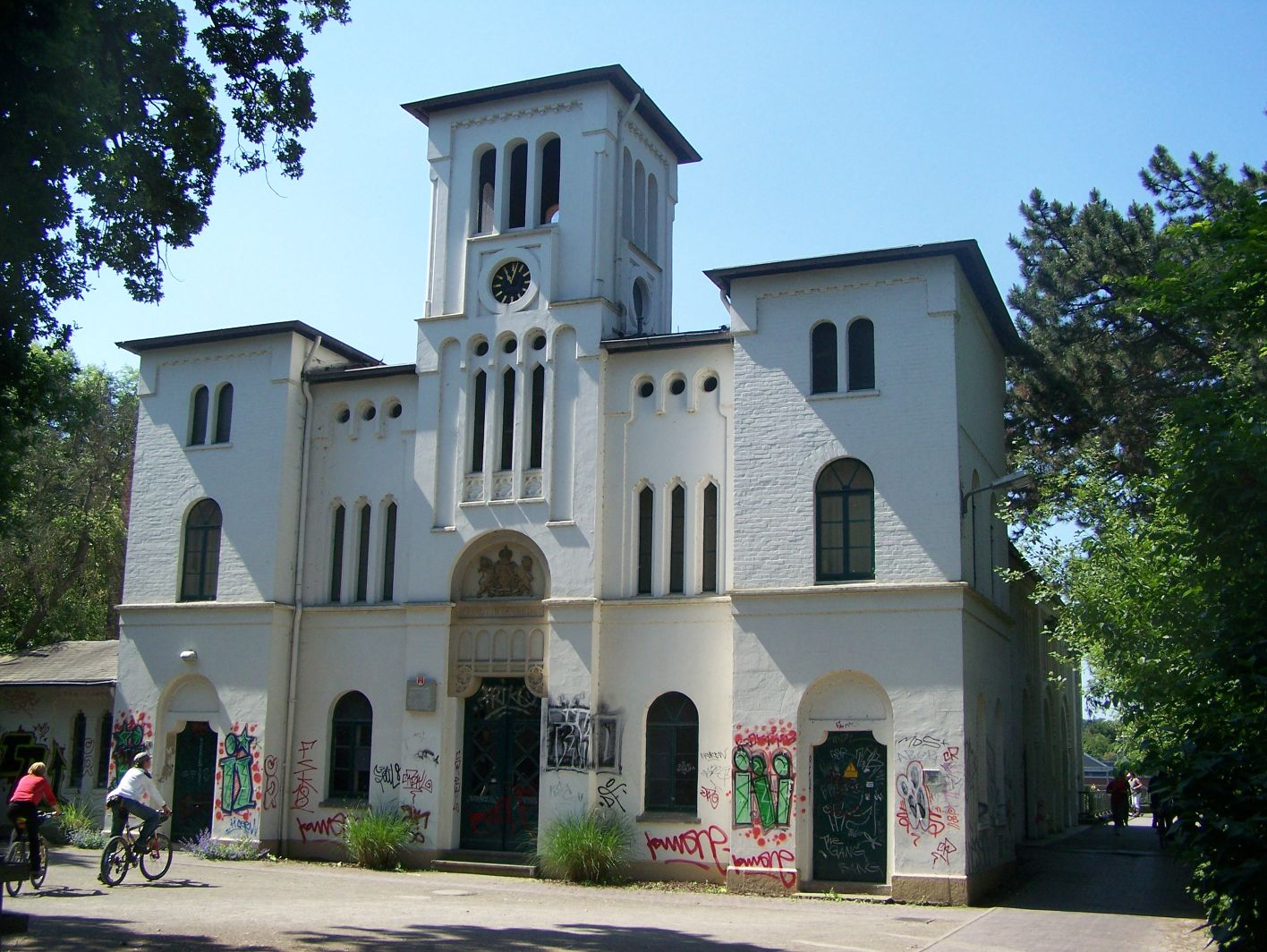
Pumpenhaus der Wasserkunst Herrenhausen von 1862

Als ersten Schritt zum zeitgemäßen Ausbau der Herrenhäuser Wasserspiele legte Pierre La Croix, der 1700 nach dem Tod des Fontänenmeisters Pierre Denis aus Paris nach Hannover geholt wurde, das runde Sandsteinbecken für die Große Fontäne an. Es besitzt einen Durchmesser von über 50 Metern. Die ingenieurtechnische Realisierung des Projekts gestaltete sich hingegen schwieriger als erhofft. Eine 1706 vor den Toren von Hannover am Fluss Leine angelegte und mit Wasserrad betriebene konventionelle Pumpenanlage erwies sich als zu ineffizient, um eine hohe Fontäne zu betreiben.
1718 beauftragte Georg I. den englischen Kleriker und Amateurarchitekten William Benson gegen ein Honorar von 20.000 Reichstalern mit der Anlage einer Wassermaschine mit zugehörigem Stauwehr in der Leine südwestlich des Großen Gartens.
Im März 1718 begannen die drei Jahre dauernden Ausschachtungsarbeiten für den knapp 900 Meter langen, hinter der geplanten Wassermaschine gelegenen Abflusskanal (heute: Ernst-August-Kanal). Vier Monate später starteten die Arbeiten am 52 Meter langen, quer zur Strömung liegenden hölzernen Stauwehr. Das in Fachwerk erbaute Maschinenhaus war Kern der Anlage. Es beherbergte fünf Wasserräder mit einem Durchmesser von 9,4 Metern. Drei der Räder sollten die Pumpen für die Große Fontäne antreiben, zwei waren für den Betrieb der älteren, kleinen Wasserspiele vorgesehen, die weiterhin über die alten Wasserreservoirs versorgt werden sollten. Für die Druckleitung zur Fontäne verwendete man erstmals in Herrenhausen gusseiserne, dem hohen Druck standhaltende Rohre. Am 21. September 1719 fand im Beisein des Königs und des Hofstaats ein Probelauf der drei fertiggestellten Wasserräder statt. Statt der erhofften 20 war der Wasserstrahl der Fontäne jedoch nur enttäuschende 5 Meter hoch.
Um einen Prestigeverlust zu vermeiden, setzte man alles an eine Behebung der Mängel. Im September 1720 erreichte der Strahl der Großen Fontäne bei Windstille sowie unter Einsatz aller Wasserräder und Pumpen die Höhe von 35 Metern: König Georg I. hatte nun den kräftigsten Springstrahl aller europäischen Höfe. Für die Große Fontäne beliefen sich die Ausgaben auf insgesamt 220.000 Reichstaler, eine Summe, die vergleichbar ist mit den 230.000 Talern Baukosten der Dresdner Frauenkirche (1726–1734).
In der zweiten Hälfte des 18. Jahrhunderts konzentrierte sich Pflege und Unterhalt auf die Wassermaschine und die Große Fontäne, die sich als besondere Sehenswürdigkeit etabliert hatte. Die anderen Wasserspiele des Großen Gartens wurden vernachlässigt.
Mitte des 19. Jahrhunderts wurde mit der Leistungssteigerung der Großen Fontäne begonnen, um sie wieder zur weltweit höchsten zu machen. 1856 verkürzte der Hofbauinspektor Richard Auhagen daher die Leitungsführung und ersetzte die Blei- durch Gusseisenrohre. Ohne Veränderungen an der Wassermaschine erreichte der Springstrahl nun eine Höhe von 44 Metern. Um mit Konkurrenz mitzuhalten, beauftragte König Georg V. den Baurat Heinrich Hagen 1861 mit dem Entwurf einer neuen, immer noch wassergetriebenen Pumpmaschine. Die neuen Pumpen stellte die Egestorffsche Maschinenfabrik in Linden her. Das neue, 1862 erbaute Maschinenhaus der Wasserkunst Herrenhausen entwarfen Hofbaurat Georg Heinrich Schuster und Hofbauinspektor Richard Auhagen. Mit der 1863 fertiggestellten Anlage erreichte die Große Fontäne mit der Pumpleistung eines Wasserrads die Höhe von 45 Metern. Unter Betrieb beider Räder förderten die Pumpen 400.000 Liter Wasser pro Stunde, die dazu ausreichten, den Strahl auf 67 Meter hochzutreiben, womit die Große Fontäne zur zweithöchsten Gartenfontäne Europas wurde. Die als Wasserkunst bezeichnete Pumpmaschine ist heute technisches Denkmal und wird funktionsfähig gehalten. Es reguliert den Wasserspiegel der Graft. Seit 1956 versorgt ein elektrisch betriebenes Pumpwerk die Große Fontäne für einen dauerhaften Betrieb mit Grundwasser. Damit erreichte sie ihre heutige Sprunghöhe.

### Die Graft

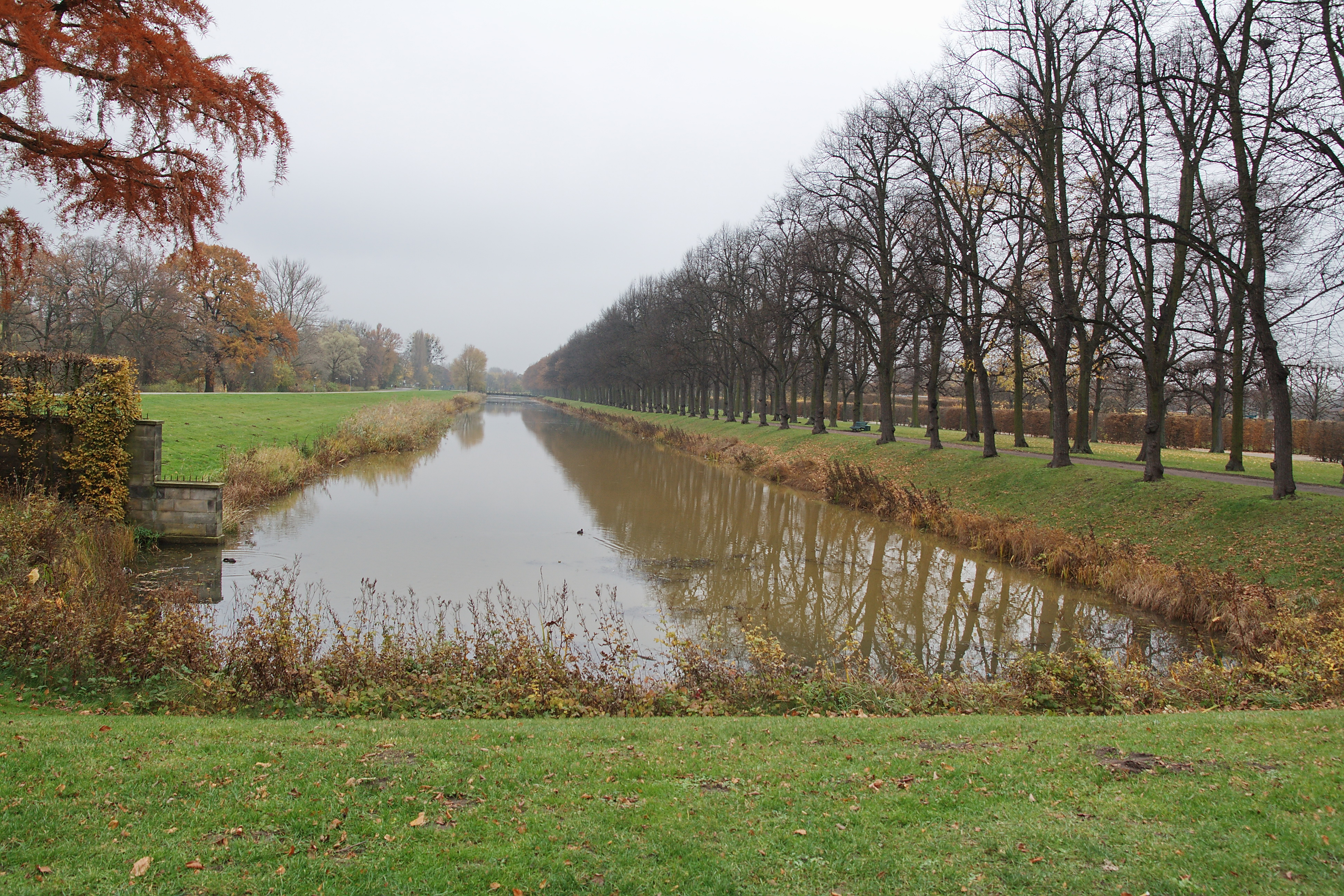
Die Graft, rechts der Große Garten

Die Bezeichnung Graft für den Einfassungsgraben, der den Großen Garten auf drei Seiten umschließt, leitet sich vom niederländischen Wort Gracht ab. Der Name deutet auf ähnliche Lösungen bei niederländischen Barockgärten hin, die Martin Charbonnier während seiner Studienreise in die Niederlande kennengelernt hatte. Im Sommer 1697 begannen die Erdarbeiten an der Graft. Die Aushuberde verwendete man dabei zur Anlage der außen umlaufenden Deiche. Sie sollten den Garten vor den Hochwassern der nahegelegenen Leine schützen. Die um 1700 fertiggestellte Graft erfüllt über den pragmatischen Zweck der Trockenlegung hinaus weitere eingeplante praktische und gleichzeitig ästhetische Funktionen. Sie grenzt in subtilerer Weise als ein Zaun oder eine Mauer den Bereich des Gartenkunstwerks von der Umgebung, die im 18. Jahrhundert noch aus offener Landschaft mit Auen, Wiesen sowie Äckern bestand und in deren Ferne die Stadt Hannover erkennbar war, ab. Das ruhige Wasser der Graft bildet zugleich eine Spiegelfläche für die Baumreihen der Randalleen und die Eckpavillons. Die dreireihigen Lindenalleen auf der Gartenseite bieten eine zirka zwei Kilometer lange Promenade mit Ausblicken in die Umgebung, die so optisch in den Garten einbezogen wird. Graft und Alleen verknüpfen die früher angelegte Nord- mit der später angelegten Südhälfte des Großen Gartens.
Im frühen 18. Jahrhundert bot die Graft als besonderes höfisches Vergnügen die Möglichkeit von Gondelfahrten. Am Nordwestende entstanden hierfür 1702 eine Anlegestelle und ein Bootshaus zum Unterstellen der Gondeln. Zuständig für deren Betrieb und Erhalt war ein eigens aus Venedig engagierter Gondeliere. 1747 wurde das baufällig gewordene Gondelhaus abgerissen.
Die 1839–1840 über die Graft angelegte Friederikenbrücke schafft einen direkten Zugang zum Georgengarten.

### Eckpavillons

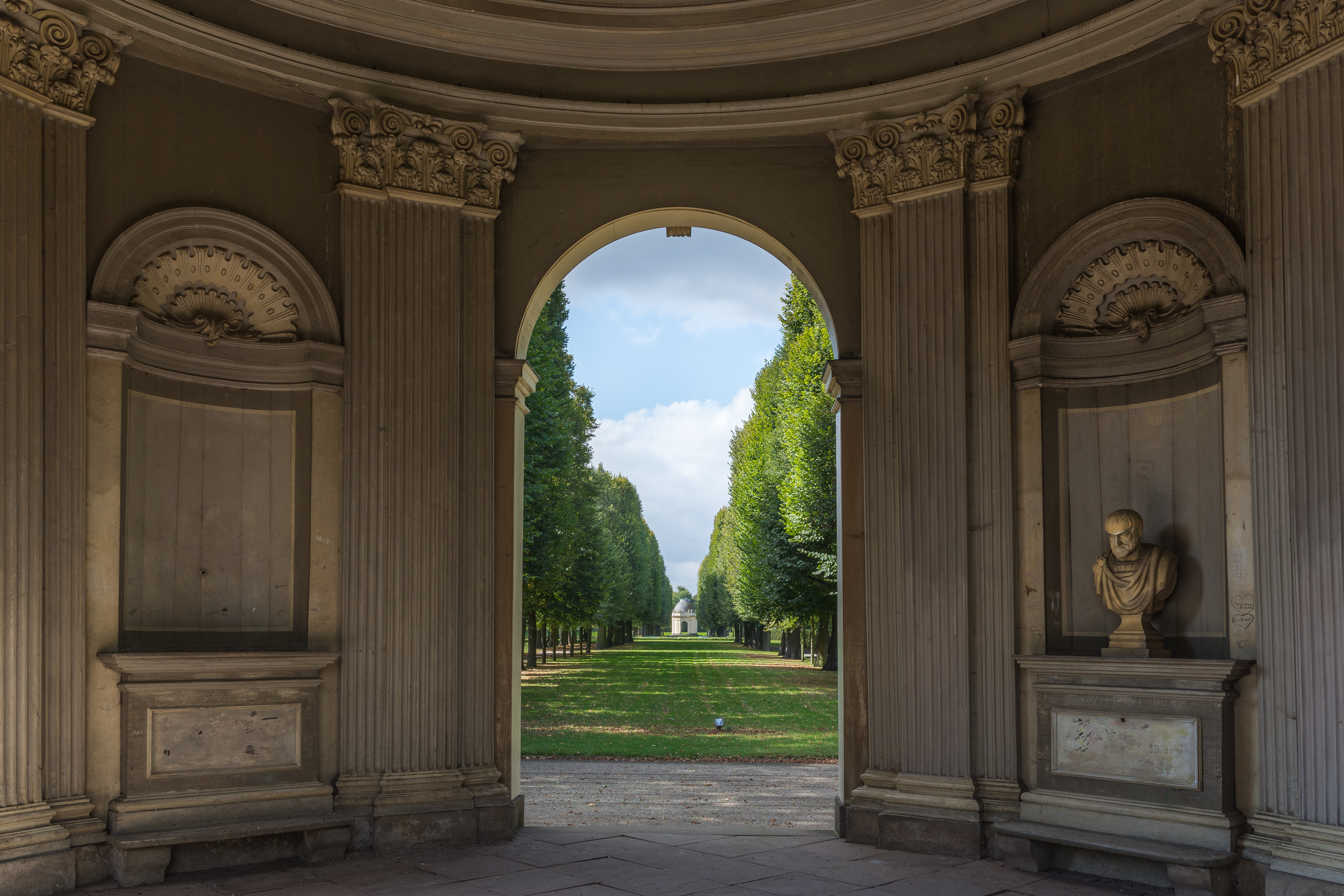
Blick aus dem Süd-Ost-Eckpavillon auf den westlicher gelegenen Pavillon

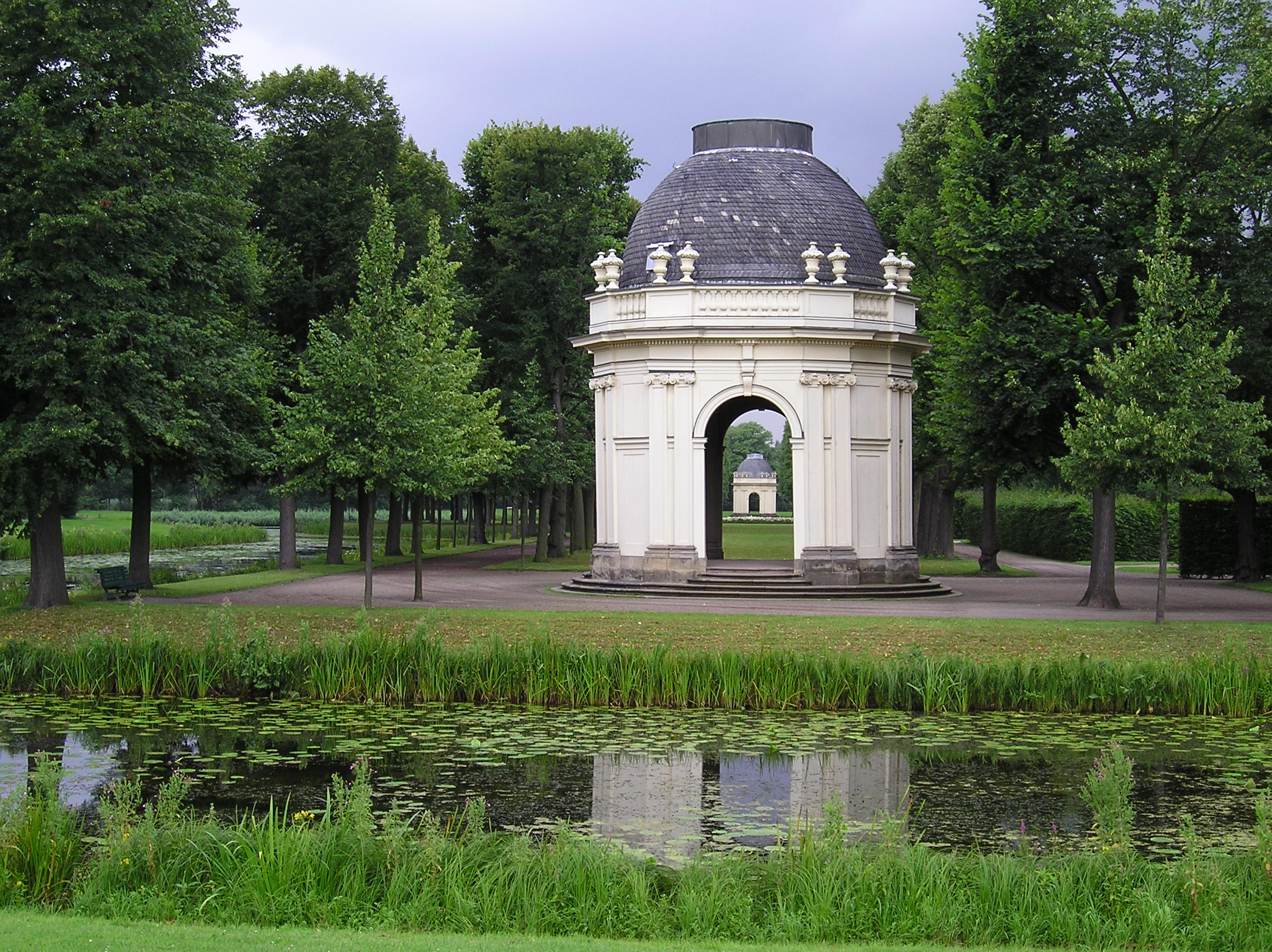
Eckpavillon an der Graft von Louis Remy de la Fosse

Die beiden Pavillons wurden von 1707 bis 1708 nach einem Entwurf des Hofarchitekten Louis Remy de la Fosse in den Südecken des Gartens errichtet. Über einem getreppten Sandsteinsockel erheben sich überkuppelte, reich dekorierte Rundpavillons. Sie sollten vor allem als Point de vue der Lindenalleen dienen und die Ausdehnung des Gartens markieren. Beide Pavillons wurden in Holz errichtet. 1752 brannte der westliche ab und wurde als Massivbau durch Johann Paul Heumann wiederaufgebaut. Gegenüber seinem östlichen Pendant zeigt der Pavillon seitdem einen leicht variierten Bauschmuck, den der Hofbildhauer Johann Friedrich Ziesenis anfertigte. 1757 schuf Ziesenis acht Bildnis-Büsten griechischer und römischer Denker. Sie waren für die Wandnischen im Inneren der Pavillons bestimmt. Die sichergestellten Originale sind heute durch Kopien ersetzt.

## Veranstaltungen

### Internationaler Feuerwerkswettbewerb

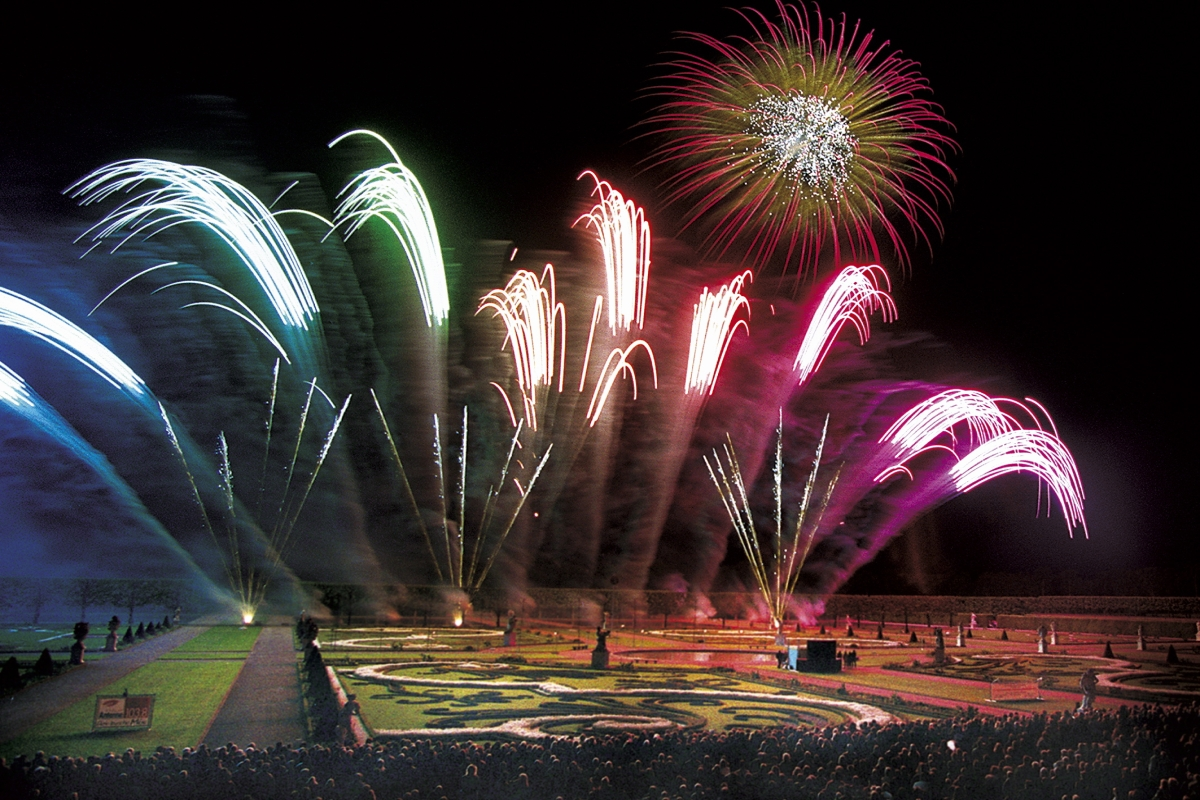
Internationaler Feuerwerkswettbewerb

Jährlich findet im Großen Garten der Internationale Feuerwerkswettbewerb statt. An fünf Terminen zwischen Mai und September treten Pyrotechniker aus aller Welt gegeneinander an. Seit 2007 hat jede teilnehmende Nation zunächst ein Pflichtprogramm zu festgelegter musikalischer Begleitung zu absolvieren. Anschließend können sich die Nationen in einer individuellen Kür präsentieren. Den Feuerwerken voraus geht ein vielfältiges Rahmenprogramm, das eine Mischung aus Kleinkunst, Musik und Gartentheater bietet.

### Kleines Fest im Großen Garten
Das Kleine Fest im Großen Garten hat sich als internationales Kleinkunstfestival in Deutschland etabliert. Das Festival findet jährlich im Sommer an verschiedenen Tagen statt und bietet auf vielen festen sowie mobilen Bühnen ein breitgefächertes künstlerisches Angebot. Mittlerweile ist das Kleine Fest Teil einer Reihe von Kleinkunstfestivals; es gibt ähnliche Veranstaltungen in Bad Pyrmont, Ludwigslust, Clemenswerth und Evenburg.

### Gartentheater
In den Sommermonaten nutzt das Theater für Niedersachsen das Gartentheater des Großen Gartens für Musical- und Theateraufführungen.

### KunstFestSpiele Herrenhausen
Seit 2010 veranstalten die KunstFestSpiele Herrenhausen jährlich im Großen Garten, Ehrenhof, Orangerie und Galerie ein genreübergreifendes Festival mit Konzerten, Theater, Tanz und Performances sowie Installationen. Die künstlerischen Formate werden überwiegend speziell für die Spielorte der Herrenhäuser Gärten entwickelt. Von 2010 bis 2015 war Elisabeth Schweeger Intendantin der Kunstfestspiele Herrenhausen. Seit 2016 ist der in Hannover geborene Dirigent Ingo Metzmacher Intendant.

### Allgemein
alphabetisch nach Autoren geordnet 
- Udo von Alvensleben: Herrenhausen, Die Sommerresidenz der Welfen, Deutscher Kunstverlag, Berlin 1929 (Dissertation bei Erwin Panofsky 1927)
- Nik Barlo Jr., Hanae Komachi, Henning Queren: Herrenhäuser Gärten. Hinstorff Verlag, Rostock 2006 (Bildband). ISBN 3-356-01153-7
- Hauptstadt Hannover (Hrsg.): Die Herrenhäuser Gärten zu Hannover. Zur Feier ihrer Erneuerung am 13. Juni 1937. Jänecke, Hannover 1937.
- Helmut Knocke, Hugo Thielen: Großer Garten. In: Hannover Kunst- und Kultur-Lexikon. S. 138–144.
- Kube: Die historischen Gärten in Hannover-Herrenhausen. In: Die Gartenkunst 49 (1936), S. 183.
- Friedrich Lindau: Hannover – der höfische Bereich Herrenhausen. Vom Umgang der Stadt mit den Baudenkmalen ihrer feudalen Epoche. Deutscher Kunstverlag, München 2003. ISBN 3-422-06424-9
- Axel-Dieter Mayen: Der Große Garten in Herrenhausen. In 6 mehrfarb. u. 16 einfarb. Aufnahmen. Osterwald, Hannover 1937.
- Cord Meckseper: Neuere Architektur zwischen Universitätscampus und Großem Garten. In: Marieanne von König (Hrsg.): Herrenhausen: Die Königlichen Gärten in Hannover. Göttingen 2006. ISBN 978-3-8353-0053-8, S. 109–111.
- Karl Heinrich Meyer: Königliche Gärten. Dreihundert Jahre Herrenhausen. Fackelträger-Verlag, Hannover 1966.
- Kurt Morawietz (Hrsg.): Die königlichen Gärten. Ruhm und Glanz einer Residenz. Steinbock-Verlag, Hannover 1963.
- Heike Palm: Die Erneuerung des Großen Gartens 1936/37. In: Ronald Clark: … prächtiger und reizvoller denn jemals…, 70 Jahre Erneuerung des Großen Gartens (Ausstellungskatalog). 1. April–13. Mai 2007, Hannover o. J., S. 6–49.
- Heike Palm: Die Geschichte des Großen Gartens. In: Marieanne von König (Hrsg.): Herrenhausen: Die Königlichen Gärten in Hannover. Göttingen 2006. ISBN 978-3-8353-0053-8, S. 17–42.
- Heike Palm: … prächtiger und reizvoller denn jemals. Die Erneuerung des Großen Gartens 1936/37 In: Ronald Clark: … prächtiger und reizvoller denn jemals…, 70 Jahre Erneuerung des Großen Gartens (Ausstellungskatalog). 1. April–13. Mai 2007, Hannover o. J., S. 147–150.
- Hubert K. Rettich: Der Große Garten zu Hannover-Herrenhausen. Die Sommerresidenz der Welfen im Wandel ihrer Nutzungen In: Die Gartenkunst 4 (2/1992), S. 243–256.
- Hubert Rettich, Michael Rohde: Große Gärtner Herrenhausens In: Marieanne von König (Hrsg.): Herrenhausen: Die Königlichen Gärten in Hannover. Göttingen 2006. ISBN 978-3-8353-0053-8, S. 271–277.
- Waldemar R. Röhrbein: Die Rettung der Herrenhäuser Gärten. In: ders. (Hrsg.): Heimat bewahren, Heimat gestalten. Beiträge zum 100-jährigen Bestehen des Heimatbundes Niedersachsen. Hannover 2001, S. 95–99
- Hermann Wernicke: Herrenhausen und die Gartenkunst des Barock. In: Die Gartenkunst 50 (1937), S. 197–200
- Eckard Schrader: Der Große Garten zu Herrenhausen, Hannover. Mit einer Einführung von Franz Rudolf Zankl. Aktionsausschuss für Herrenhausen e. V. (Hrsg.). Schlüter, Hannover 1985. ISBN 3-87706-196-6

### Einzelne Teile
alphabetisch nach Themen geordnet 
- Goerd Peschken: Zum Problem der Erneuerung der Allee im Herrenhäuser Garten. In: Die Gartenkunst 3 (1/1991), S. 147f.
- Waldemar R. Röhrbein: Herrenhausen: Alleen, Gartentheater und der Wiederaufbau des Schlosses – eine Diskussion ohne Ende? In: ders. (Hrsg.): Heimat bewahren, Heimat gestalten. Beiträge zum 100-jährigen Bestehen des Heimatbundes Niedersachsen. Hannover 2001, S. 118–126
- Bernd Adam: Das Herrenhäuser Schloss und die historischen Gartenpavillons. In: Marieanne von König (Hrsg.): Herrenhausen: Die Königlichen Gärten in Hannover. Göttingen 2006. ISBN 978-3-8353-0053-8, S. 95–100.
- Urs Boeck: Zwei höfische Festräume: Gartentheater und Galeriegebäude. In: Marieanne von König (Hrsg.): Herrenhausen: Die Königlichen Gärten in Hannover. Göttingen 2006. ISBN 978-3-8353-0053-8, S. 67–78.
- Stefan Amt: Die Grotte im Großen Garten in Herrenhausen. Die Gartenkunst 13 (1/2001), S. 119–129.
- Niki de Saint Phalle (Illustrationen), Landeshauptstadt Hannover, Fachbereich Umwelt und Stadtgrün, Sprengel-Museum Hannover (Hrsg.): Niki de Saint Phalle. La Grotte. Hatje Cantz, Ostfildern 2003, ISBN 3-7757-1308-5
- Rolf-Jürgen Grote, Wolfram Kummer: Die Wand- und Deckenmalereien in den Kabinetten des Galeriegebäudes in Hannover-Herrenhausen. In: Hans-Herbert Möller (Hrsg.): Restaurierung von Kulturdenkmalen. Beispiele aus der niedersächsischen Denkmalpflege = Berichte zur Denkmalpflege, Beiheft 2. Niemeyer, Hameln 1989. ISBN 3-87585-152-8, S. 228–231.
- Heike Palm: Zur Erneuerung der Randallee im Großen Garten Hannover-Herrenhausen, 1889-1894 - Zeitgenössische Diskussionsbeiträge. In: Die Gartenkunst 3 (1/1991), S. 148–150
- Bernd Adam: Die Orangerie und die höfischen Bauten an der Alten Herrenhäuser Straße. In: Marieanne von König (Hrsg.) 2006, S. 103–108.
- Urs Boeck: Das Skulpturenparterre. In: Marieanne von König (Hrsg.): Herrenhausen: Die Königlichen Gärten in Hannover. Göttingen 2006. ISBN 978-3-8353-0053-8, S. 59–66.
- Eugen Horti: Der Herrenhäuser Garten und seine Statuen. Bedeutung, Symbolik. Leibniz-Bücherwarte, Bad Münder 1985, ISBN 3-925237-00-3
- Gotthardt Frühsorge: Theater, Feste, Maskeraden. In: Marieanne von König (Hrsg.): Herrenhausen: Die Königlichen Gärten in Hannover. Göttingen 2006. ISBN 978-3-8353-0053-8, S. 79–94.
- Bernd Adam: Die Herrenhäuser Wasserkünste. In: Marieanne von König (Hrsg.): Herrenhausen: Die Königlichen Gärten in Hannover. Göttingen 2006. ISBN 978-3-8353-0053-8, S. 43–58.

### Einzelne Themen
alphabetisch nach Autoren geordnet 
- Ronald Clark: Festraum einer Großstadt – Über die Nutzungsansprüche des großen Gartens zu Herrenhausen. In: Die Gartendenkmalpflege 4 (2/1992), S. 257–266.
- Cord Meckseper: Visionen zum Ort des Herrenhäuser Schlosses. In: Marieanne von König (Hrsg.): Herrenhausen: Die Königlichen Gärten in Hannover. Göttingen 2006. ISBN 978-3-8353-0053-8, S. 101–102.